# Liste der Nokia-Mobiltelefone
Diese Liste bietet eine Übersicht über Mobiltelefone unter dem Markennamen Nokia. Nokia-Mobiltelefone wurden im Laufe der Zeit bislang von drei Herstellern bzw. in deren Auftrag gebaut: von Nokia selbst (1987/1992 bis 2014), von Microsoft (2014 bis 2016), sowie von HMD Global (2017 bis 2024).
Nokia hatte bereits 1987 unter dem Namen Mobira Cityman 900 erstmals ein Mobiltelefon auf den Markt gebracht. Mit dem Nokia 1011, dem ersten GSM-Mobiltelefon von Nokia, begann 1992 die Massenproduktion. 2011 ging Nokia eine Partnerschaft mit Microsoft ein, unter deren Ägide die Nokia Lumia Smartphone-Serie lanciert wurde. Microsoft übernahm im April 2014 das Handygeschäft von Nokia und produzierte bis zum Verkauf der Markenrechte Ende 2016 unter dem Namen Nokia lediglich Einfach-Handys. Anfang 2017 brachte der ein Jahr zuvor gegründete Nokia-Lizenznehmer HMD Global aus Finnland neue Nokia-Smartphones auf den Markt.

## Bezeichnungen
Ursprünglich wurden alle Nokia-Mobiltelefone lediglich mit einer vierstelligen Nummer (Nokia 1xxx bis Nokia 8xxx) bezeichnet. Für geringfügig verbesserte Modelle bekommt eine neuere Hardwareversion ein nachgestelltes i (Nokia 2110 und Nokia 2110i). Speziell für Navigationszwecke mit einer entsprechenden Autohalterung vermarktete GPS-Modelle werden als Navigator bezeichnet (Nokia 6110 Navigator). Eine weitere Serie sind die aufklappbaren Communicator-Modelle (Nokia Communicator 9xxx und Nokia E90 Communicator) mit großem Display und einer vollständigen Tastatur. Seit 2005 gibt es parallel zu den vierstelligen Serien auch Baureihen, die auf bestimmte Anwendungen hin konzipiert wurden; dazu zählen die Nokia NSeries (Multimediasmartphones), Nokia CSeries (günstige Massenmarktsmartphones), Nokia ESeries (Business-Smartphones) und die Nokia XSeries (Musik- und Video-Smartphones).
Mit der Vorstellung des Nokia 500 wurde Anfang August 2011 eine neue Namensgebung präsentiert. Die Mobiltelefone sollten nun nur noch mit einer dreistelligen Nummer (Nokia 100 bis Nokia 999) benannt werden, wobei eine höhere Nummer für ein qualitativ höherwertiges Gerät mit mehr Funktionalität und Ausstattung steht und eine niedrige Nummer für ein Einsteigerhandy. Im Oktober 2011 wurde jedoch bekannt gegeben, dass zwei neue Produktlinien gestartet werden: die Nokia-Asha-Serie umfasst Feature-Phones unter dem Betriebssystem Series 40 mit der Bezeichnung Nokia Asha und einer dreistelligen Nummer (Nokia Asha 2xx bis Nokia Asha 5xx) und zum Teil mit einer vollständigen Tastatur; die Nokia-Lumia-Serie beinhaltet Touchscreen-Smartphones unter dem Windows-Phone-Betriebssystem mit der Bezeichnung Nokia Lumia gefolgt von einer dreistelligen Nummer (Nokia Lumia 5XX bis Nokia Lumia 9XX).

## Nokia 1xxx

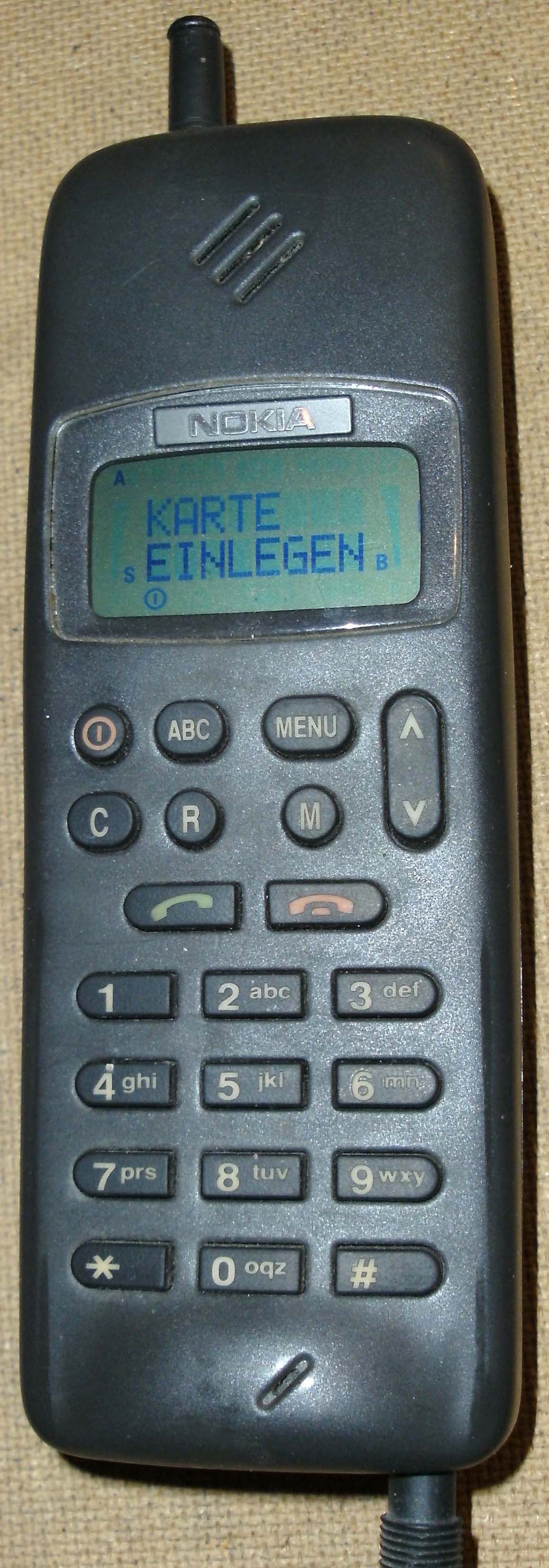
Nokia 1011
Das Nokia 1011, das erste GSM-Mobiltelefon von Nokia, wurde im November 1992 in den Markt eingeführt. Mit seinen Abmessungen von 195 mm × 60 mm × 45 mm und einem Gewicht von 475 g war es handlicher als das Konkurrenzprodukt Motorola International 3200, das unter der Bezeichnung Knochen bekannt war (Abmessungen 334 mm × 43 mm × 67 mm, Gewicht 520 g). Der Verkaufspreis ohne Mobilfunkvertrag lag bei etwa 2300 DM. Das 1011 ist bisher das einzige Handy des Herstellers, bei dem die Modellbezeichnung das Erscheinungsdatum – den 10.11.(1992) – repräsentiert.

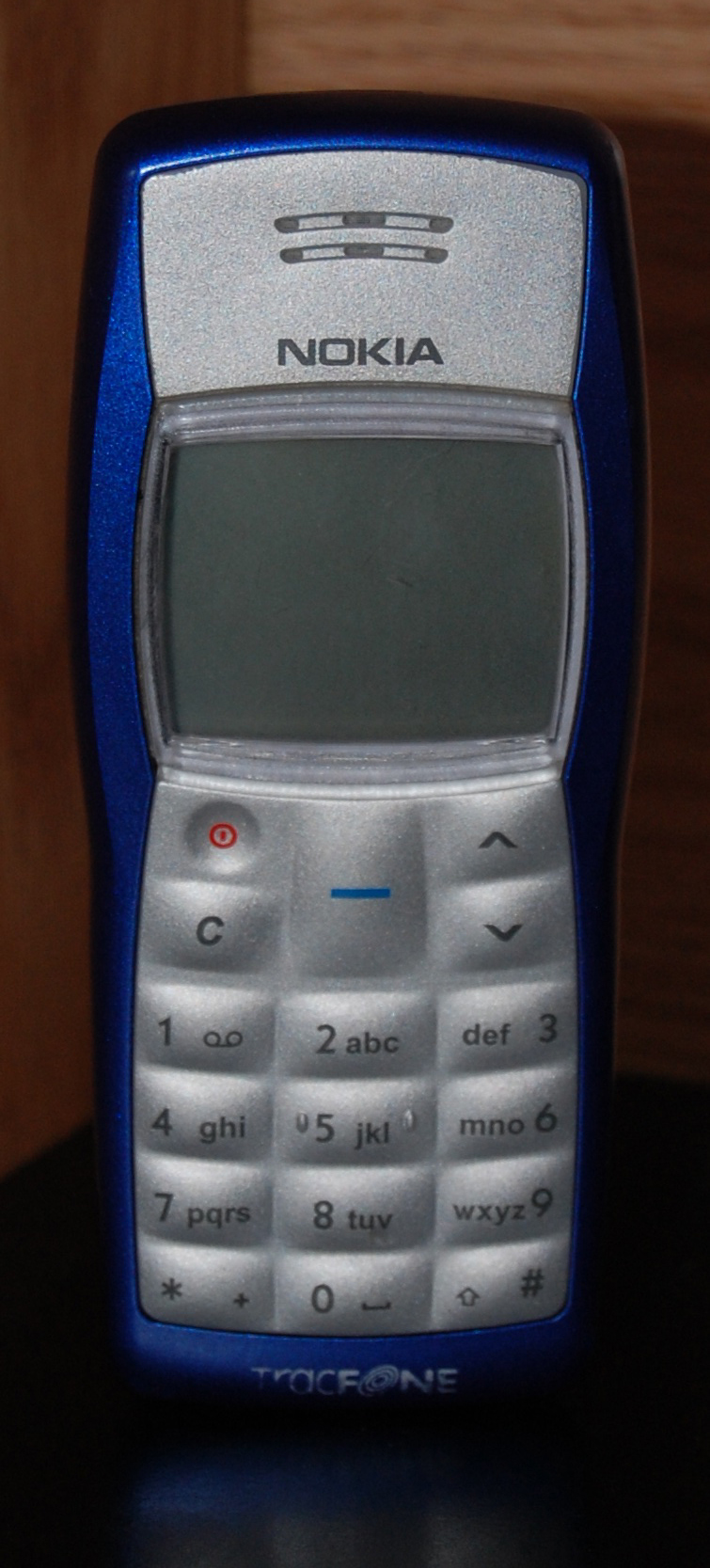
Nokia 1100
Im zum Nokia 1100 nahezu baugleichen Nachfolger Nokia 1101 wurden GPRS und ein WAP-Browser ergänzt.
Nokia 1110
Das Nokia 1110 ist das Nachfolgemodell des 1100. Mit den Maßen 104 mm × 44,1 mm × 17,5 mm ist es etwas kleiner als sein Vorgänger. Es besitzt im Gegensatz zu diesem polyphone Klingeltöne, ein Schwarz-Weiß-Display (weiß auf schwarz) mit bernsteinfarbener oder grüner Hintergrundbeleuchtung, Freisprecheinrichtung, eine sprechende Uhr sowie ein geringeres Gewicht. Weggefallen ist die integrierte Taschenlampe.
Nachfolger sind das Nokia 1110i und das Nokia 1112. Das Display ist wieder herkömmlich (schwarz auf weiß) ausgeführt. Die Hintergrundbeleuchtung der Tastaturmatte ist weiß, das Display wird bernsteinfarben (1110i) bzw. weiß (1112) beleuchtet. Es gibt spezielle Varianten für die jeweiligen Sprachräume (z. B. russisch).
Nokia 1200
Mit 102 mm × 44,1 mm × 17,5 mm ist es fast genauso groß wie das 1110. Es besitzt die gleichen Funktionen und Displaybeleuchtung wie das 1110i und hat wieder, wie das Nokia 1100, eine integrierte Taschenlampe.
Nokia 1208
Das Nokia 1208 ist ein Dualband-Mobiltelefon (900/1800 MHz) und bietet Grundfunktionen wie Freisprechfunktion, Vibrationsalarm, Organizer-Funktionen und Wecker. Das DSTN-Display ist 96 × 68 Pixel groß. Bei Abmessungen von 102 mm × 44,1 mm × 17,5 mm wiegt das Gerät 77 Gramm, die Stand-by-Zeit wird mit ca. 365 Stunden und die Sprechzeit mit ca. 420 Minuten angegeben. Es stellt die Farbvariante des 1200 dar.
Nokia 1209

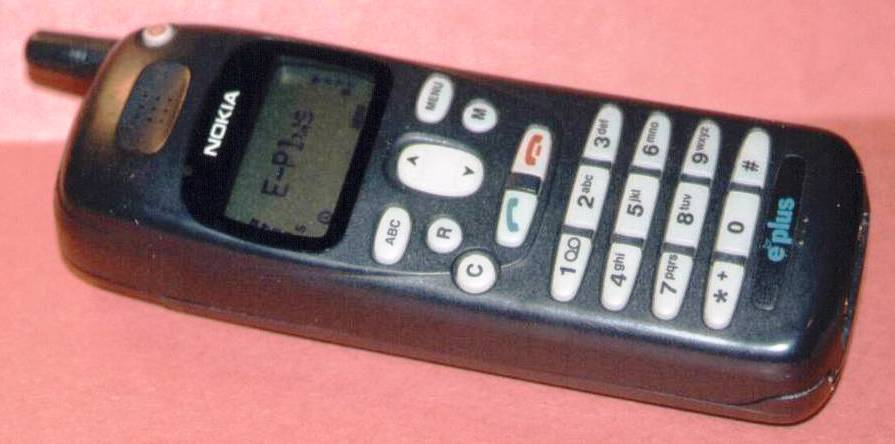
Nokia Energy

Das Nokia 1209 ist ein Einsteiger-Handy mit allen Grundfunktionen eines Handy-Grundmodells. Hervorzuheben ist das Farbdisplay mit 96 × 68 Pixel Auflösung und ein Stromsparmodus, der die Sprechzeit verlängern soll. Es verfügt zudem über einen Filter, um Hintergrundgeräusche zu unterdrücken.
Das Nokia 1280 ...
Das Nokia 1600 ...
Nokia 1610
Das Nokia 1610 stammt aus dem Jahr 1996, wiegt 260 Gramm und wurde für GSM 900, also für das deutsche D-Netz ausgeliefert. Die Variante für das E-Netz hieß Nokia Energy.
Das Nachfolgemodell Nokia 1611 kann SMS verschicken. Es wurde ebenfalls für das D-Netz angeboten und musste wie auch das 1610 mit den alten SIM-Karten betrieben werden.
Nokia 1616
Das Nokia 1616 ist 78,6 g schwer. Es hat eine Bildschirmdiagonale von 1,8 Zoll. Die Auflösung beträgt 128 × 160 Pixel.
Das Nokia 1650 ...
Nokia 1661
Das Nokia 1661 ist ein 82 g (inkl. Akku) schweres Mobiltelefon mit 1,8 Zoll Bildschirm-Diagonale. Es verfügt über eine Auflösung von 128 × 160 Pixeln. Es verfügt über das Telefonieren hinaus über ein eingebautes UKW-Radio und ist inkl. dazugehörigem Headset ausgeliefert worden.
Das Nokia 1662 ...
Nokia 1680 classic
Das Nokia 1680 classic ist ein EDGE-fähiges Dualband-Mobiltelefon, das über eine 0,3-Megapixel-Kamera verfügt. Der 10 MByte große interne Speicher lässt sich nicht erweitern. Es verfügt über ein Display mit einer Auflösung von 128 × 160 Pixeln. Mit dem verwendeten Akku lässt sich das Nokia 420 Stunden in Bereitschaft betreiben, die maximale Sprechzeit beträgt 7,6 Stunden.
Nokia 1800
Das Nokia 1800 ist 78 g schwer, hat ein Display mit 4,6 cm Displaydiagonale bei 128 × 160 Pixeln und 65.536 Farben. Eine Taschenlampenfunktion und UKW-Radio sind integriert. Der SAR-Wert liegt laut Hersteller bei 1,18 W/kg, das Handy hat eine Bereitschaftszeit von bis zu 34 Tagen.

## Nokia 2xxx
Nokia 2100
Das Nokia 2100 ist ein 86 g schweres Dualband-Mobiltelefon mit Schwarz-Weiß-Display (96 × 65 Pixel). Es erschien im Jahre 2003 als Einsteigergerät.
Nokia 2110/PT-11

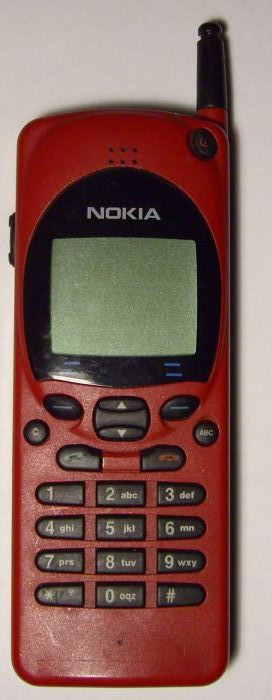
Nokia 2110i Vorderseite

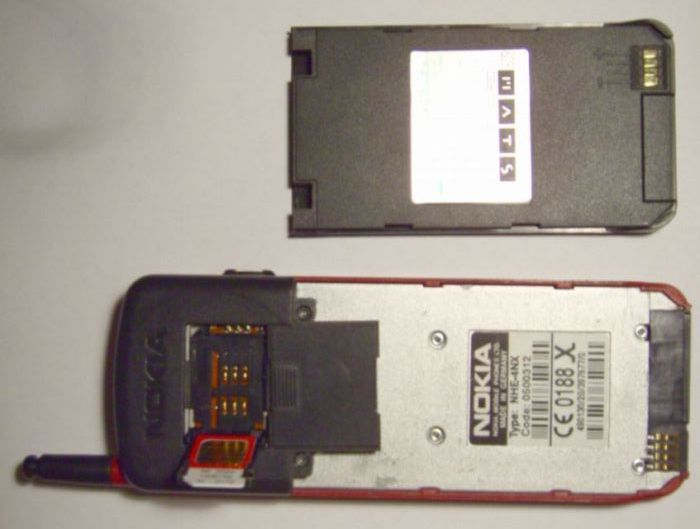
Nokia 2110i Rückseite

Das Nokia 2110 war ab 1995 verfügbar.
Trotz Subvention bei Vertragsabschluss war dieses Handy hochpreisig, dennoch wurde es ein Verkaufsschlager. Das vierzeilige, einfarbige Display wurde grün beleuchtet. Es konnte SMS senden und empfangen und hatte schon die auch heute noch bekannten zwei Menütasten unter dem Display für die Steuerung sowie Pfeiltasten zum Navigieren. Die Antenne war herausziehbar. Das Handy besaß bereits den heute als „Nokia Tune“ bekannten Klingelton.
Das 2110 gab es auch für DCS-1800 (bzw. GSM-1800), in Deutschland als PT-11 bei E-Plus. Die deutsche Ausführung unterschied sich geringfügig im Design von der GSM-900- bzw. internationalen DCS-1800-Variante; der Einschaltknopf befand sich an der linken Seite über den Tasten zur Lautstärke-Einstellung, und die Pfeiltasten waren nicht über-, sondern nebeneinander angeordnet. Außerdem wurde das vordere Cover zumeist in der Unternehmensfarbe (grün) gefertigt, seltener auch anthrazit, wie die Rückseite und der Akkumulator bzw. die komplette GSM-900-Variante.
Auf der rückwärtigen SIM-Karten-Abdeckung war dann auch ein Vogelsymbol (das damalige Logo des Netzbetreibers) aufgedruckt. Zum Öffnen dieser Klappe musste jedoch der Akkumulator abgenommen werden. Diese Platte konnte man gegen eine Variante mit einem kleinen Knopf austauschen, mit dem man das Gerät an einem Gürtelhalter einklinken und um 360° drehen konnte.
Das PT-11 war auch als Werbeprodukt bekannt, da E-Plus das grüne Handy z. B. als überdimensionalen Straßenaufsteller für die Shops oder als Luftmatratze für Kunden herstellen ließ.

Das Nokia 2110i kam 1995 auf den Markt. Es hat die Typenbezeichnung NHE-4NX und wiegt 236 Gramm bei Abmessungen von 148 × 56 × 25 mm. Die DCS-1800-Variante hat die Bezeichnung NHK-4AX und wurde in Deutschland unter dem Namen PT-11NF von E-Plus vertrieben.
Äußerlich erkennbar ist das „i“ bzw. „NF“ durch eine leicht abgeänderte Antenne, die nicht mit der ursprünglichen Bauform kompatibel ist. Auffälligster Unterschied in der Praxis: Anders als beim Vorgänger, bei dem eine eingehende Kurznachricht in der Werkseinstellung nur durch einen leicht zu überhörenden, einmaligen kurzen tiefen Piepton signalisiert wurde, geschieht das beim „i“ bzw. „NF“ durch den seitdem als der SMS-Signalton schlechthin in die GSM-Geschichte eingegangenen, charakteristischen zweifachen „Doppel-Piep“, der hier noch zweimal hintereinander abgespielt wurde.
Das Nokia 2220 ...
Nokia 2300

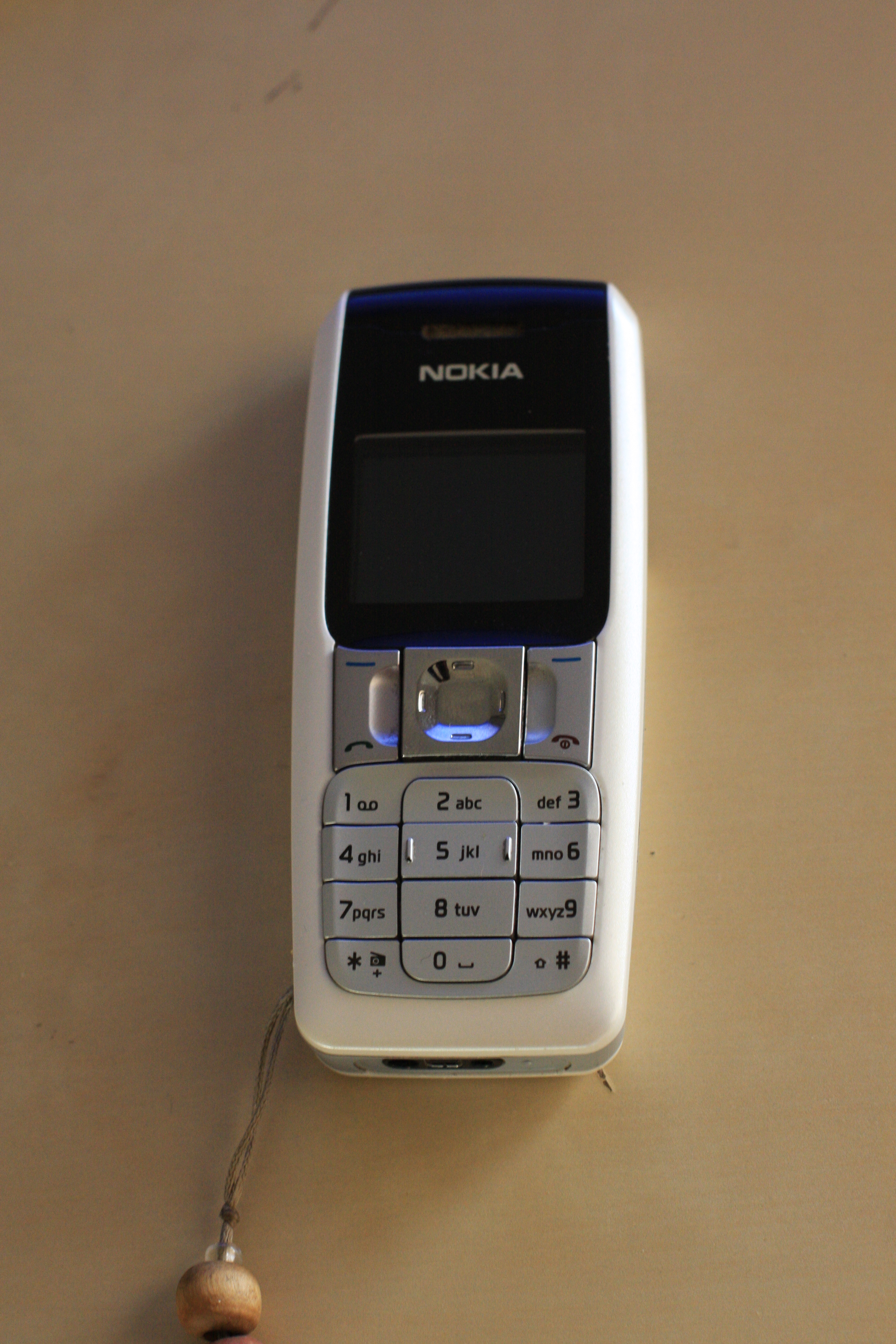
Nokia 2310

Das Nokia 2300 ist ein im violett-rosa-Farbton und technisch einfach gehaltenes stylisches „Mädchenhändy“ mit Monochromdisplay. Nokia 2310 dagegen hat einen Farbdisplay.
Das Nokia 2310 ...
Das Nokia 2323 ...
Nokia 2330 Classic
Das Nokia 2330 Classic ist ein 80 g schweres Mobiltelefon mit 1,8 Zoll Displaydiagonale.
Es besitzt eine 1,3 Megapixel-Kamera und einen 10 MB großen internen Speicher sowie 4 MB Arbeitsspeicher.
Nokia 2600 Classic
Das Nokia 2600 Classic ist ein EDGE-fähiges Quadband-Mobiltelefon, das über eine 0,3-Megapixel-Kamera und ein UKW-Radio verfügt. Es verfügt über ein Display mit 128 × 160 Pixeln. Die auf dem Mobiltelefon gespeicherten Daten lassen sich über Bluetooth übertragen. Der Akku erlaubt 580 Stunden im Bereitschaftsbetrieb, die maximale Sprechzeit beträgt sechs Stunden.
Nokia 2610
Das Nokia 2610 ist ein Dualband-Mobiltelefon, hat ein Display mit 128 × 128 Pixeln und einen drei MByte großen internen Speicher, der sich nicht erweitern lässt. Mit dem verwendeten Akku lässt es sich 300 Stunden in Bereitschaft betreiben, die maximale Sprechzeit beträgt drei Stunden.
Nokia 2626
Das Nokia 2626 ist ein Dualband-Mobiltelefon, das über ein UKW-Radio verfügt. Es hat ein Display mit 128 × 128 Pixeln und einen 16 MByte großen internen Speicher, der sich nicht erweitern lässt. Die auf dem Mobiltelefon gespeicherten Daten lassen sich über USB 1.1 übertragen. Der Akku erlaubt 290 Stunden im Bereitschaftsbetrieb, die maximale Sprechzeit beträgt drei Stunden.
Nokia 2630
Das Nokia 2630 ist ein EDGE-fähiges Dualband-Mobiltelefon, das über eine 0,3-Megapixel-Kamera und ein UKW-Radio verfügt. Es hat ein Display mit 128 × 160 Pixeln und einen elf MByte großen internen Speicher, der sich nicht erweitern lässt. Die auf dem Mobiltelefon gespeicherten Daten lassen sich über Bluetooth übertragen. Der Akku erlaubt 320 Stunden im Bereitschaftsbetrieb, die maximale Sprechzeit beträgt sechs Stunden.

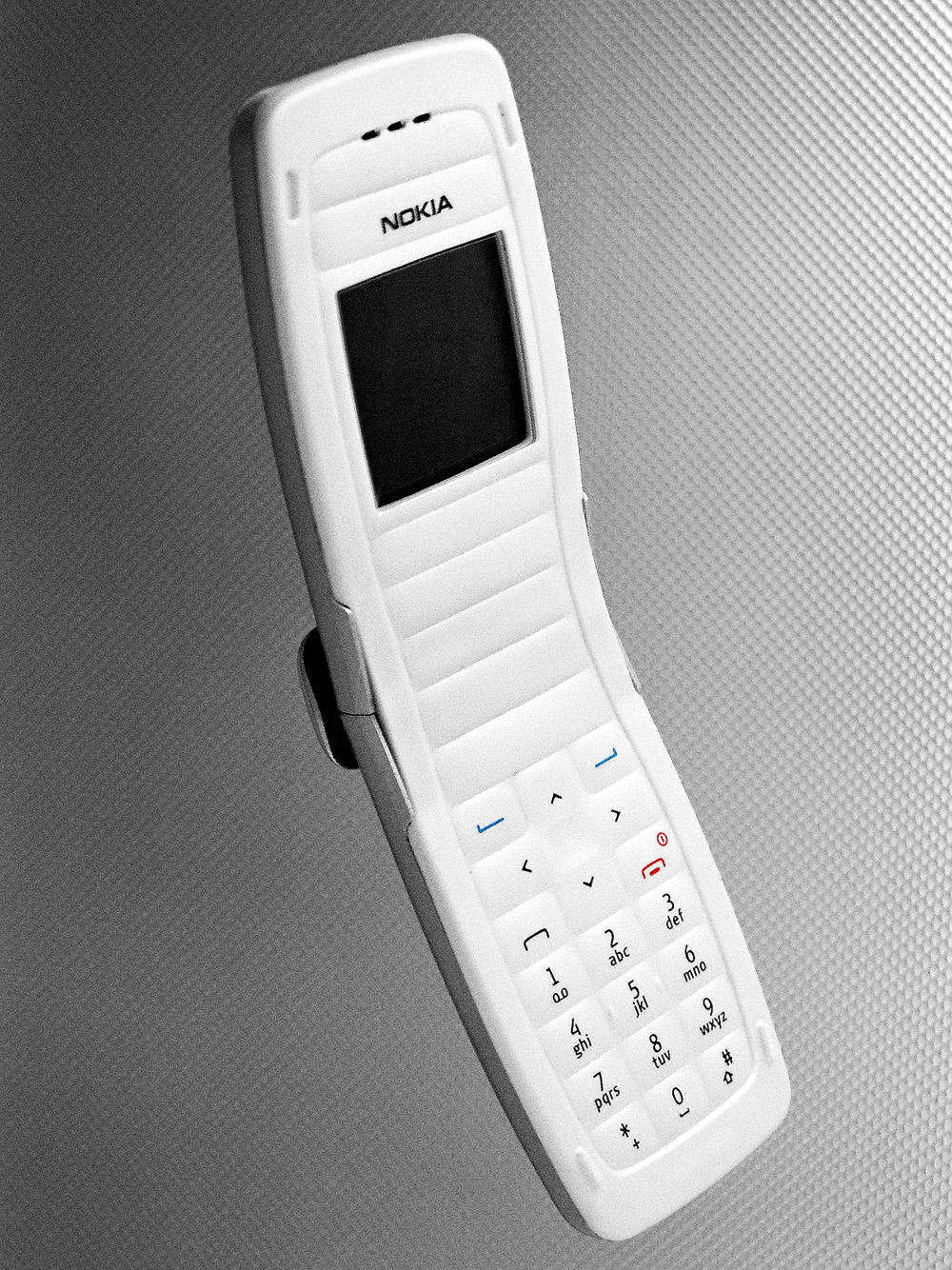
Nokia 2650
Das Nokia 2650 ist ein Klapphandy mit einem Display von 128 × 128 Pixeln. Besonderheiten waren damals der neuartige Klappmechanismus mit nicht sichtbaren Scharnieren sowie einer Benachrichtigungs-LED für eingehende Anrufe und Kurzmitteilungen. Nach Erscheinen im September 2004 erlangte es in Deutschland keine große Verbreitung.
Nokia 2652
Das Nokia 2652 ist ein HSCSD-fähiges Dualband-Mobiltelefon, das über ein Display mit 128 × 128 Pixeln verfügt. Der Akku erlaubt 290 Stunden im Bereitschaftsbetrieb, die maximale Sprechzeit beträgt 3,5 Stunden.
Nokia 2680 slide
Das Nokia 2680 slide ist ein EDGE-fähiges Dualband-Mobiltelefon, das neben einer 0,3-Megapixel-Kamera über ein UKW-Radio verfügt. Der vier MByte große interne Speicher lässt sich nicht erweitern. Es verfügt über ein Display mit 128 × 160 Pixeln. Die auf dem Mobiltelefon gespeicherten Daten lassen sich über USB 1.1 und Bluetooth übertragen. Der Akku erlaubt 420 Stunden im Bereitschaftsbetrieb, die maximale Sprechzeit beträgt 3,4 Stunden.
Nokia 2690

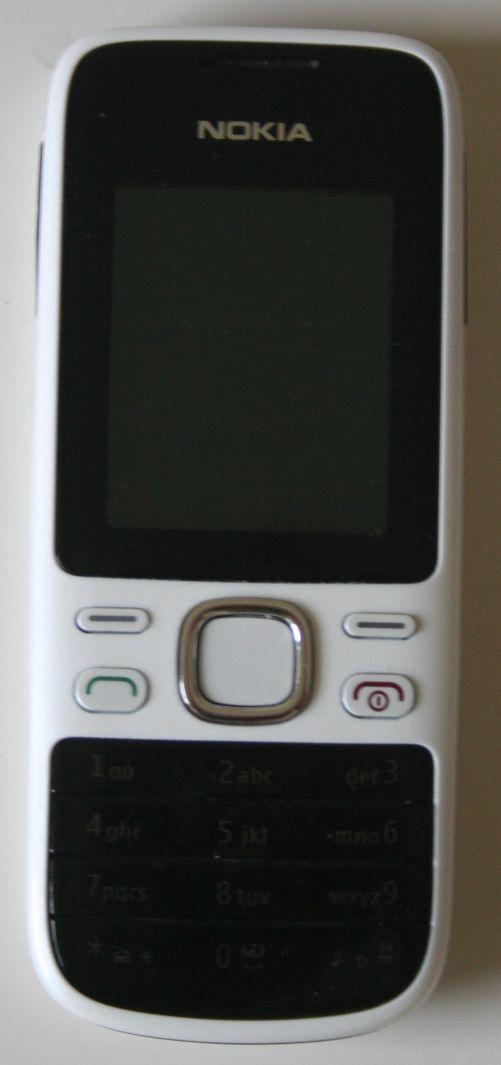
Nokia 2690 in Schwarz-Weiß-Ausführung

Das Modell ist seit 2010 auf den Markt und ist für den Absatz in Entwicklungsländern gedacht, deshalb wurde am mitgelieferten Zubehör sowie an sonst eher höherwertigen Features gespart, um den Preis niedrig zu halten. Das Gerät ist in Schwarz-Weiß, Schwarz-Schwarz oder Pink erhältlich. Es besitzt ein UKW-Radio, Bluetooth, USB 2.0 (über MicroUSB-Anschluss), GPRS und ist Quadband-fähig, Java wird unterstützt. Das Display ist 128 × 160 Pixel groß. Der rund 20 MB große interne Speicher lässt sich mit einer MicroSD-Karte bis auf 8 GB erweitern. Das Gerät zeichnet eine 3,5-mm-Buchse für normale handelsübliche Kopfhörer aus. Die Kamera kann Bilder bis 640 × 480 erstellen. Betriebssystem ist Nokia OS der 40er-Serie. Als Stromquelle wird ein BL-4C Akku mit 860 mAh mitgeliefert. Er liefert 5,5 Stunden Sprechzeit und 335 Stunden Standby-Zeit. Lieferumfang: das Gerät, Akku, Akkufachabdeckung, Headset, Ladegerät, Bedienungsanleitung.
Nokia 2700 classic
Das Nokia 2700 classic ist ein Quadband-Handy mit einem QVGA-Display (Diagonale von 5,1 cm). Neben der üblichen Standard-Ausstattung verfügt es über eine Bluetooth-Schnittstelle, 2-Megapixel-Kamera, einen dynamischen internen Speicher von 64 MB und einen Erweiterungs-Slot für microSD-Karten, mit denen das Handy um bis zu 2 GB Speicher erweitert werden kann. Auffällig an diesem Modell ist, dass der Browser Opera Mini serienmäßig in das Handy integriert ist.
Nokia 2710 Navigation Edition
Das Nokia 2710 Navigation Edition ist ein Quadband-Handy mit einem QVGA-Display (Diagonale von 5,1 cm). Neben der heute üblichen Standard-Ausstattung verfügt es über eine Bluetooth-Schnittstelle, eine 2-Megapixel-Kamera, einen dynamischen internen Speicher von 64 MB und einen Erweiterungs-Slot für microSD-Karten, mit denen das Handy um bis zu 16 GB Speicher erweitert werden kann (im Lieferumfang ist eine Speicherkarte mit 2 GB enthalten). Es entspricht im Wesentlichen dem 2700 classic, bietet jedoch zusätzlich einen integrierten GPS-Empfänger mit entsprechendem Kartenmaterial sowie integriertem Navigationssystem. Sprachgeführte Navigation sowie laufend veröffentlichte Kartenupdates sind kostenlos inkludiert.
Nokia 2720 fold
Das Nokia 2720 fold ist ein EDGE-taugliches Quadband-Mobiltelefon, das über eine 1,3-Megapixel-Kamera, UKW-Radio und Bluetooth 2.0 mit A2DP-Unterstützung verfügt.
Das Nokia 2730 ...
Nokia 2760
Das Nokia 2760 ist ein Dualband-Mobiltelefon, das über eine 0,3-Megapixel-Kamera und ein UKW-Radio verfügt. Es hat ein Display mit 128 × 160 Pixeln und einen elf MByte großen internen Speicher, der sich nicht erweitern lässt. Die auf dem Mobiltelefon gespeicherten Daten lassen sich über Bluetooth übertragen. Der Akku erlaubt 350 Stunden im Bereitschaftsbetrieb, die maximale Sprechzeit beträgt sieben Stunden.

## Nokia 3xxx

### Nokia 31xx

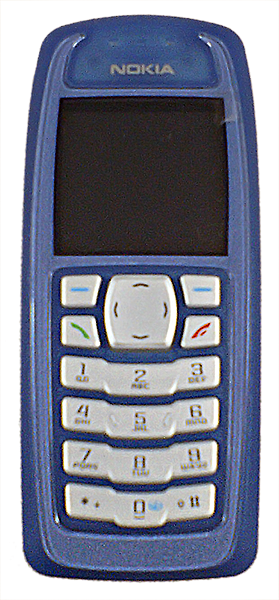
Nokia 3100
Das Nokia 3100 ist das erste Handy mit Light-Effect (rhythmisches Displayleuchten). Außerdem verfügt es über Tri-Band-GSM und ein LC-Display mit 4096 Farben, polyphonen Klingeltönen (vierstimmig), hat ein Gewicht von nur 85 Gramm und eine hohe Akkulaufzeit (410 Stunden Stand-By).
Nokia 3109 classic
Das Nokia 3109 classic wurde zeitgleich mit dem Nokia 3110 classic veröffentlicht. Es ist komplett baugleich mit dem Nokia 3110 classic, nur eine Kamera und ein Radio fehlen.

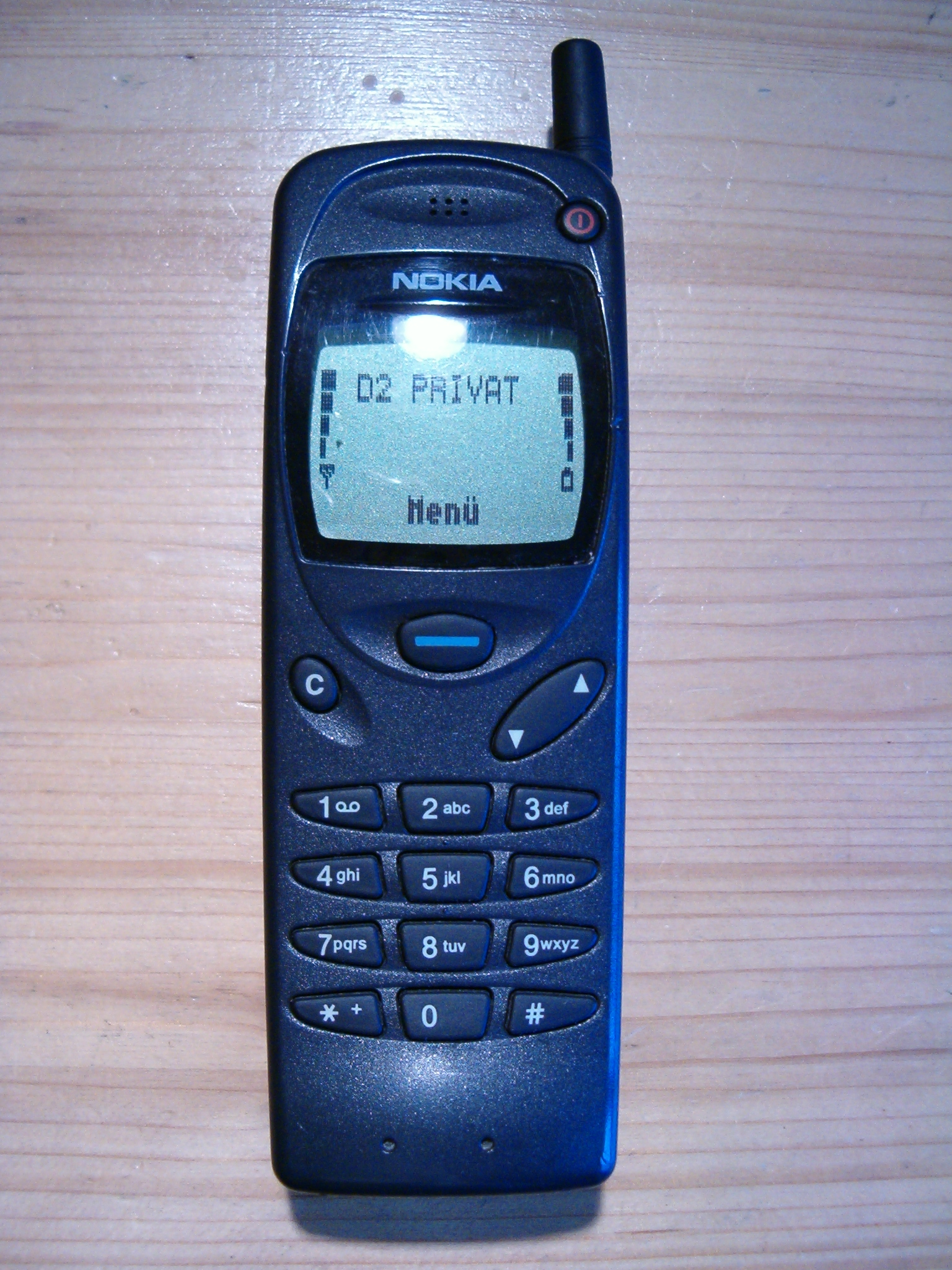
Nokia 3110
Das Nokia 3110 ist ein GSM-900-Gerät mit monochromem Display und Stummelantenne. Dieses seit Sommer 1995 erhältliche
Modell wurde etwa ab dem Modelljahr 2000 sehr oft als „Autotelefon“ mit unsichtbar integrierter Mittelkonsolen-Ladeschale und damals innovativer Lenkradbedienung in Fahrzeuge der Hersteller Mercedes, BMW und VW ab Werk eingebaut. Daher wurden auch noch Jahre später bei Gebrauchtverkäufen hohe Preise für das eigentlich veraltete Handy bezahlt.

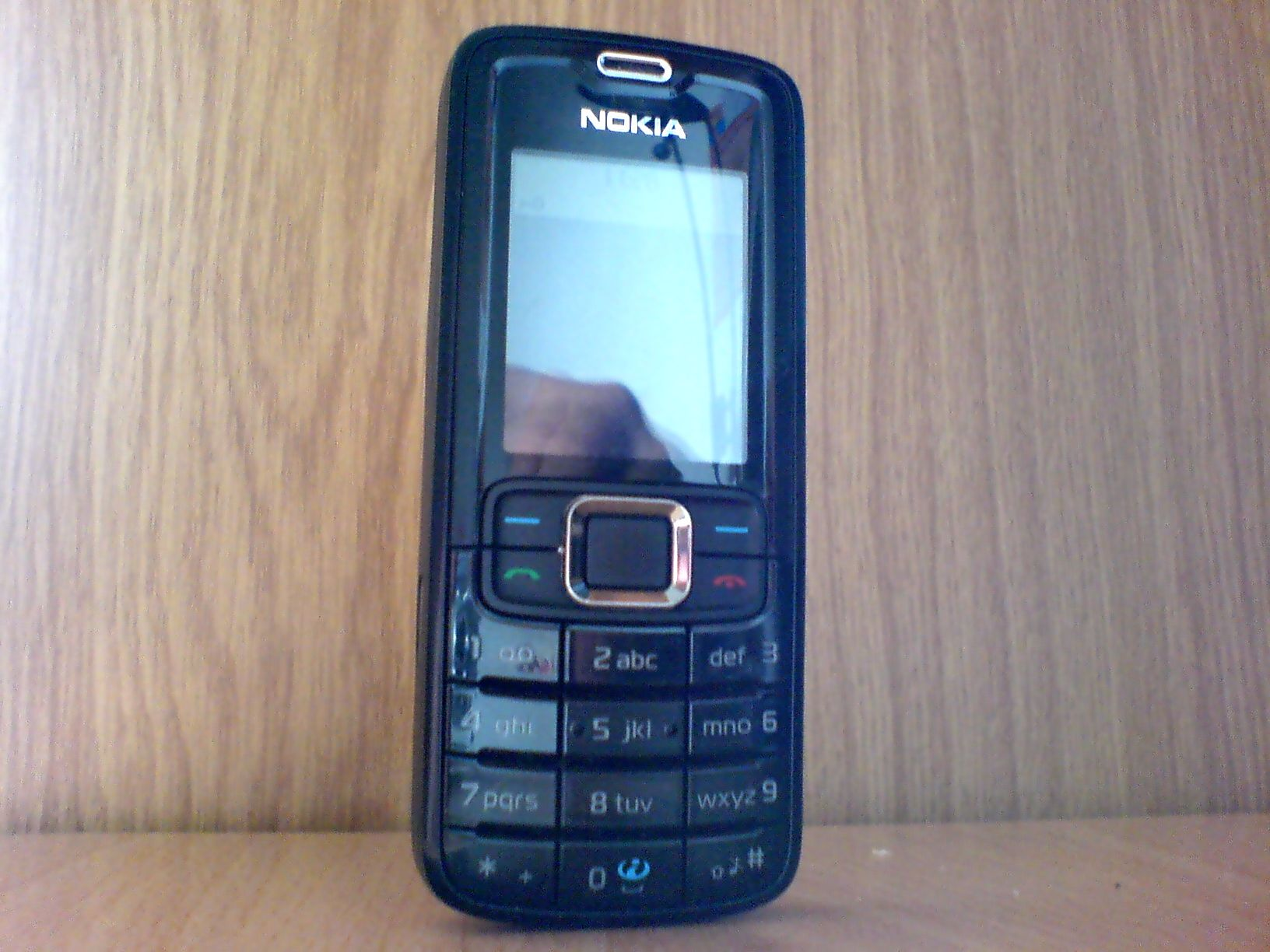
Nokia 3110 classic
Das Nokia 3110 classic ist ein Candybar-Mobiltelefon, das im März 2007 erschien. Dieses Handy ist eine Neuauflage des Nokia 3110. Es wird mit einer 1,3-Megapixel-Kamera ausgeliefert und unterstützt auch gängige Musik- und Videoformate. Als Einsteigerhandy wird es mit EDGE und dem Betriebssystem Series 40 ausgestattet. Es unterstützt microSD-Speicherkarten mit bis zu zwei Gigabyte.
Nokia 3110 Evolve
Das Nokia 3110 Evolve ist ein EDGE-fähiges Triband-Mobiltelefon, das neben einer 1,3-Megapixel-Kamera über ein UKW-Radio verfügt. Der 32 MByte große interne Speicher lässt sich mit microSD-Karten um maximal 2 GByte erweitern. Es verfügt über ein Display mit 128 × 160 Pixeln. Der eingebaute Mediaplayer spielt Videos und Musik in den Formaten MP3, AAC, eAAC+, WMA, MPEG-4, H.263 und H.264 ab. Die auf dem Mobiltelefon gespeicherten Daten lassen sich über USB 1.1, IrDA und Bluetooth übertragen. Mit dem verwendeten Akku lässt sich das Nokia 370 Stunden in Bereitschaft betreiben, die maximale Sprechzeit beträgt vier Stunden.
Nokia 3120
Das Nokia 3120 ist ein Triband-Mobiltelefon, das lediglich über ein Display mit 128 × 128 Pixeln und einen 0,5 MByte großen internen Speicher verfügt. Die auf dem Mobiltelefon gespeicherten Daten lassen sich über USB 1.1 übertragen. Mit dem verwendeten Akku lässt sich das Nokia 410 Stunden in Bereitschaft betreiben, die maximale Sprechzeit beträgt sechs Stunden.
Nokia 3120 classic
Das Nokia 3120 classic ist ein UMTS-Mobiltelefon, das neben einer 2-Megapixel-Kamera, die auch Videos mit 640 × 480 Pixel aufnimmt, über ein UKW-Radio verfügt. Es verfügt über ein Display mit 240 × 320 Pixeln und eine Speicherkartenerweiterung für microSD-Karten. Der eingebaute Mediaplayer spielt Musik in den Formaten MP3, AAC, M4A, MIDI, 3gp, MPEG-4 und H.263 ab. Die auf dem Mobiltelefon gespeicherten Daten lassen sich über USB 1.1 und Bluetooth übertragen. Mit dem verwendeten Akku lässt sich das Nokia 300 Stunden in Bereitschaft betreiben, die maximale Sprechzeit beträgt 3,3 Stunden.

### Nokia 32xx

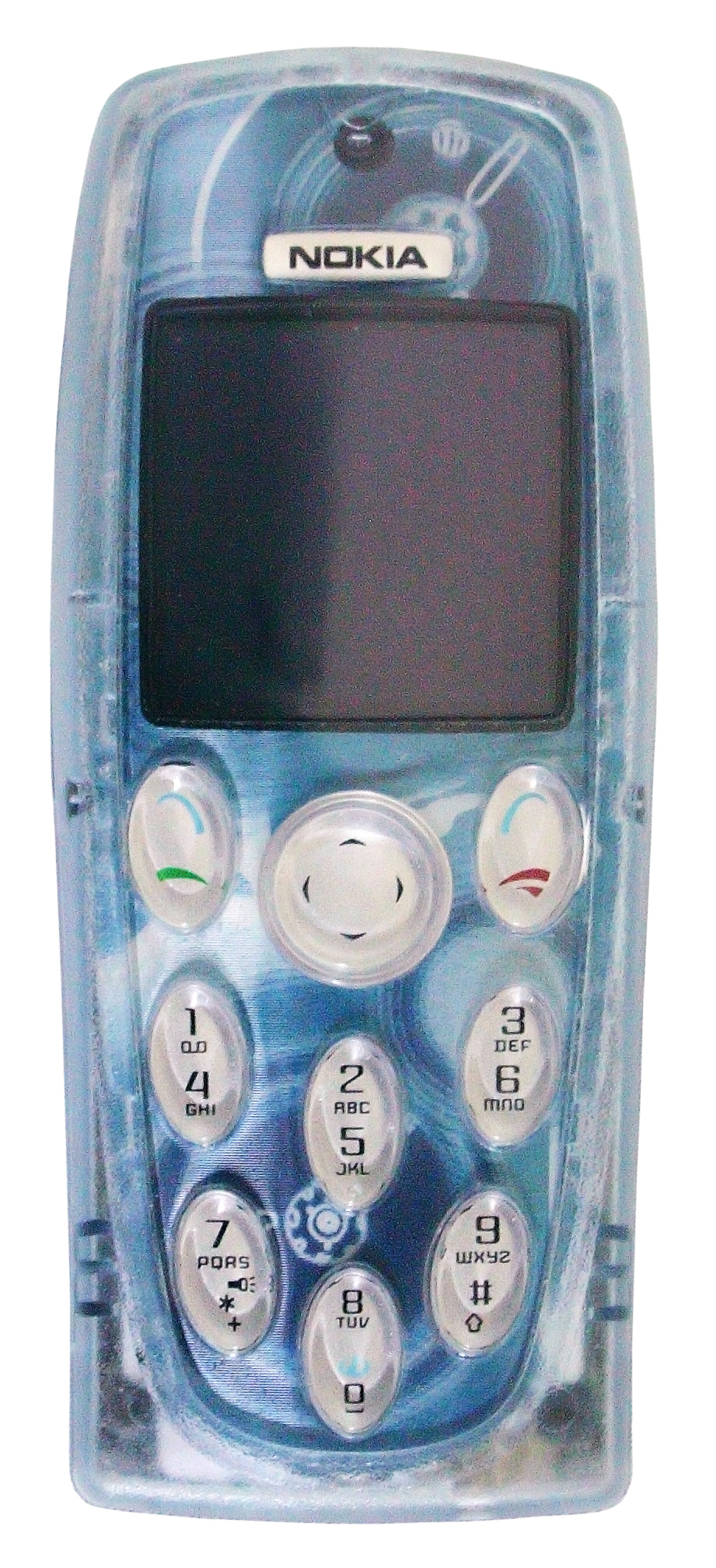
Nokia 3200
Das Nokia 3200 ist ein Einsteigerhandy, das 2004 auf den Markt kam und sehr erfolgreich war. Es bot alle für die damalige Zeit benötigten Funktionen wie MMS, GPRS, polyphone Klingeltöne und eine CIF-Kamera. Zudem verfügte es über eine integrierte Taschenlampe. Neu an diesem Modell war, dass man in das durchsichtige Gehäuse bedruckte Coverfolien einlegen konnte. Gewöhnungsbedürftig war die Anordnung der Tasten: Es handelte sich um ovale Wipptasten, auf denen sich immer zwei Druckpunkte befanden.
Nokia 3210
Das Nokia 3210 war das erste Nokia-Handy mit der SMS-Eingabehilfe T9 und auch das erste mit integrierter Antenne. Marktstart des Dualband-Handys war 1999.

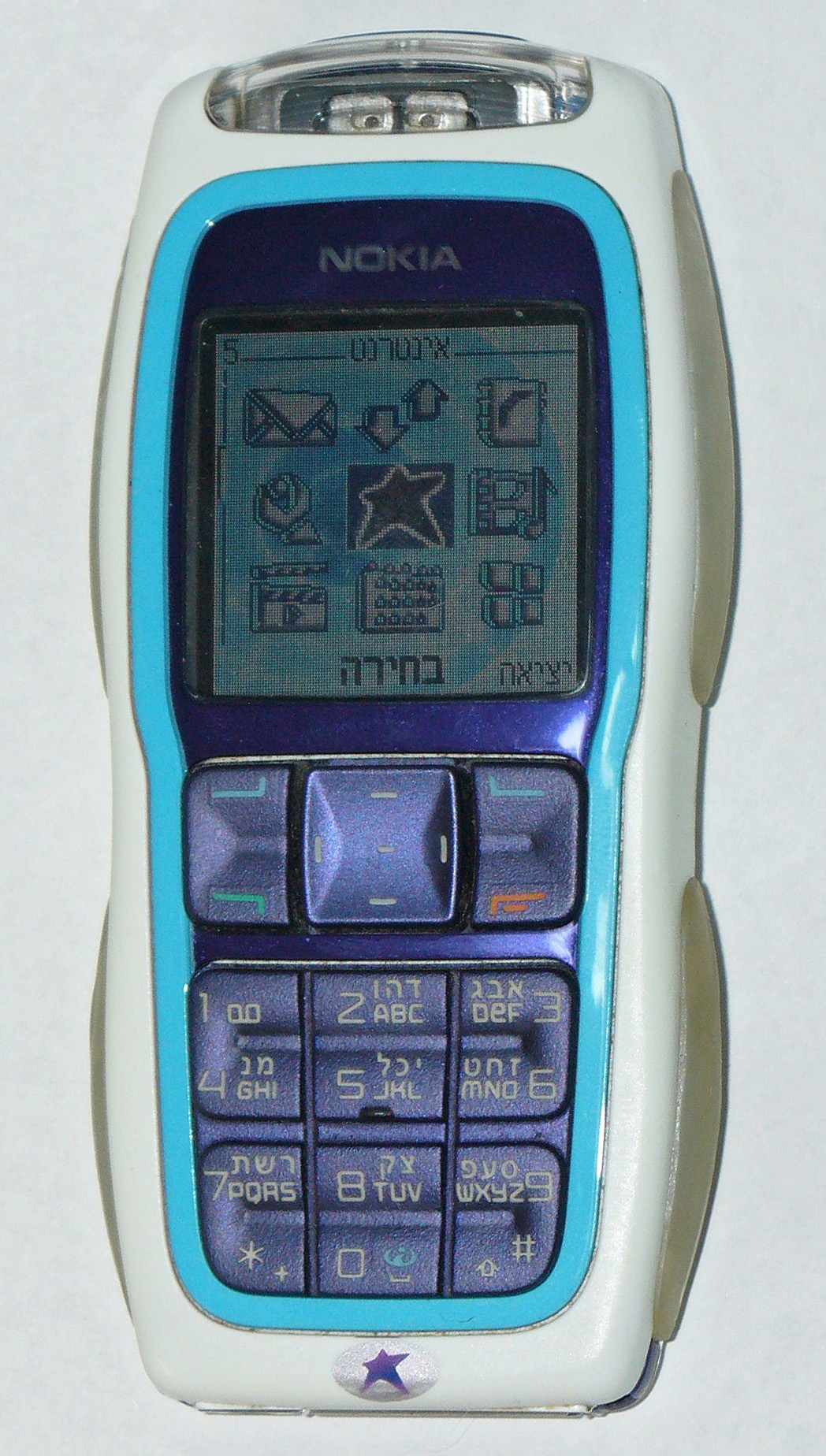
Nokia 3220
Das Nokia 3220 ist ein EDGE-fähiges Triband-Mobiltelefon, das über eine 0,3-Megapixel-Kamera verfügt. Es verfügt über ein Display mit 128 × 128 Pixeln und einen 16 MByte großen internen Speicher, der sich nicht erweitern lässt. Die auf dem Mobiltelefon gespeicherten Daten lassen sich über USB 1.1 übertragen. Mit dem verwendeten Akku lässt sich das Nokia 350 Stunden in Bereitschaft betreiben, die maximale Sprechzeit beträgt drei Stunden. Es ist erhältlich mit NFC-Sender oder mit Xpress-on-Shells mit Leuchtschriftfunktion. Seitlich sind jeweils 2 teildurchsichtige Gummis angebracht die bei einem Anruf permanent oder auch nach einer verpassten Aktion (SMS/Anruf) in 1-minütigen Intervallen aufleuchten. Diese Funktion ist sehr ungewöhnlich und war damals neu. Jedoch waren die Gummis sehr empfindlich gegenüber Abnützung. Intern sind serienmäßig zwei Videos gespeichert, die die neue Technik (seitliches Leuchten + Farbdisplay) benützen.
Nokia 3230
Das Nokia 3230 ist ein EDGE-fähiges Triband-Mobiltelefon, das über eine 1,3-Megapixel-Kamera, die auch Videos mit 176 × 144 Pixel aufnimmt, verfügt. Es verfügt über ein Display mit 176 × 208 Pixeln und einen sechs MByte großen internen Speicher, der sich mit MMCs erweitern lässt. Der eingebaute Mediaplayer spielt Musik in den Formaten MP3, MIDI, AAC, MPEG-4, RealMedia und H.263 ab. Die auf dem Mobiltelefon gespeicherten Daten lassen sich über USB 1.1, IrDA und Bluetooth übertragen. Mit dem verwendeten Akku lässt sich das Nokia 200 Stunden in Bereitschaft betreiben, die maximale Sprechzeit beträgt vier Stunden.
Nokia 3250
Das Nokia 3250 ist ein EDGE-fähiges Triband-Mobiltelefon, das über eine 2-Megapixel-Kamera, die auch Videos mit 176 × 144 Pixel aufnimmt, verfügt. Es verfügt über ein Display mit 176 × 208 Pixeln und einen zehn MByte großen internen Speicher, der sich mit microSD-Karten erweitern lässt. Der eingebaute Mediaplayer spielt Musik in den Formaten MP3, MIDI, AAC, AAC+, M4A, WMA, MPEG-4 und H.263 ab. Die auf dem Mobiltelefon gespeicherten Daten lassen sich über USB 1.1 und Bluetooth übertragen. Mit dem verwendeten Akku lässt sich das Nokia 245 Stunden in Bereitschaft betreiben, die maximale Sprechzeit beträgt drei Stunden. Das 3250 ist auch als XpressMusic-Version im Bundle mit einer ein GByte microSD-Karte verfügbar.
Die Besonderheit dieses Gerätes ist die drehbare Tastatureinheit, bei deren Betätigung die Kamera, bzw. der Mediaplayer geöffnet wird.

### Nokia 33xx
Nokia 3300
Das Nokia 3300 ist ein HSCSD-fähiges Dualband-Musik-Mobiltelefon, das über ein UKW-Radio verfügt. Es verfügt über ein Display mit 128 × 128 Pixeln und einen 4,5 MByte großen internen Speicher, der sich mit MMCs erweitern lässt. Der eingebaute Mediaplayer spielt Musik in den Formaten MP3, AAC und MIDI ab. Die auf dem Mobiltelefon gespeicherten Daten lassen sich über USB 1.1 übertragen. Mit dem verwendeten Akku lässt sich das Nokia 200 Stunden in Bereitschaft betreiben, die maximale Sprechzeit beträgt 3,5 Stunden. Es war – wie z. B. das N-Gage – quer zu halten.
Nokia 3310/3330

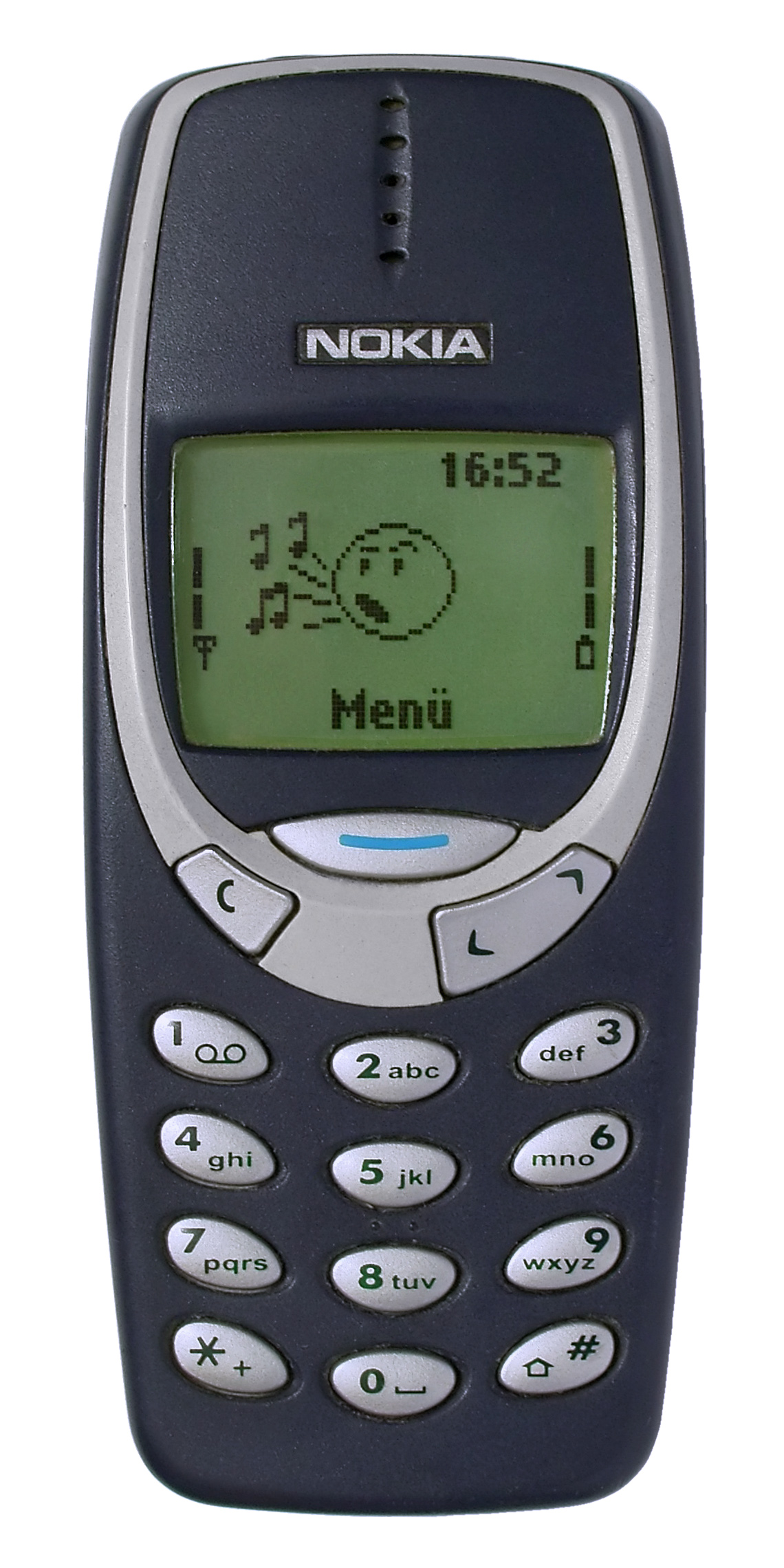
Nokia 3310

Das Nokia 3310 wurde der sehr erfolgreiche Nachfolger des 3210. Mit 133 Gramm ist es deutlich leichter. Später gab es noch das 3330 mit erweiterter Software und vergrößertem Speicher. Ansonsten ist es baugleich mit dem 3310.

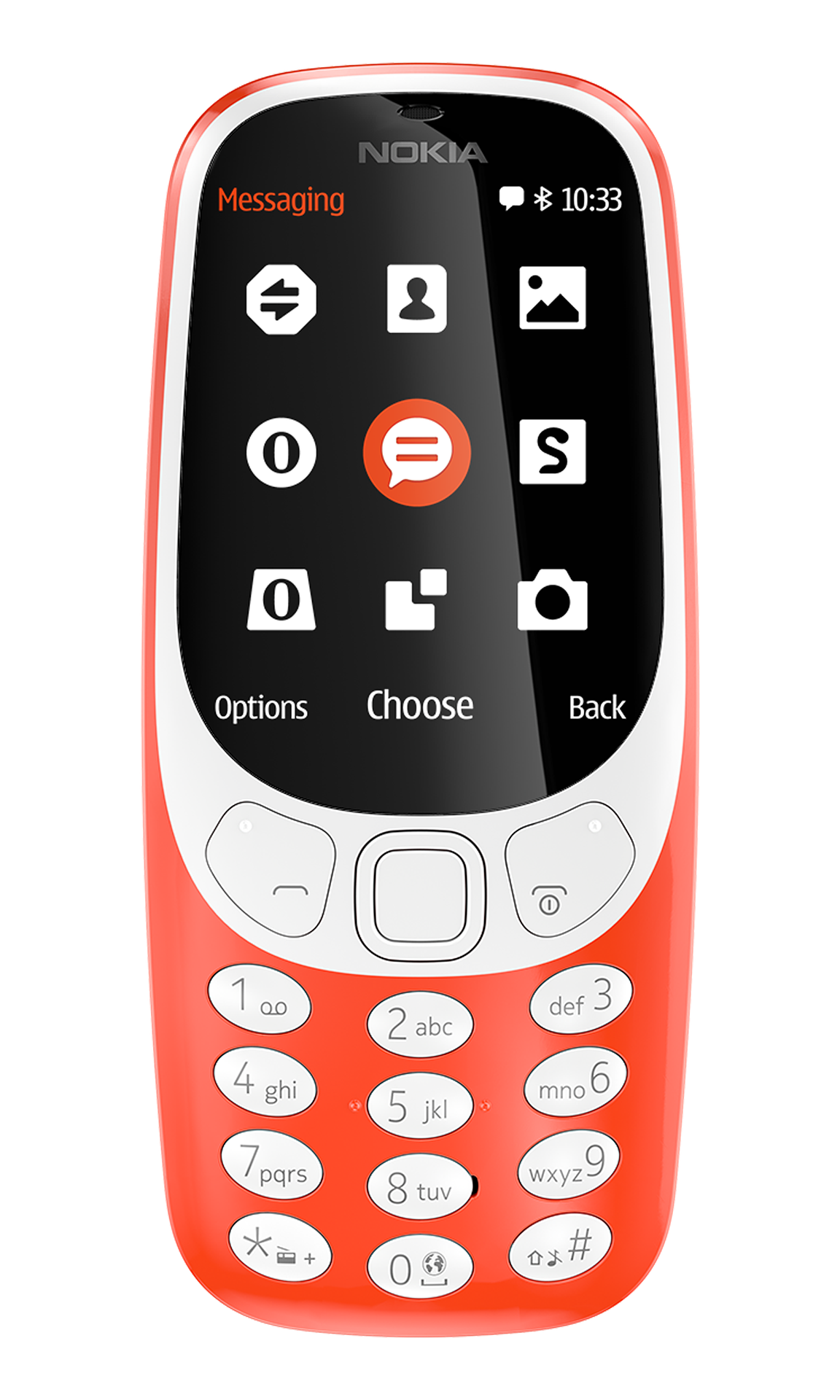
Nokia 3310 (2017)
Im Jahr 2017 brachte Nokia das 3310 (2017) auf den Markt. Dieses Mobiltelefon ist dem 3100 im Design angelehnt und verwendet den Mobilstandard GSM (nicht UMTS oder LTE). Es hat einen Farbbildschirm, eine Kamera, Audioaufnahmen-, Stoppuhr- und Taschenlampen-Funktionen, einen Browser und einen App-Store. Touchscreen, WLAN- oder GPS-Verbindung sind nicht vorhanden. In der Variante „Dual-Sim“ hat es Platz für zwei Micro-Sim-Karten.

### Nokia 34xx

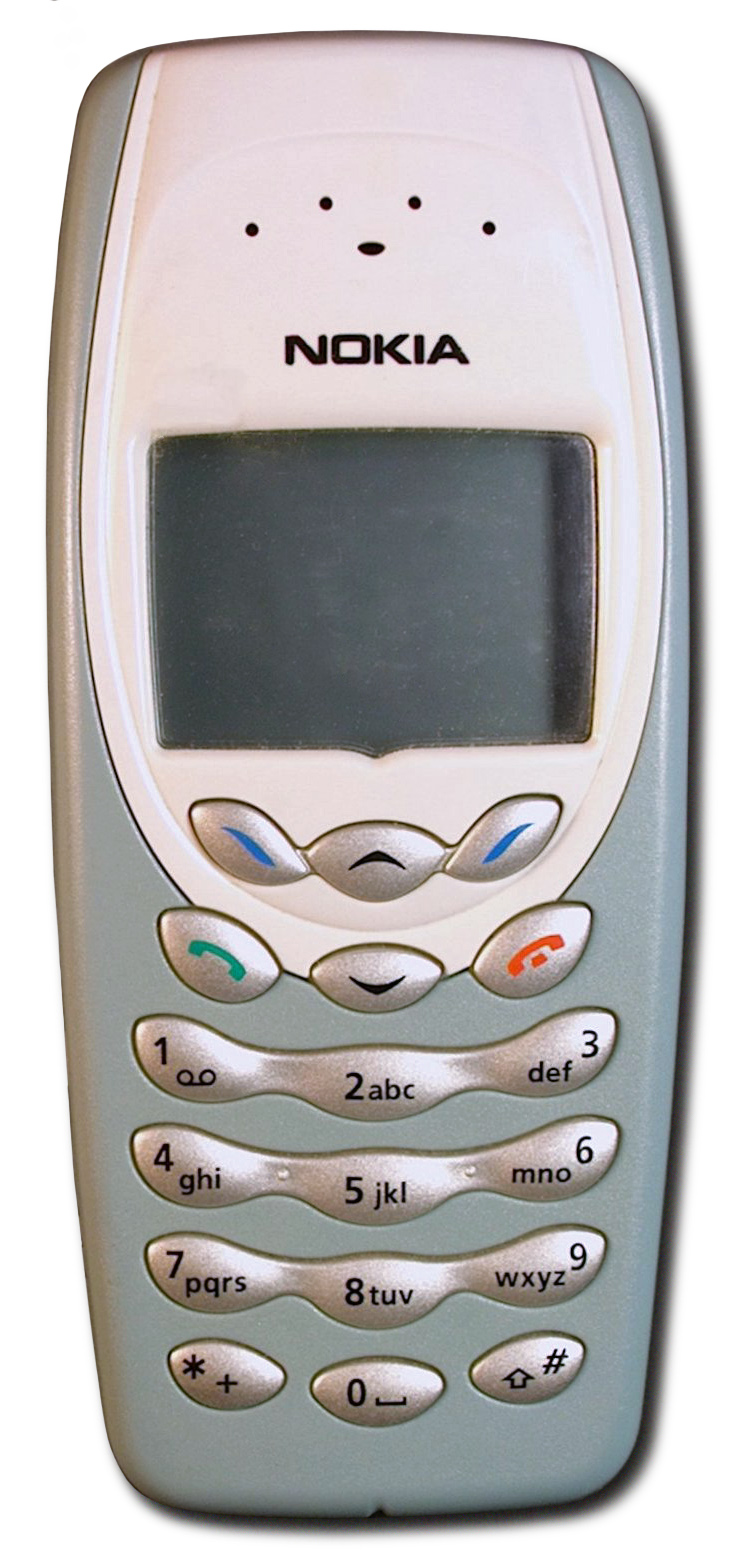
Nokia 3410
Das Nokia 3410 ist das erste Einsteigerhandy von Nokia, das auf Java basierende Spiele unterstützte. Dafür wurde ein interner Speicher mit 180 KB integriert. Ansonsten entspricht der Funktionsumfang dem Nokia 3310/3330.
Aufgrund der geringen Neuerungen und der firmeninternen Konkurrenz durch das Nokia 3510 war dieses Modell wenig erfolgreich und erhielt deswegen keinen Nachfolger.

### Nokia 35xx
Nokia 3500 classic
Das Nokia 3500 classic ist ein EDGE-fähiges Triband-Mobiltelefon, das neben einer 2-Megapixel-Kamera, über ein UKW-Radio verfügt. Es verfügt über ein Display mit 128 × 160 Pixeln und zwei Speicherkartenerweiterungen für microSD-Karten. Der eingebaute Mediaplayer spielt Videos und Musik in den Formaten MP3, AAC, WAV, MIDI, MPEG-4 und H.263 ab. Die auf dem Mobiltelefon gespeicherten Daten lassen sich über USB 1.1 und Bluetooth übertragen. Mit dem verwendeten Akku lässt sich das Nokia 290 Stunden in Bereitschaft betreiben, die maximale Sprechzeit beträgt drei Stunden.
Nokia 3510
Das Nokia 3510 ist ein Einsteiger-Handy und einer der Nachfolger des Nokia 3310/3330.
Dieses Modell wandte sich von der von den Nokia-Einsteigermodellen gewohnten Ein-Tasten-Bedienung ab und übernahm stattdessen die Bedienung der Nokia-Business-Handys wie die des Nokia 6210 oder 6310. Die größten Neuerungen waren die GPRS-Funktion, die polyphonen Klingeltöne und der interne Speicher für SMS und Rufnummern. Zudem konnte es MMS empfangen und verfügte über ein sehr robustes Gehäuse mit Leuchteffekten. Ein besonderes Merkmal war die eigenwillig angeordnete Tastatur, die zwar große Tasten hatte, aber auch sehr gewöhnungsbedürftig war.

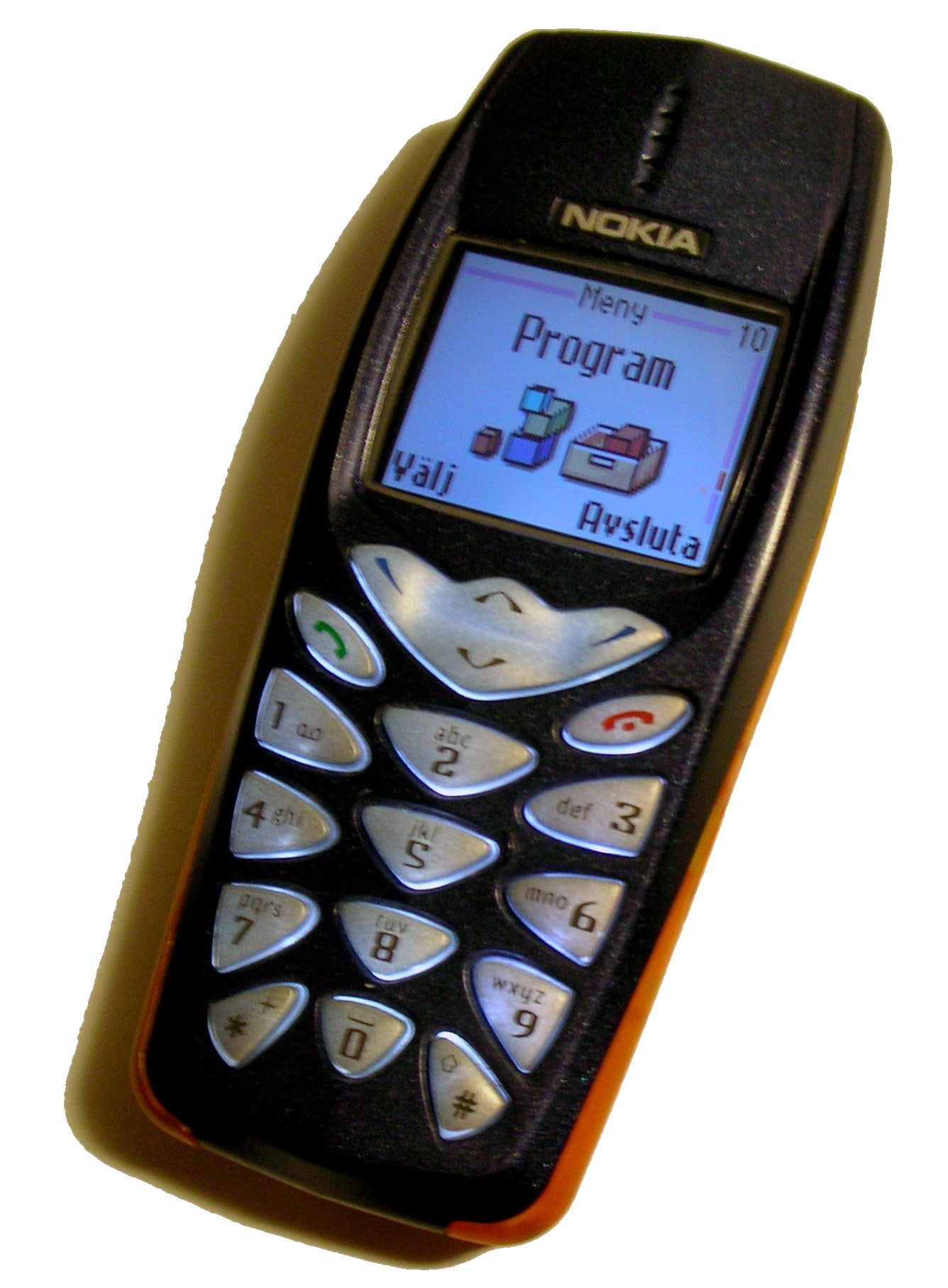
Nokia 3510i
Wegen des großen Erfolges erhielt das 3510 mit dem Nokia 3510i einen Nachfolger. Es war in Sachen Design und Gehäuse dem Nokia 3510 sehr ähnlich. Die größte Neuerung war das etwas grob auflösende Farbdisplay. Das Gerät wurde lange Zeit als Einsteigermodell verkauft.

### Nokia 36xx
Nokia 3600 slide
Das Nokia 3600 slide ist ein EDGE-fähiges Quadband-Mobiltelefon, das neben einer 3-Megapixel-Autofokus-Kamera über ein UKW-Radio verfügt. Der 30 MByte große interne Speicher lässt sich mit microSD-Karten um maximal vier GByte erweitern. Es verfügt über ein Display mit 240 × 320 Pixeln. Der eingebaute Mediaplayer spielt Videos und Musik in den Formaten MP3, M4A, WAV, MIDI, 3gp, MPEG-4 und H.263 ab. Die auf dem Mobiltelefon gespeicherten Daten lassen sich über USB 1.1 und Bluetooth übertragen. Mit dem verwendeten Akku lässt sich das Nokia 280 Stunden in Bereitschaft betreiben, die maximale Sprechzeit beträgt 5,5 Stunden.

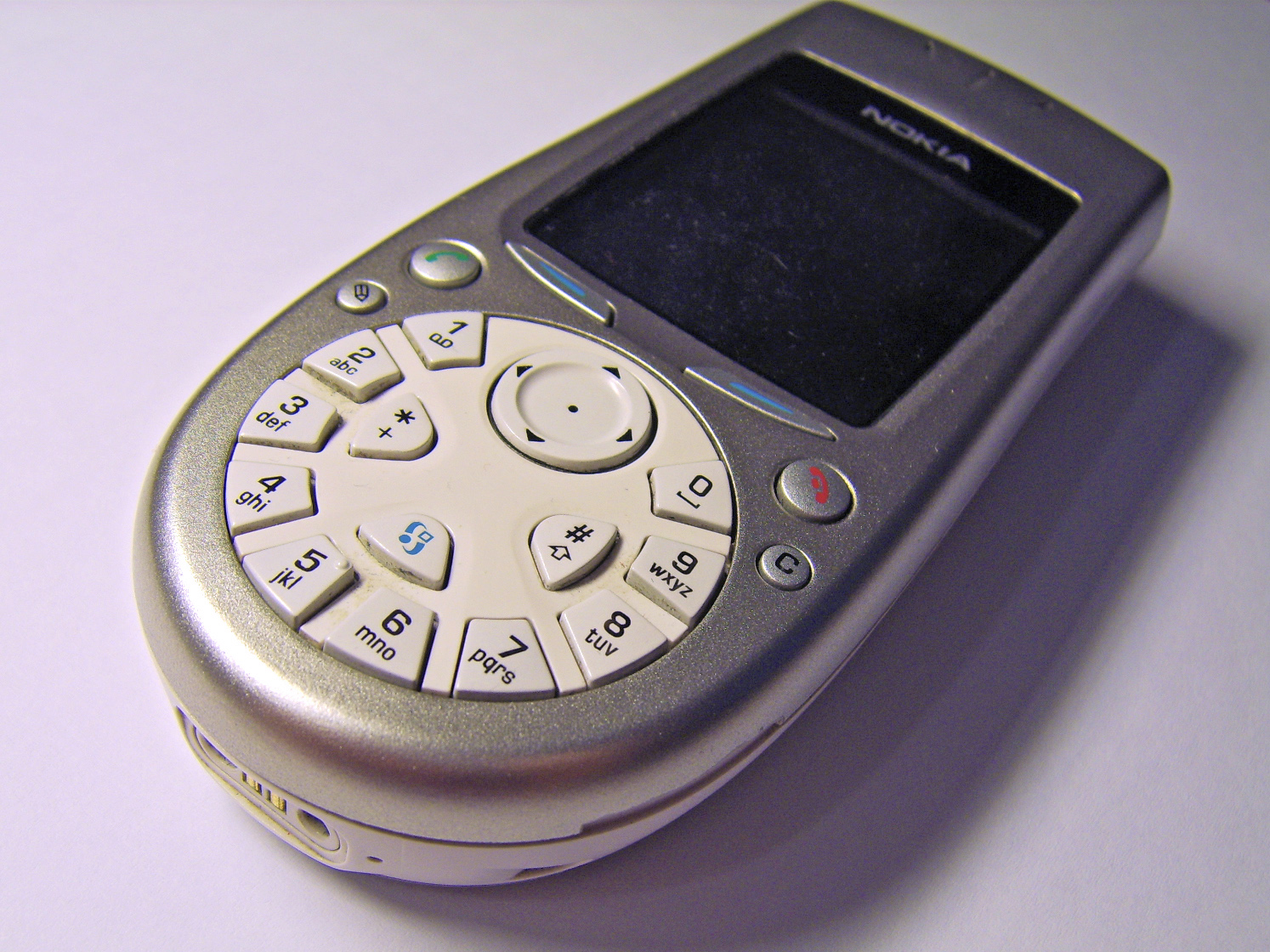
Nokia 3650
Das Nokia 3650 ist fast baugleich mit dem 7650 und hat ebenfalls die erste Symbian-Serie-60-Software. Wegen der im Kreis angeordneten Tastatur bedarf es einer gewissen Eingewöhnungszeit, besonders das SMS-Schreiben muss vom Benutzer quasi neu erlernt werden.
Nokia 3660
Das Nokia 3660 ist der Versuch, eine Alternative zur eigentümlichen Tastaturanordnung des 3650 anzubieten. Es war zum Vorgänger nahezu baugleich, hatte allerdings eine Tastatur, die dem Standard entsprach, sowie ein Display mit 65.536 statt 4096 Farben wie beim 3650.

### Nokia 37xx
Nokia 3720 classic
Das Nokia 3720 classic ist ein EDGE-taugliches Triband-Mobiltelefon, das über ein besonders robustes Gehäuse verfügt und vor Spritzwasser und Staub (IP54) geschützt ist. Der 20 MB große interne Speicher lässt sich mittels microSDHC-Karten auf 8 GB erweitern (eine 1-GB-Karte ist im Lieferumfang enthalten). Zur weiteren Ausstattung gehören eine 2-Megapixel-Kamera, einen Mediaplayer, ein UKW-Radio und Bluetooth 2.1 mit Unterstützung für A2DP.

## Nokia 5xxx

### Nokia 50xx
Nokia 5000/5000-d
Das Nokia 5000 ist ein EDGE-fähiges (nur in Empfangsrichtung) Dualband-Mobiltelefon, das neben einer 1,3-Megapixel-Kamera über ein UKW-Radio verfügt. Der zwölf MByte große interne Speicher lässt sich nicht erweitern. Es verfügt über ein Display mit 240 × 320 Pixeln. Der eingebaute Mediaplayer spielt Musik und Videos in den Formaten MP3, AAC, M4A, MIDI, 3GP und H.263. Die auf dem Mobiltelefon gespeicherten Daten lassen sich über USB 1.1 und Bluetooth übertragen. Mit dem verwendeten Akku lässt sich das Nokia 340 Stunden lang in Bereitschaft betreiben, die maximale Sprechzeit beträgt 4,8 Stunden.
Das Nokia 5030 ...
Nokia 5070
Das Nokia 5070 ist ein EDGE-fähiges Triband-Mobiltelefon, das neben einer 0,3-Megapixel-Kamera, über ein UKW-Radio verfügt. Es verfügt über ein Display mit 128 × 180 Pixeln. Die auf dem Mobiltelefon gespeicherten Daten lassen sich über USB 1.1 und IrDA übertragen. Mit dem verwendeten Akku lässt sich das Nokia 288 Stunden in Bereitschaft betreiben, die maximale Sprechzeit beträgt 3,5 Stunden.

### Nokia 51xx

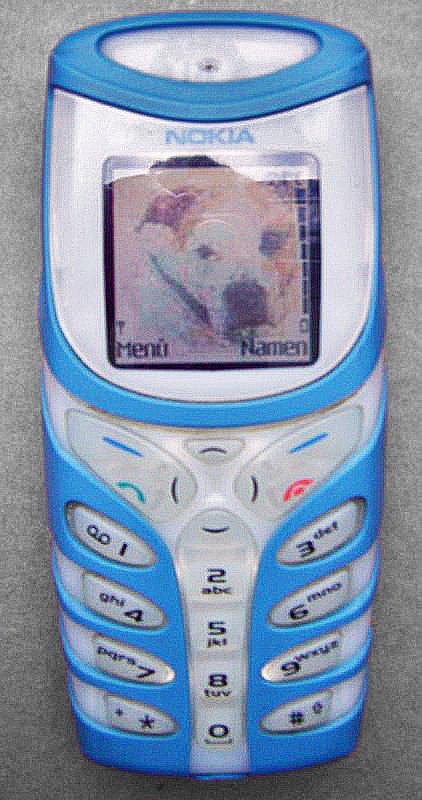
Nokia 5100
Das Nokia 5100 ist ein Outdoor-Handy, das in einer Gummihülle gut gegen leichte Schläge, Staub und Spritzwasser geschützt ist. Es hat viele spezielle Funktionen, z. B. ein eingebautes Thermometer, eine LED-Taschenlampe, UKW-Stereo-Radio, Messung der Umgebungslautstärke (dB) usw. Das 5100 ist ein Triband-Telefon für die Netze EGSM 900 DCS 1800 und PCS 1900. Es hat die Typenbezeichnung NPM-6 und wird mit dem Original-Nokia-Akku BL-4C ausgeliefert. Die auswechselbaren Schalen, genannt Xpress-on-Shells, sind in hellblau (Abbildung), dunkelgrau, grün und orange erhältlich. Mit seinem Gewicht von 104 Gramm und seinen Abmessungen von 108,5 × 49,5 × 22 mm ist es kein besonders kleines Gerät. Das Modell wird nicht mehr produziert, ist aber gebraucht noch erhältlich. Thermometer, Kalorienverbrauchszähler und Lautstärkemesser im Nokia 5100 liefern nur ungefähre Werte und sind nicht geeicht.
Nokia 5110/5130

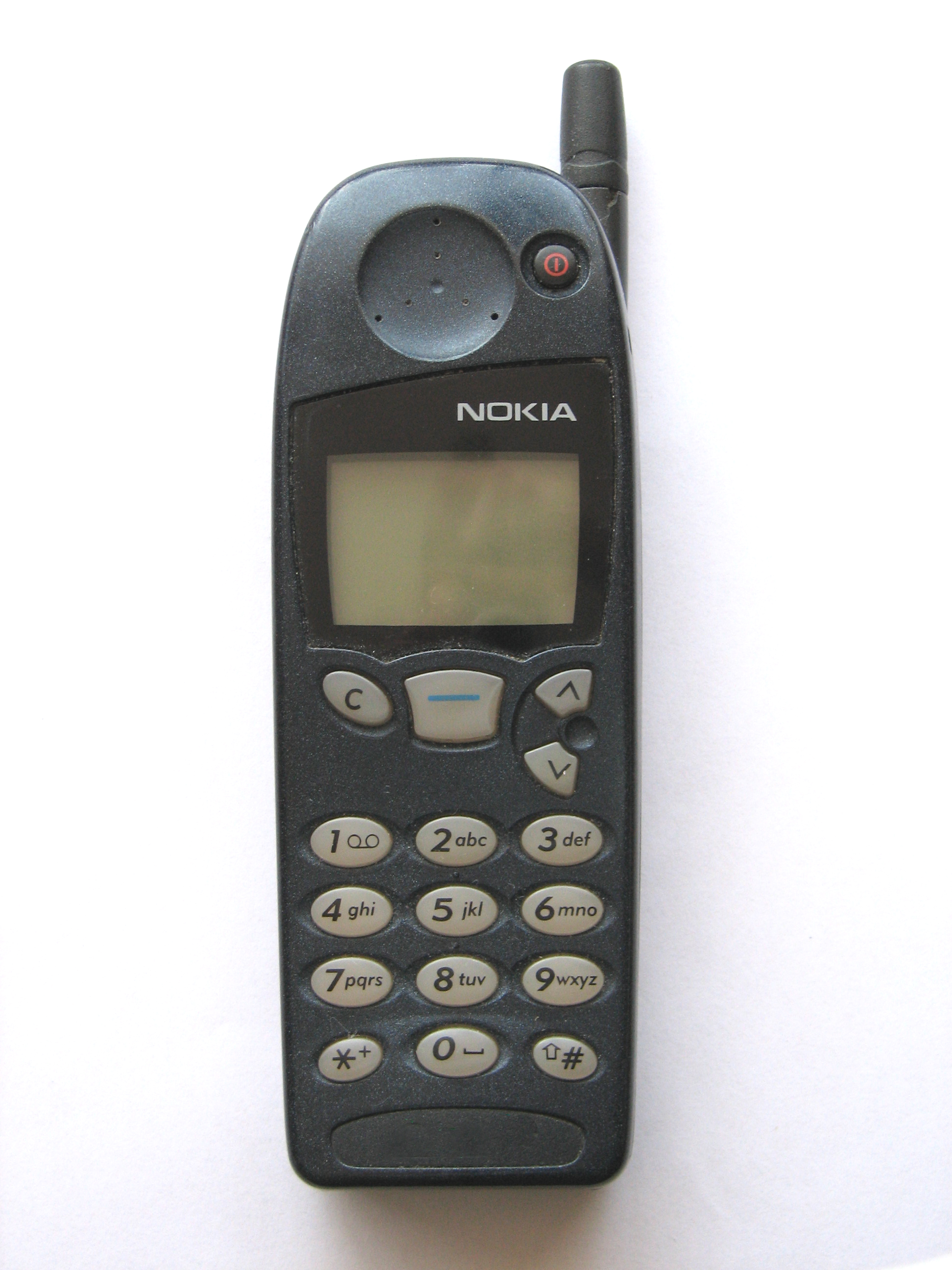
Nokia 5110

Das Nokia 5110 kann neben dem 6110 als einer der Klassiker angesehen werden. Es kam 1998 auf den deutschen Markt und avancierte aufgrund seiner Funktionen, wie den integrierten Spielen (beispielsweise Snake), der einfachen Bedienung und des im Verhältnis zur Konkurrenz geringen Preises zum Einsteigerhandy schlechthin. Darüber hinaus hatte es erstmals wechselbare Oberschalen, die von Nokia Xpress On Covers genannt wurden und von vielen Herstellern in ähnlicher Form übernommen wurden. Das 5110 ist ein GSM-900-Gerät und aus diesem Grunde nicht mit allen SIM-Karten zu betreiben. Die DCS-1800-Ausführung kam unter der Modellbezeichnung 5130 in den Handel.
Nokia 5140/5140i
Das Nokia 5140/5140i ist ein EDGE-fähiges Triband-Outdoor-Mobiltelefon, das durch Gummipolster an den Seiten und Kanten gegen Stöße und Stürze gesichert ist. Außerdem ist es staub- und spritzwassergeschützt. Weitere Features sind elektronischer Kompass, Taschenlampe, Schallpegel-Messgerät, Thermometer, UKW-Radio mit 20 Programmspeicherplätzen, Wecker, Stoppuhr, Countdownzähler, Kalender mit Terminplaner, Taschenrechner-Funktion, Sprachaufzeichnung und eine 0,3-Megapixel-Kamera, die auch Videos mit 176 × 144 Pixel aufnimmt. Es verfügt über ein Display mit 128 × 128 Pixeln und einen vier MByte großen internen Speicher, der sich nicht erweitern lässt. Der eingebaute Mediaplayer spielt Videos und Musik in den Formaten MP3, WAV, MIDI, MPEG-4 und H.263 ab. Die auf dem Mobiltelefon gespeicherten Daten lassen sich über USB 1.1 und IrDA z. B. als Backup auf einen PC übertragen und bei Bedarf wieder zurückspielen. Mit dem verwendeten Akku lässt sich das Nokia 300 Stunden in Bereitschaft betreiben, die maximale Sprechzeit beträgt fünf Stunden. Das 5140i hatte ein Display mit 65.000 statt 4096 Farben wie beim Ursprungsmodell und deutlich verbesserte Strahlungswerte, war aber ansonsten technisch identisch.

### Nokia 52xx

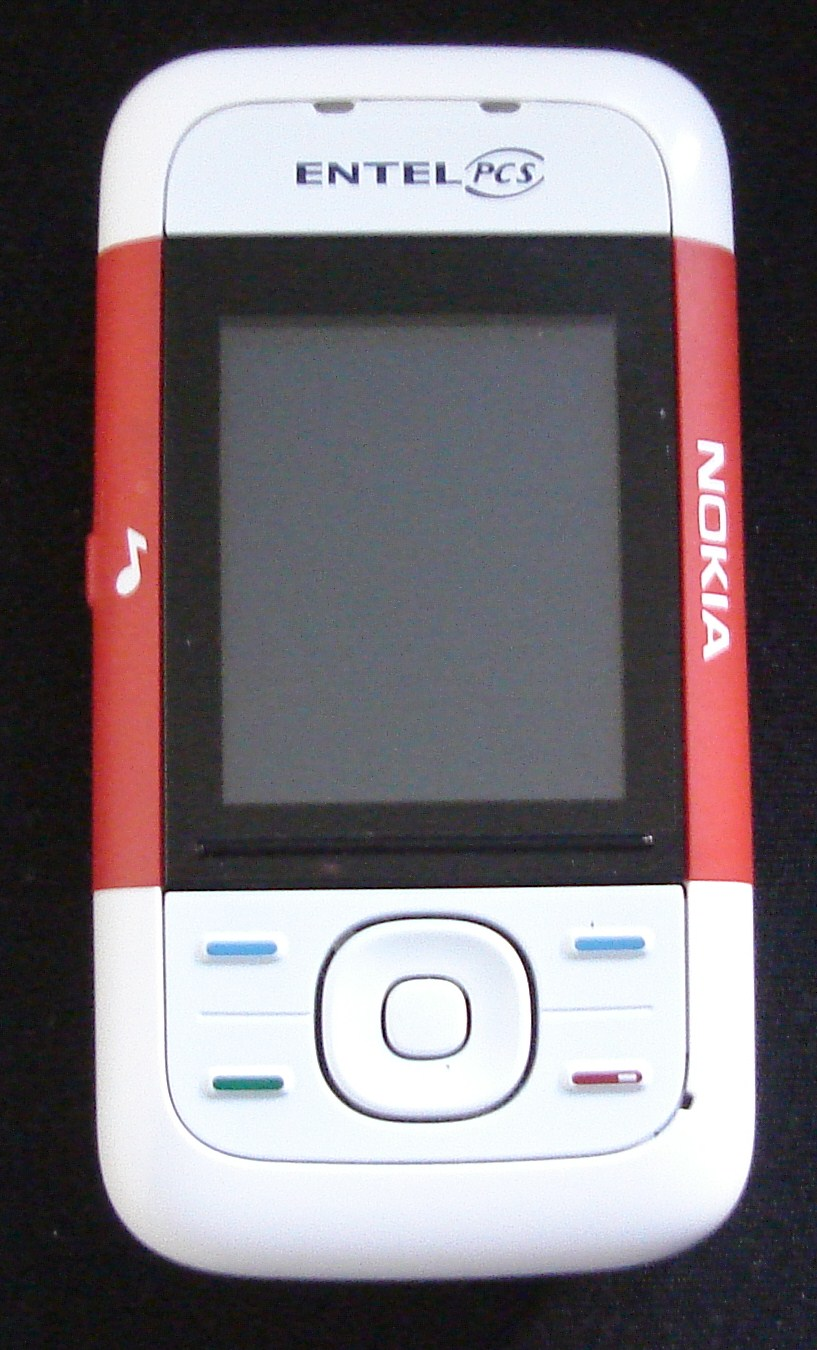
Nokia 5200
Das Nokia 5200 ist ein EDGE-fähiges Triband-Mobiltelefon, das über eine 0,3-Megapixel-Kamera, die auch Videos mit 176 × 144 Pixel aufnimmt, und einen fünf MByte großen internen Speicher verfügt, der sich mit microSD-Karten erweitern lässt. Es verfügt über ein Display mit 128 × 160 Pixeln. Der eingebaute Mediaplayer spielt Videos und Musik in den Formaten MP3, WMA, AAC, AAC+, M4A, MIDI, MPEG-4, H.263 und H.264 ab. Die auf dem Mobiltelefon gespeicherten Daten lassen sich über USB 1.1, IrDA und Bluetooth übertragen. Mit dem verwendeten Akku lässt sich das Nokia 260 Stunden in Bereitschaft betreiben, die maximale Sprechzeit beträgt 3,2 Stunden.
Nokia 5210
Das Nokia 5210 ist ein 2002 erschienenes Outdoor-Handy, das technisch nahezu mit dem Nokia 8210 identisch ist und mit einer Gummiummantelung als Spritzwasser-, Staub- und Stoßschutz versehen wurde. Das Dualbandmobiltelefon wiegt bei einer Größe von 105,5 × 47,5 × 22,5 mm 92 g; das quadratische 27-mm-Monochrom-Display (in orange) besitzt eine Auflösung von 84 × 48 Pixel. Als Schnittstellen sind Infrarot und eine Pop-Port-Schnittstelle vorhanden.
Nokia 5220 XpressMusic
Das Nokia 5220 XpressMusic ist ein EDGE-fähiges Triband-Mobiltelefon, das neben einer 2-Megapixel-Kamera, die auch Videos mit 176 × 144 Pixel aufnimmt, über ein UKW-Radio verfügt. Der 30 MByte große interne Speicher lässt sich mit microSDHC-Karten auf bis zu 16 GByte erweitern. Es verfügt über ein Display mit 240 × 320 Pixeln. Der eingebaute Mediaplayer spielt Videos und Musik in den Formaten MP3, M4A, WAV, MIDI, 3gp, MPEG-4 und H.263 ab. Die auf dem Mobiltelefon gespeicherten Daten lassen sich über USB und Bluetooth übertragen. Mit dem verwendeten Akku lässt sich das Nokia 408 Stunden in Bereitschaft betreiben, die maximale Sprechzeit beträgt fünf Stunden.
Das Nokia 5228 ...
Nokia 5230
Das Nokia 5230 ist ein Smartphone mit Symbian als Betriebssystem, mit 2-Megapixel-Kamera sowie GPS-Empfang. Es verfügt über einen Hot-Swap-Steckplatz für Speicherkarten, einen Musikplayer und über ein UKW-Radio. Ein weiteres Feature sind die kostenlosen OVI-Karten von Nokia. Diese können auf einer micro-SD Karte gespeichert werden. Das Nokia 5230 verfügt über 70 MB internen Speicher.
Das Handy hat einen 1.320 mAh Akku gleicher Bauart wie im Nokia 5800XM, mit dem sich das Handy auch den Touchscreen und die Gehäusegröße teilt. Das Nokia 5230 wird auch als XpressMusic- sowie als Navigation-Edition-Modell vertrieben.

### Nokia 53xx
Nokia 5300

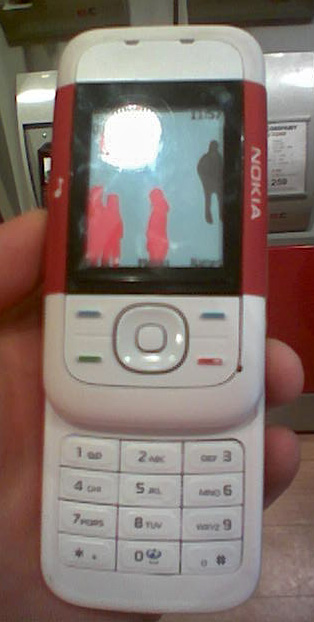
Nokia 5200 (geöffnet)

Das Nokia 5300 Xpress Music ist ein Slider. Durch die zusätzlichen außenliegenden Musiktasten wird der Zugriff auf die Musikfunktionen erleichtert. Der Speicherplatz lässt sich mit microSD-Speicherkarten auf bis zu zwei GB erweitern.

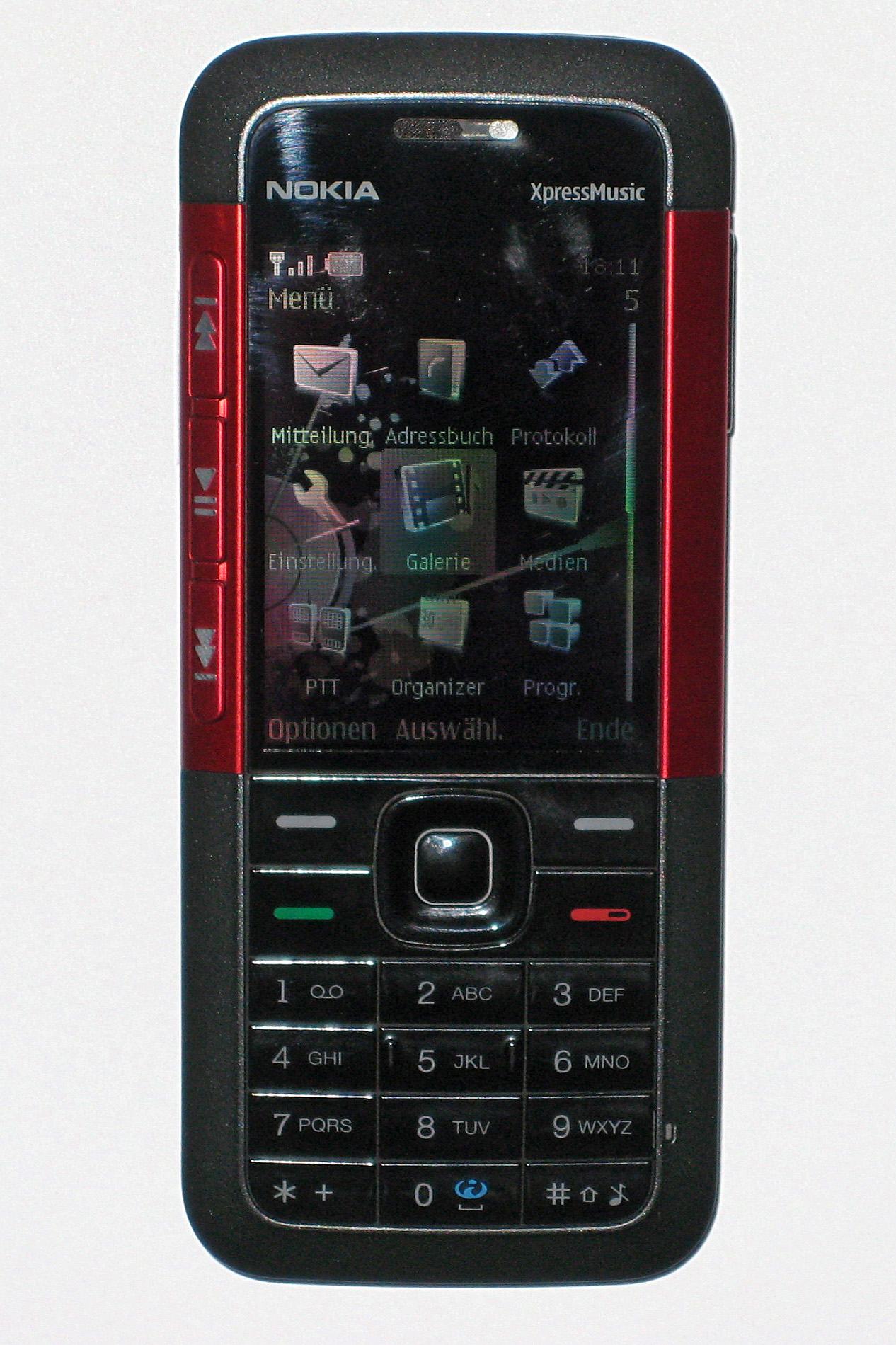
Nokia 5310 Xpress Music
Das Nokia 5310 Xpress Music ist ein Mobiltelefon im Barrenformat. Es ist seit dem 4. Quartal 2007 erhältlich und zeichnet sich besonders durch seine geringe Tiefe von nur 9,9 mm und eine eingebauten 3,5-mm-Kopfhöreranschlussbuchse aus.
Durch die zusätzlichen außenliegenden Musiktasten wird der Zugriff auf die Musikfunktionen erleichtert. Es besitzt außerdem eine 2-MP-Kamera, ein UKW-Radio mit RDS-Funktion und Bluetooth 2.0 zum kabellosen Datenaustausch. Der Speicherplatz lässt sich mit microSD-Speicherkarten auf bis zu vier GB erweitern. Eine passende 2-GB-Speicherkarte wird mitgeliefert. Das Gerät ist in den Farben „Sakura Red“, „Warrior Blue“, „All Black“ und „White“ erhältlich.
Nokia 5320 XpressMusic
Das Nokia 5320 XpressMusic ist ein HSDPA-fähiges Quadband-UMTS-Mobiltelefon, das neben einer 2-Megapixel-Kamera, die auch Videos mit 320 × 240 Pixel aufnimmt, über eine Zweitkamera auf der Vorderseite verfügt. Der 140 MByte große interne Speicher lässt sich mit microSD-Karten auf bis zu acht GByte erweitern, eine 512 MByte Karte ist im Lieferumfang enthalten. Das Handy verfügt über ein Display mit 240 × 320 Pixeln. Der eingebaute Mediaplayer spielt Videos und Musik in den Formaten MP3, M4A, WAV, MIDI, 3gp, MPEG-4 und H.263 ab. Die auf dem Mobiltelefon gespeicherten Daten lassen sich über USB 2.0 und Bluetooth übertragen. Mit dem verwendeten Akku lässt sich das Nokia 288 Stunden in Bereitschaft betreiben, die maximale Sprechzeit beträgt 3,5 Stunden.

### Nokia 55xx

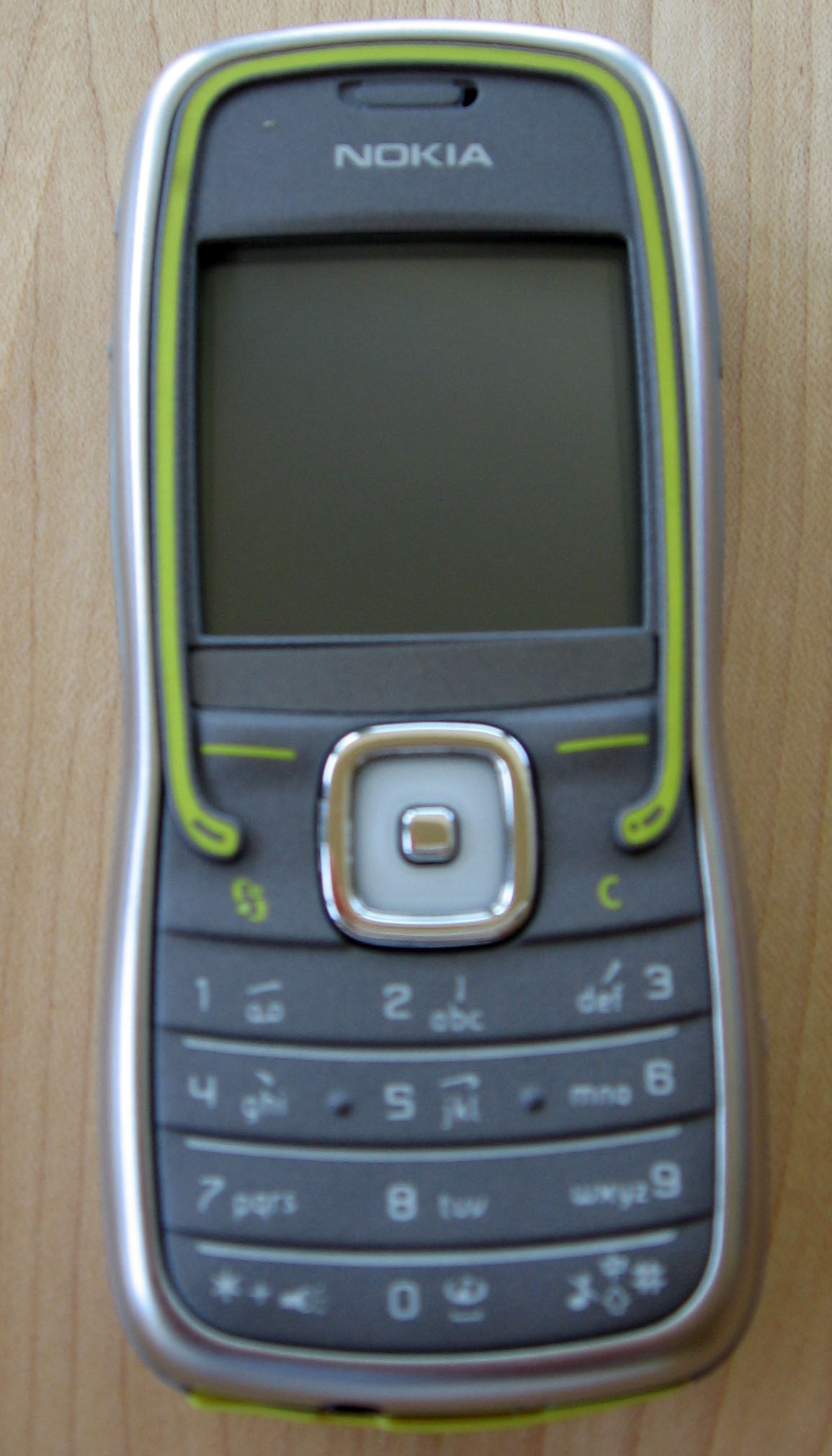
Nokia 5500 Sport
Das Nokia 5500 Sport ist ein Gerät im Barrenformat mit besonderen Funktionen in Zusammenhang mit der Ausübung sportlicher Aktivitäten. Eine Besonderheit des Gerätes ist der 3D-Sensor, mit dem man den Musicplayer und die Sprachausgabe von Trainingsdaten durch einfaches Klopfen auf das Gehäuse steuern kann. Des Weiteren ermöglicht der Sensor eine Aufzeichnung der Auf- und Abbewegungen des Mobiltelefons, so dass man seine eigene Schrittgeschwindigkeit messen und mit der mitgelieferten Sport-Software auswerten kann. Ebenfalls vorhanden ist ein spezielles Sport-Stereo-Headset zum „Einhaken“ an der Ohrmuschel sowie ein Tragehalter fürs Handy, welchen man an der Hose anstecken kann. Um optimal zwischen dem Musik-, dem Telefon- und dem Sportmodus wechseln zu können, verfügt das 5500 über ein Symbian S60-Betriebssystem, für ein Handy mit quadratischem Display (208 × 208 Pixel Auflösung) ein Novum. Weitere besondere Merkmale sind Wasserdichtheit, Stoßfestigkeit, die Sprachausgabe von SMS und Trainingsdaten sowie eine Taschenlampe.

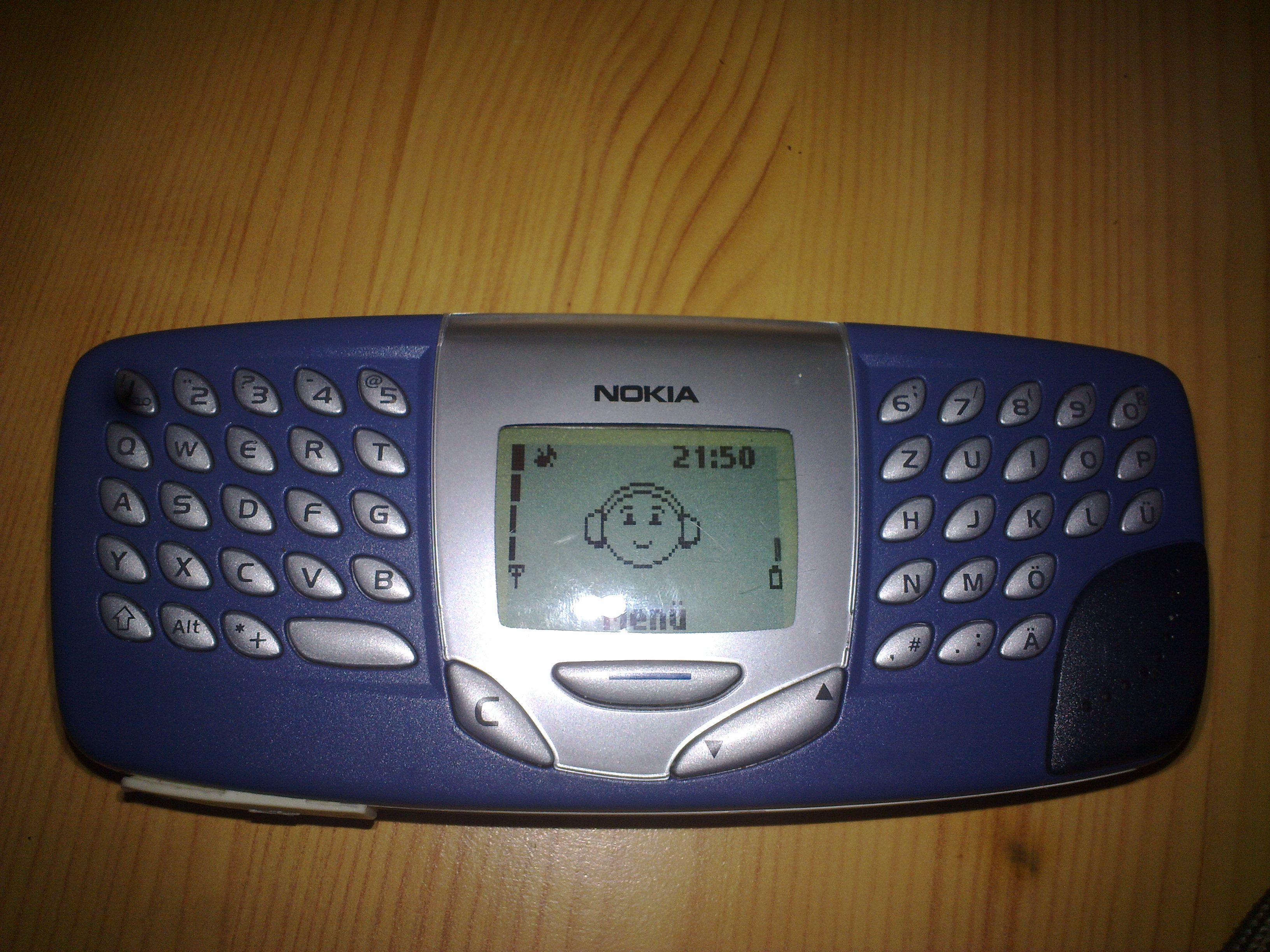
Nokia 5510
Das Nokia 5510 ist ein Freizeit-Handy, das über eine vollständige Tastatur, einen MP3-Player und ein UKW-Radio mit Stationspeicher verfügt. Zur Nutzung von Player und Radio wird ein spezielles Headset mit integriertem Mikrofon benötigt. Aufgrund der speziellen Form passen keinerlei Ladeschalen. Es ist aber mit dem bei Nokia üblichen Ladestecker kompatibel. Auf den internen Speicher von 64 MB ohne Erweiterungsmöglichkeit kann via Datenkabel zugegriffen werden. Mit einem Gewicht von ca. 160 Gramm war es relativ schwer. Es wurde Ende 2001 erstmals vorgestellt und ab 2002 vertrieben.
Nokia 5530 XpressMusic
Das Nokia 5530 XpressMusic wurde am 15. Juni 2009 vorgestellt und ist ein Schwestermodell des erfolgreichen Nokia 5800. Genau wie dieses Modell verfügt das Handy über einen Touchscreen, der auch eine Auflösung von 640 × 360 Pixel hat, aber nur 2,9 statt 3,2 Zoll groß ist. Das Handy verfügt über Quadband-GSM und WLAN, im Vergleich zum Nokia 5800 fehlen aber UMTS, HSDPA und GPS. Die Kamera besitzt eine Auflösung von 3,2 Megapixel. Der interne Speicher beträgt 70 MB. Durch microSDHC-Speicherkarten kann er um bis zu 16 GB erweitert werden (eine Speicherkarte mit 4 GB wird mitgeliefert). Außer Bluetooth 2.0 hat das Gerät einen 3,5 mm-Klinkenstecker für handelsübliche Kopfhörer. Als Benutzeroberfläche dient die S60-Plattform 5th Edition. Der BL-4U-Akku hat eine Kapazität von 1000 mAh und soll Sprechzeiten von fünf Stunden ermöglichen, die Stand-by-Zeit wird mit 351 Stunden angegeben.

### Nokia 56xx

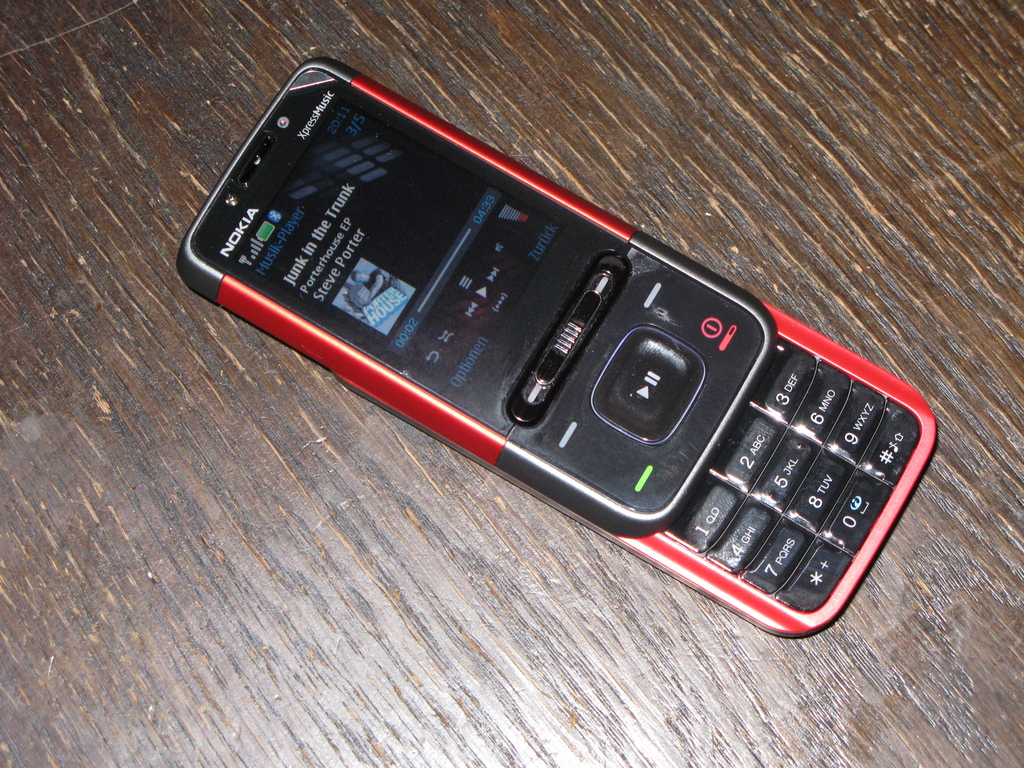
Nokia 5610 XpressMusic
Beim 5610 XpressMusic handelt es sich um ein Musik-Handy basierend auf dem S40-Betriebssystem mit speziellen Tasten und Funktionen zur schnellen und bequemen Musikwiedergabe. Neben Quadband GSM wird EDGE und UMTS (WCDMA 850/2100) unterstützt. Dazu kommt Bluetooth inkl. rSAP und A2DP und eine mitgelieferte ein GByte große microSD-Karte. Mit einer microSD-Karte lässt sich das Handy auf bis zu vier GByte erweitern. Außerdem ist das Mobiltelefon mit einer 3,2-Megapixel-Kamera ausgestattet und bietet LED-Blitzlichter. Es ist auch eine zweite kleine Kamera auf der Vorderseite oberhalb des Bildschirmes für Videotelefonie verbaut. Derzeit ist das Handy in zwei Farben erhältlich, jedoch sind die beiden Versionen nicht genau identisch. Beim roten 5610 befinden sich zwei rote Flächen jeweils neben dem Bildschirm, bei der blauen Version sind diese Schwarz. Auch nicht vorhanden ist der Nokia-typische Anschalteknopf: Das Handy wird mit einem längeren Druck auf die Auflegetaste ein- und ausgeschaltet. Die Anschlüsse des Handys befinden sich nicht wie gewohnt an der Unterseite, sondern an der Oberseite. Dort hat es einen Akkuladegerätanschluss, einen Anschluss für die Kopfhörer und noch einen Eingang für das beigelegte USB-Kabel. An der rechten Seite befinden sich außerdem noch Lautstärkeregler und eine Taste für den sofortigen Zugang zur Digitalkamera.
Nokia 5630 XpressMusic
Das Nokia 5630 XpressMusic wurde am 10. Februar 2009 vorgestellt. Das Handy verfügt über einen Bildschirm mit einer Auflösung von 240 × 320 Pixel. Neben Quadband-GSM, UMTS, HSDPA (10,2 Mbit) und WLAN verfügt es über eine Kamera mit 3,2 Megapixel und einen internen Speicher mit 128 MB. Durch microSDHC-Speicherkarten kann es um bis zu 16 GB erweitert werden (im Lieferumfang sind vier GB enthalten). Außer Bluetooth 2.0 hat es einen 3,5 mm-Klinkenstecker. Als Benutzeroberfläche dient die S60-Plattform 3rd Edition. Der BL-4CT-Akku hat eine Kapazität von 860 mAh und soll Sprechzeiten von knapp sieben Stunden in GSM- und vier Stunden im UMTS-Netz ermöglichen, die Stand-by-Zeiten werden mit ca. 350 Stunden in GSM und UMTS angegeben.

### Nokia 57xx

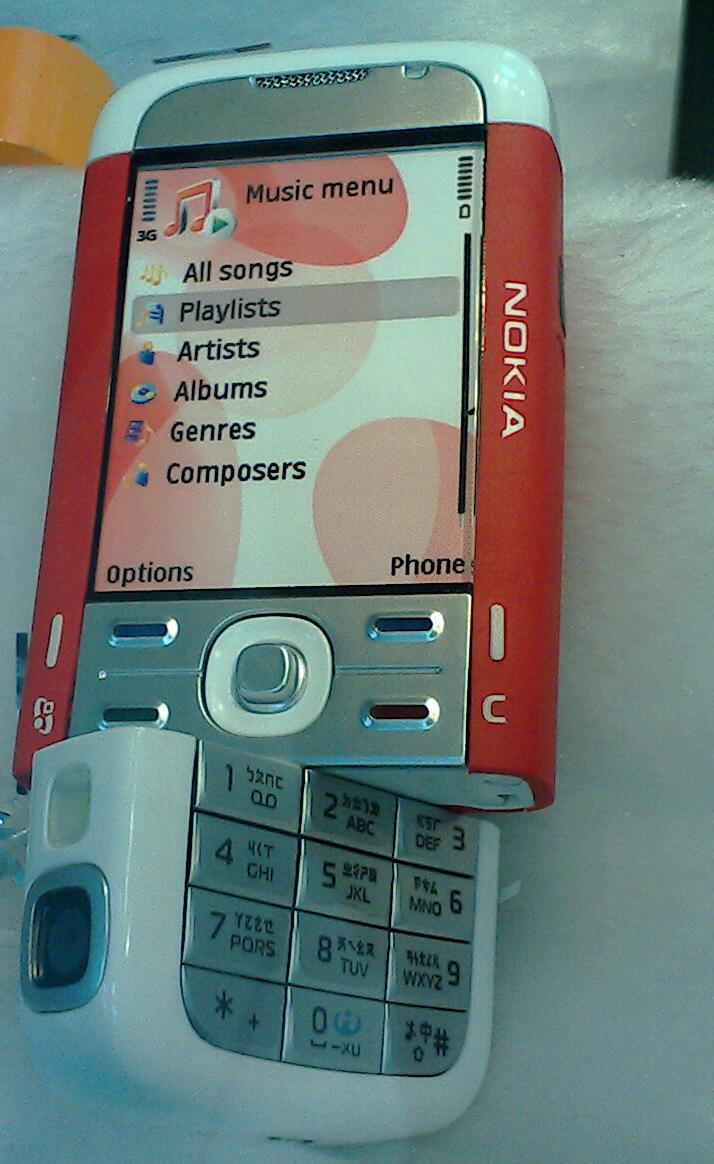
Nokia 5700 XpressMusic
Das Nokia 5700 XpressMusic ist ein UMTS-Mobiltelefon, das über eine 2-Megapixel-Kamera, deren Objektiv sich schwenken lässt, und eine Speicherkartenerweiterung für microSD-Karten verfügt. Es verfügt über ein Display mit 240 × 320 Pixeln, auf dem das Betriebssystem Symbian OS S60 dargestellt wird. Der eingebaute Mediaplayer spielt Videos und Musik in den Formaten MP3, WMA, AAC, AAC+, eAAC+ und MPEG-4 ab. Die auf dem Mobiltelefon gespeicherten Daten lassen sich über USB 1.1, IrDA und Bluetooth übertragen. Mit dem verwendeten Akku lässt sich das Nokia 288 Stunden in Bereitschaft betreiben, die maximale Sprechzeit beträgt 3,5 Stunden.
Nokia 5730 XpressMusic
Das Nokia 5730 XpressMusic wurde am 11. März 2009 vorgestellt. Das Handy verfügt über eine ausziehbare qwertz-Tastatur und einen Bildschirm mit einer Auflösung von 260 × 320 Pixel. Neben Quadband-GSM, UMTS, HSDPA (3,6 Mbit), GPS und WLAN verfügt es über eine Kamera mit 3,2 Megapixel und Carl-Zeiss-Optik und einen internen Speicher mit 100 MB. Durch microSDHC-Speicherkarten kann es um bis zu 16 GB erweitert werden (im Lieferumfang sind 8 GB enthalten). Außer Bluetooth 2.0 hat es einen 3,5-mm-Klinkenstecker, an dem man handelsübliche Kopfhörer anschließen kann. Als Benutzeroberfläche dient die S60-Plattform 3rd Edition. Der BL-4U-Akku hat eine Kapazität von 1000 mAh und soll Sprechzeiten von acht Stunden in GSM- und vier Stunden im UMTS-Netz ermöglichen, die Stand-by-Zeiten werden mit ca. 400 Stunden in GSM und UMTS angegeben.

### Nokia 58xx

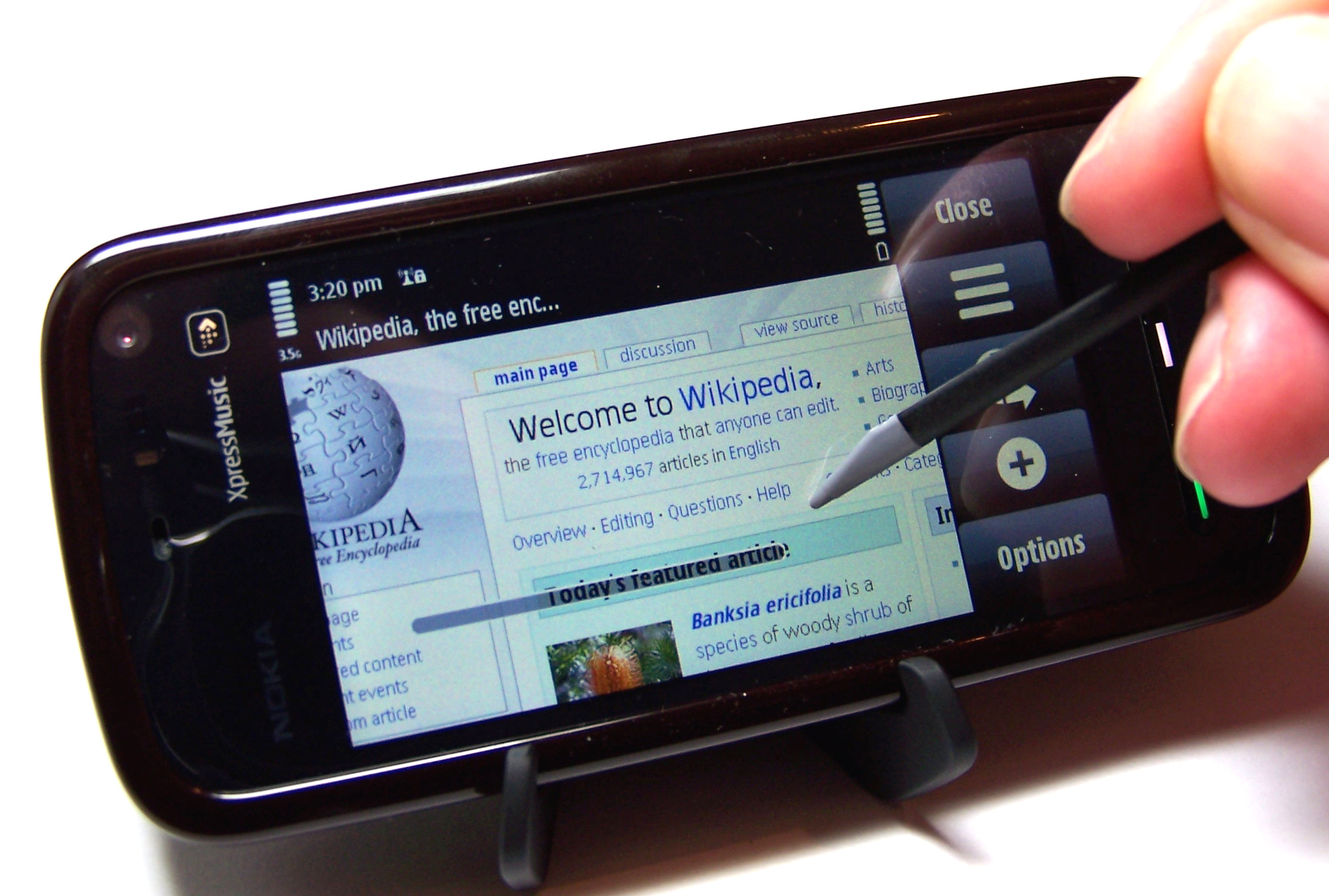
Nokia 5800 XpressMusic
Das Nokia 5800 XpressMusic (auch bekannt als Tube) wurde am 2. Oktober 2008 (Verkaufsbeginn 16. Januar 2009) vorgestellt und ist als Konkurrenzmodell zum Apple iPhone gedacht. Das gleichzeitige Ausführen von Anwendungen (z. B. Musik hören und im Internet surfen) ist möglich. Im Gegensatz zum iPhone verfügt das Handy allerdings über einen resistiven Touchscreen mit einer Auflösung von 640 × 360 Pixeln (Verhältnis 16:9). Zudem enthält das Gerät einen Lagesensor, der z. B. beim Drehen des Gerätes automatisch auf Querformat umstellt. Neben Quadband-GSM, UMTS, HSDPA (3,6 Mbit), GPS und WLAN verfügt es über eine Kamera mit Carl-Zeiss-Optik, 3,2 Megapixel und 2 LED-Blitzlichtern, die mit einem speziellen Programm als Taschenlampe verwendet werden können, sowie über einen internen Speicher mit 81 MB. Durch microSDHC-Speicherkarten kann es um bis zu 16 GB erweitert werden (im Lieferumfang sind 8 GB enthalten). Es besitzt einen 369- bzw. 434-MHz-Prozessor mit ARM-Architektur und kann auf 128 MByte RAM zurückgreifen. Außer Bluetooth 2.0 hat es, wie alle XpressMusic-Handys, einen 3,5 mm-Klinkenstecker, an dem man handelsübliche Kopfhörer anschließen kann. Als Benutzeroberfläche dient die S60-Plattform 5th Edition, die auf Symbian OS 9.4 basiert. Der BL-5J-Akku hat eine Kapazität von 1320 mAh und soll Sprechzeiten von acht Stunden in GSM- und vier Stunden im UMTS-Netz ermöglichen, die Standby-Zeiten werden mit ca. 400 Stunden in UMTS und GSM angegeben. Zudem gab es das 5800 in einer speziellen Navigation Edition, welche eine lebenslange Navigations-Lizenz enthielt. Diese Funktion wurde mittlerweile für alle Nokia 5800 XM via Update nachgerüstet und ist kostenlos über den Nokia-Appstore (Ovi) zu beziehen. Zudem können auch regelmäßig veröffentlichte Karten-Aktualisierungen kostenlos bezogen werden. Bei der aktuell (Stand: Juni 2010) erhältlichen Version des Nokia 5800 XM Navigation Edition sind im Lieferumfang zusätzlich auch ein Zigarettenanzünder-Ladekabel und ein Gerätehalter mit Saugfuß enthalten.

## Nokia 6xxx

### Nokia 60xx
Nokia 6020/Nokia 6021

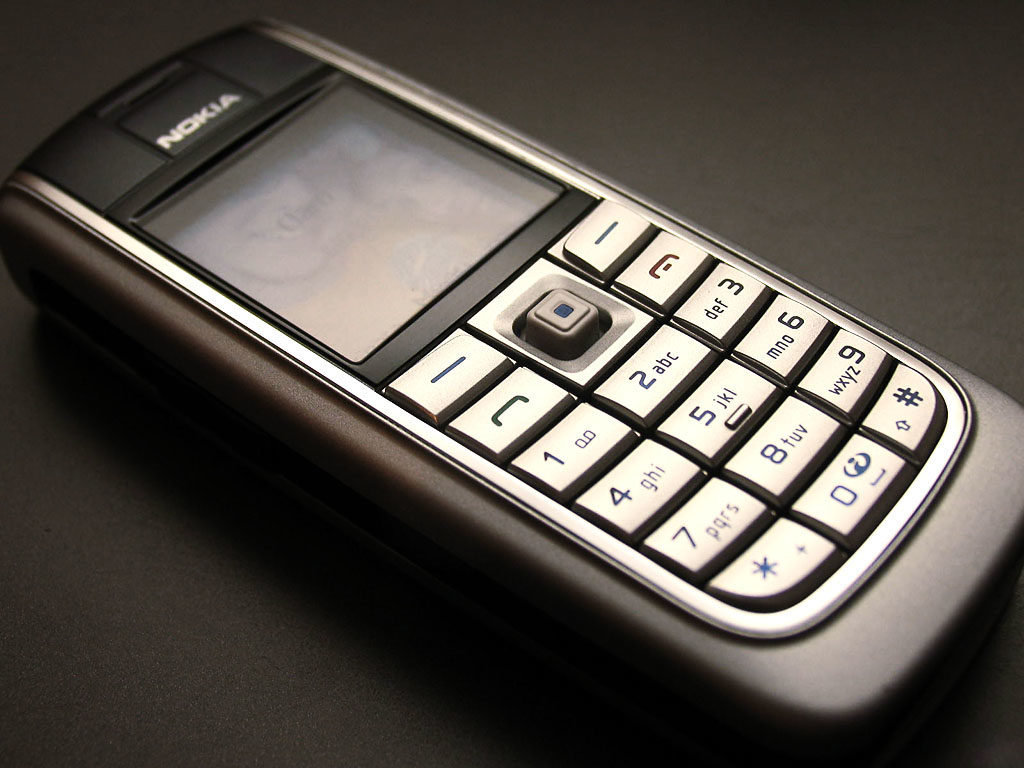
Nokia 6020

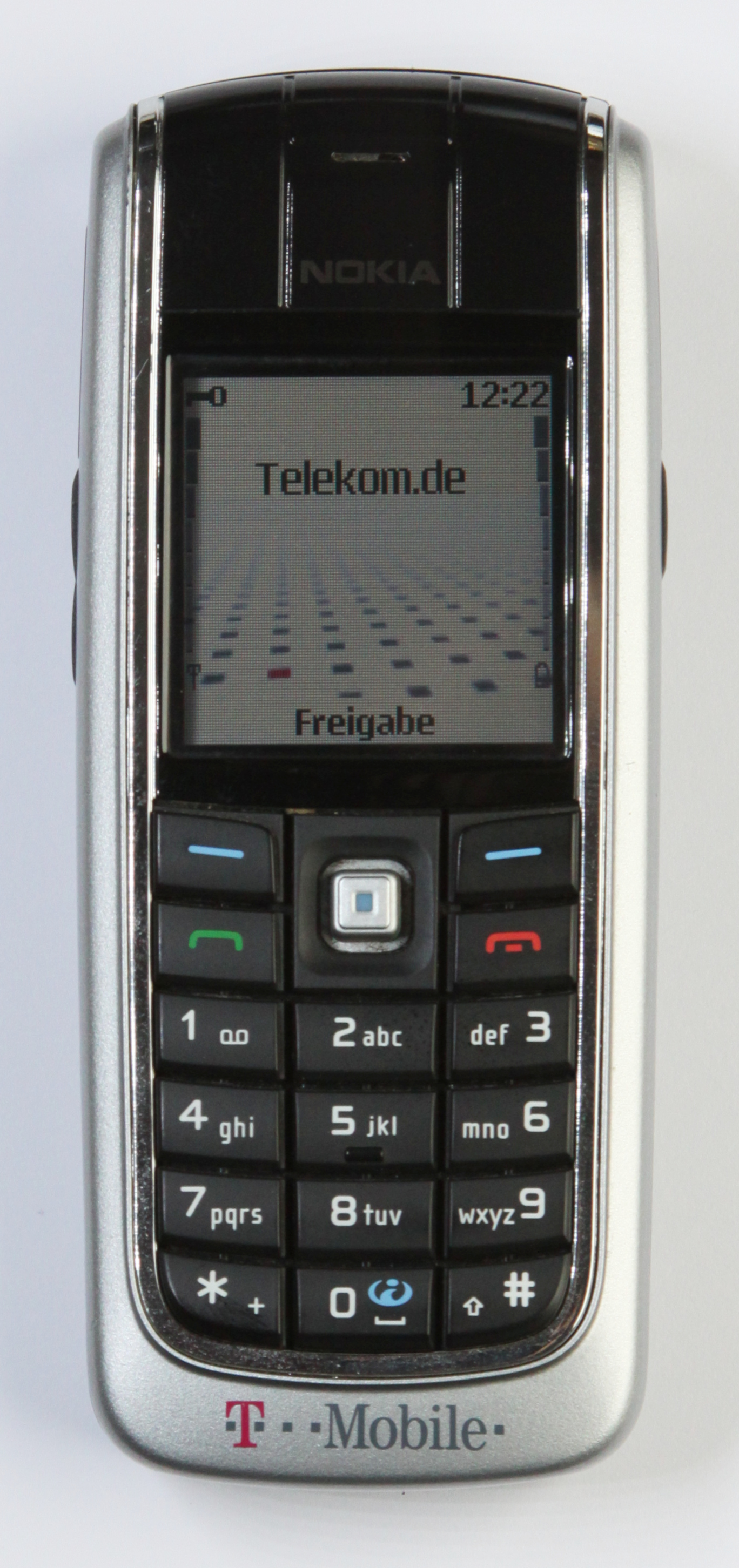
Nokia 6021

Die beiden fast baugleichen Modelle Nokia 6020 und Nokia 6021 sind EDGE-fähige Triband-Mobiltelefone; das 6020 verfügt über eine 0,3-Megapixel-Kamera. Die Geräte besitzen einen vier MByte (6021 3,5 MByte) großen internen Speicher, der sich nicht erweitern lässt und ein Display mit jeweils 128 × 128 Pixeln. Die auf den Mobiltelefonen gespeicherten Daten lassen sich über USB 1.1 und IrDA (6021 auch Bluetooth) übertragen. Mit den verwendeten Akkus (6020 760 mAh, 6021 ca. 805 mAh) lassen sich die Nokia-Geräte 330 bzw. 350 Stunden in Bereitschaft betreiben; die maximale Sprechzeit beträgt drei Stunden.

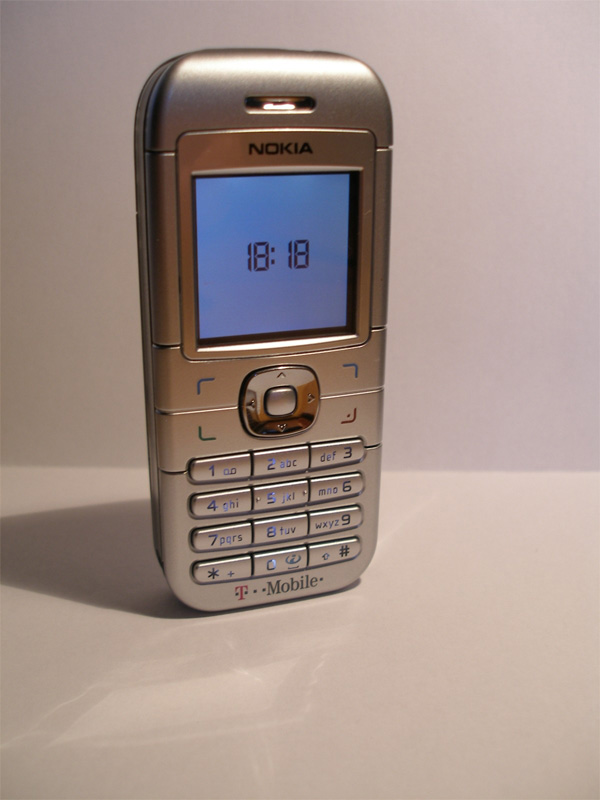
Nokia 6030
Mit dem Nokia 6030 brachte der Hersteller im 2. Quartal 2005 im Einsteiger-Bereich eine preiswerte Alternative zum Nokia 6020 und Nokia 6021 auf den Markt. Es orientiert sich am Standard-Nokia-Design und bietet neben einem Farbdisplay mit 65.536 Farben auch ein integriertes UKW-Radio. Weitere Funktionen sind z. B. MMS, SMS, ein Telefonbuch, Wecker und eine Kalenderfunktion. Das Handy unterstützt Java MIDP 2.0 (und damit verbunden Java-basierte Spiele), GPRS Klasse 6 und WAP 2.0. In vielen Tests wurde das 6030 zum Preis-/Leistungssieger; das Modell eignet sich vorrangig für Nutzer, die an technischen Extras wie Kamera oder ähnlichem nicht interessiert sind. In den USA kann man mit dem Handy nicht telefonieren, da es nicht über die dafür notwendige Triband-Technik verfügt.
Technische Details:
- 2,0 MB freier Speicherplatz
- MMS/SMS
- Klingeltöne im *.mid-Format
- Ausführen von Java-basierten Anwendungen möglich
- austauschbare Oberschale

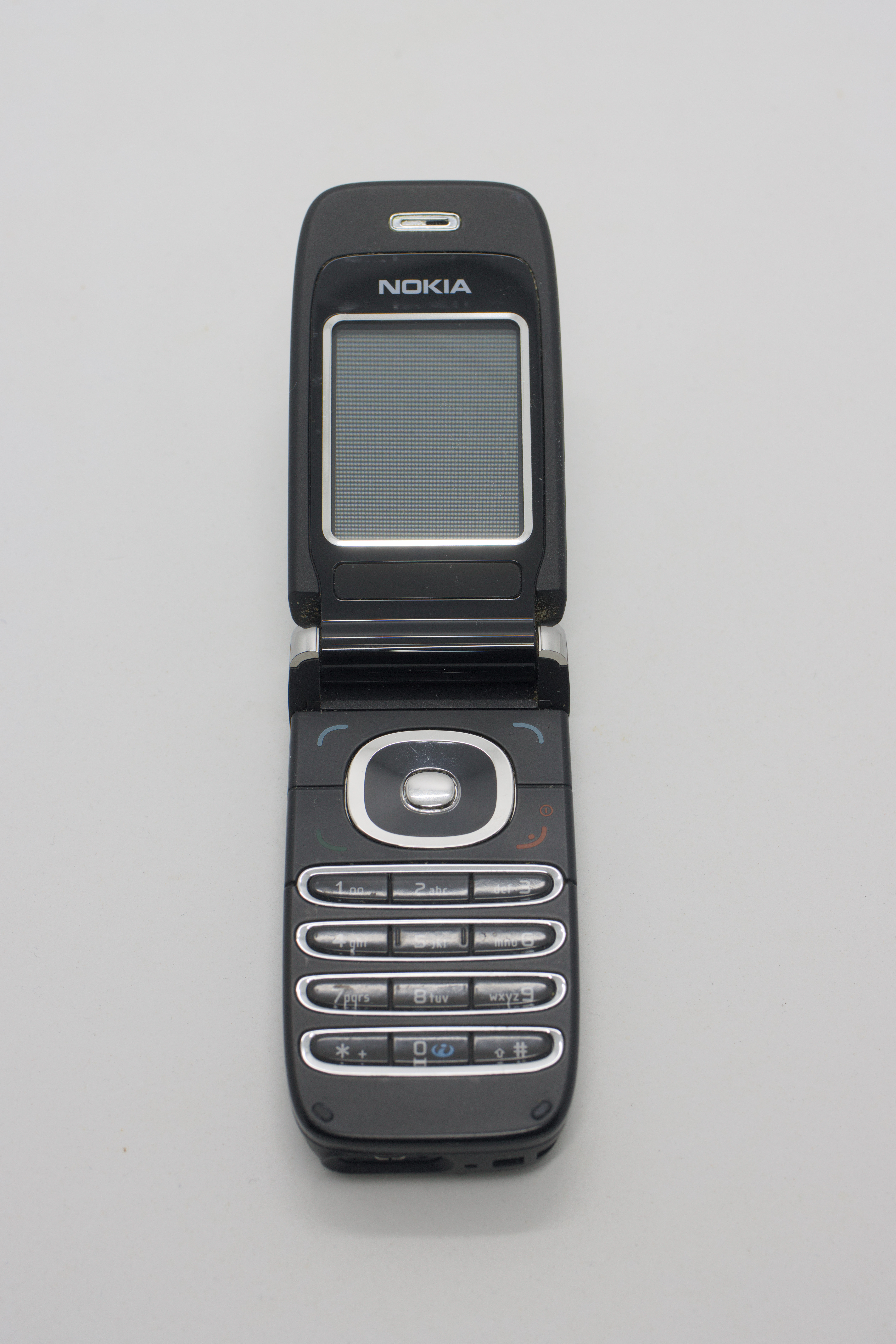
Nokia 6060
Das Nokia 6060 ist ein Dualband-Mobiltelefon mit einem ein MByte großen internen Speicher, der sich nicht erweitern lässt. Es verfügt über ein Display mit 160 × 128 Pixeln. Der eingebaute Mediaplayer spielt Musik in den Formaten MP3 und MIDI ab. Mit dem verwendeten Akku lässt sich das Nokia 400 Stunden in Bereitschaft betreiben, die maximale Sprechzeit beträgt 3,5 Stunden.

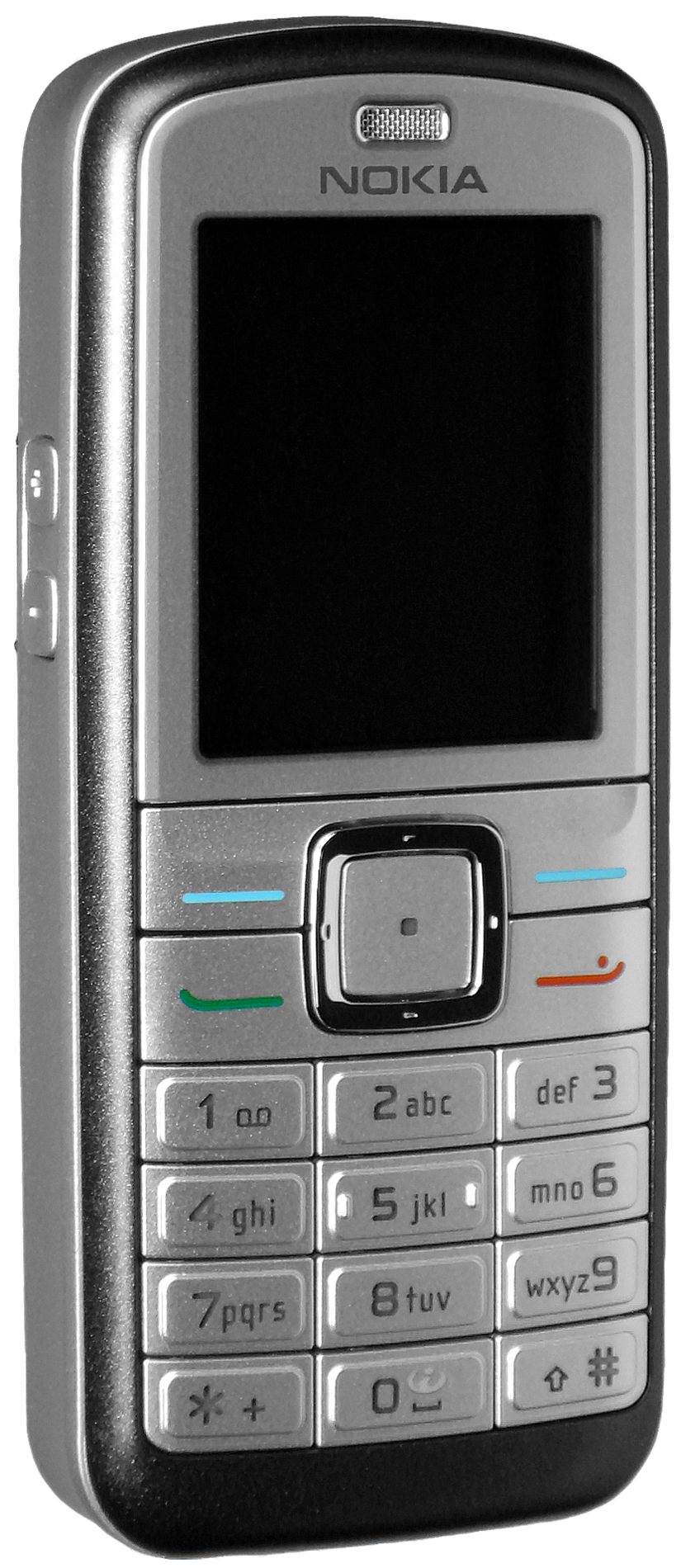
Nokia 6070
Das Nokia 6070 ist ein EDGE-fähiges Triband-Mobiltelefon, das neben einer 0,3-Megapixel-Kamera, die auch Videos mit 128 × 96 Pixel aufnimmt, über ein UKW-Radio verfügt. Der 16 MByte große interne Speicher lässt sich nicht erweitern. Es verfügt über ein Display mit 128 × 160 Pixeln. Der eingebaute Mediaplayer spielt Videos und Musik in den Formaten MP3, MIDI, MPEG-4 und H.263 ab. Die auf dem Mobiltelefon gespeicherten Daten lassen sich über USB 1.1 und IrDA übertragen. Mit dem verwendeten Akku lässt sich das Nokia 300 Stunden in Bereitschaft betreiben, die maximale Sprechzeit beträgt drei Stunden.
Nokia 6080
Das Nokia 6080 ist ein EDGE-fähiges Triband-Mobiltelefon, das neben einer 0,3-Megapixel-Kamera, die auch Videos mit 176 × 144 Pixel aufnimmt, über ein UKW-Radio verfügt. Der 16 MByte große interne Speicher lässt sich nicht erweitern. Es verfügt über ein Display mit 128 × 160 Pixeln. Der eingebaute Mediaplayer spielt Videos und Musik in den Formaten MP3, MIDI, MPEG-4 und H.263 ab. Die auf dem Mobiltelefon gespeicherten Daten lassen sich über USB 1.1 und IrDA übertragen. Mit dem verwendeten Akku lässt sich das Nokia 300 Stunden in Bereitschaft betreiben, die maximale Sprechzeit beträgt 3,5 Stunden.

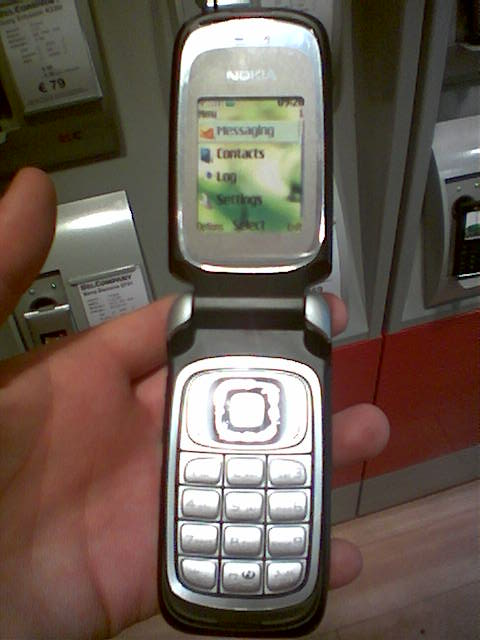
Nokia 6085
Das Nokia 6085 ist ein EDGE-fähiges Quadband-Mobiltelefon, das neben einer 0,3-Megapixel-Kamera, die auch Videos mit 128 × 96 Pixel aufnimmt, über ein UKW-Radio verfügt. Der vier MByte große interne Speicher lässt sich mit microSD-Karten erweitern. Es verfügt über ein Display mit 128 × 160 Pixeln. Der eingebaute Mediaplayer spielt Videos und Musik in den Formaten MP3, AAC, AAC+, eAAC+, WMA, MPEG-4 und H.263 ab. Die auf dem Mobiltelefon gespeicherten Daten lassen sich über USB 1.1 und Bluetooth übertragen. Mit dem verwendeten Akku lässt sich das Nokia 240 Stunden in Bereitschaft betreiben, die maximale Sprechzeit beträgt fünf Stunden.
Nokia 6086
Das Nokia 6086 ist ein EDGE-fähiges Quadband-Mobiltelefon, das neben einer 0,3-Megapixel-Kamera, die auch Videos mit 128 × 96 Pixel aufnimmt, über WLAN nach dem 802.11g-Standard verfügt. Der fünf MByte große interne Speicher lässt sich mit microSD-Karten erweitern. Es verfügt über ein Display mit 128 × 160 Pixeln. Der eingebaute Mediaplayer spielt Videos und Musik in den Formaten MP3, AAC, M4A, AAC+, WMA, MIDI, MPEG-4 und H.263 ab. Die auf dem Mobiltelefon gespeicherten Daten lassen sich über USB 1.1 und Bluetooth übertragen. Mit dem verwendeten Akku lässt sich das Nokia 240 Stunden in Bereitschaft betreiben, die maximale Sprechzeit beträgt fünf Stunden.

### Nokia 61xx

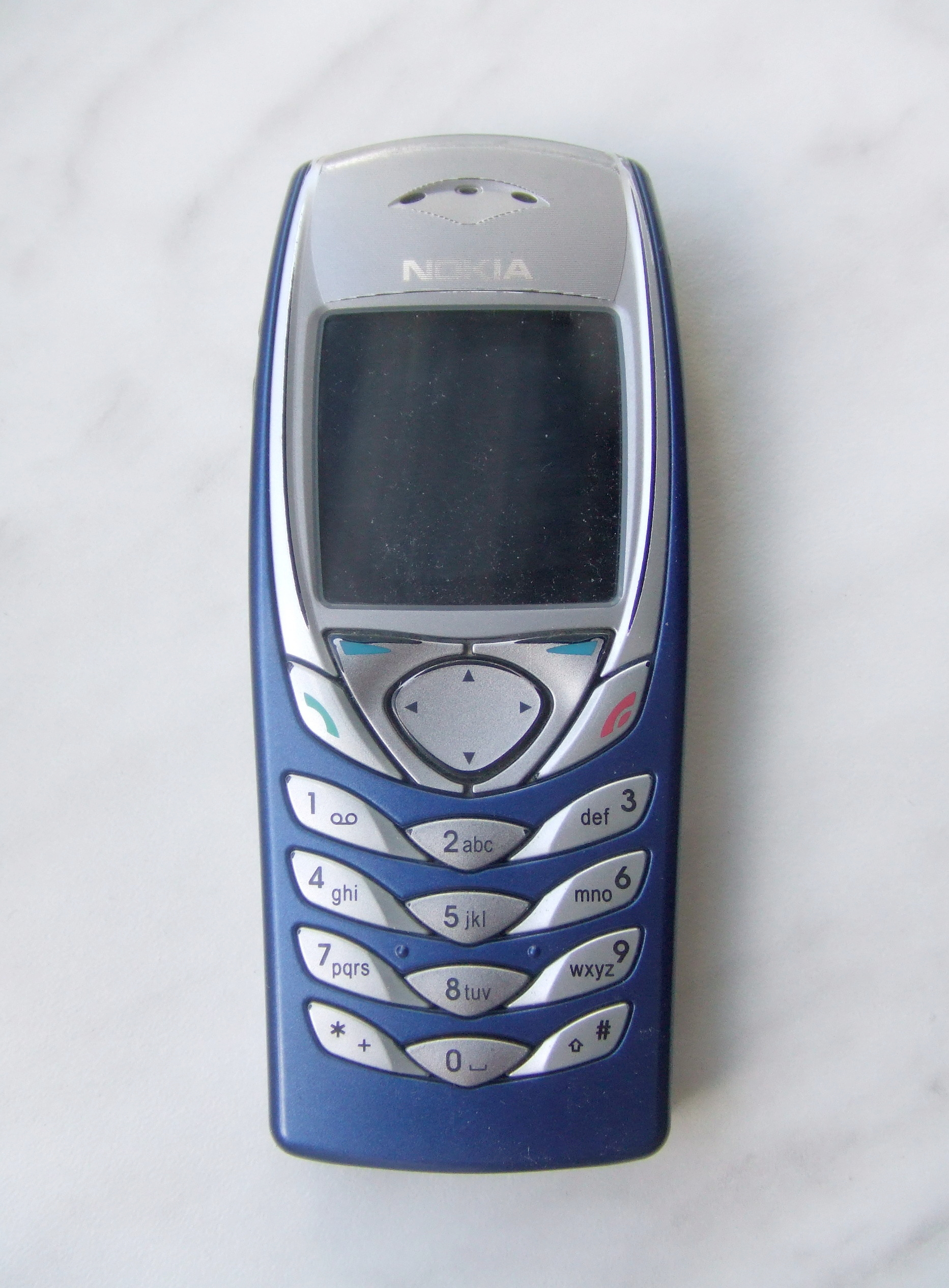
Nokia 6100
Das Nokia 6100 war mit 76 Gramm das bisher leichteste Handy von Nokia. Die technische Ausstattung orientiert sich an verwandten Modellen wie dem 6610 oder dem 7210, die zur gleichen Zeit (2002/2003) im Handel waren: 4096-Farben-Display mit 128 × 128 Pixeln, Infrarot, Unterstützung von Java-Programmen, WAP-Browser, GPRS, Freisprechfunktion, allerdings ohne Radio.

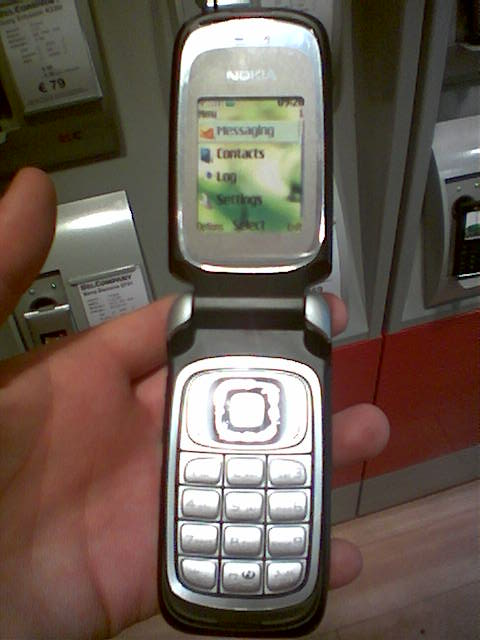
Nokia 6101
Das Nokia 6101 ist ein EDGE-fähiges Triband-Mobiltelefon, das neben einer 0,3-Megapixel-Kamera, die auch Videos mit 176 × 144 Pixel aufnimmt, über ein UKW-Radio verfügt. Der 4,6 MByte große interne Speicher lässt sich nicht erweitern. Es verfügt über ein Display mit 128 × 160 Pixeln. Der eingebaute Mediaplayer spielt Videos und Musik in den Formaten MP3, MIDI, MPEG-4 und H.263 ab. Die auf dem Mobiltelefon gespeicherten Daten lassen sich über USB 1.1 und IrDA übertragen. Mit dem verwendeten Akku lässt sich das Nokia 300 Stunden in Bereitschaft betreiben, die maximale Sprechzeit beträgt vier Stunden.
Nokia 6103
Das Nokia 6103 ist ein EDGE-fähiges Quadband-Mobiltelefon, das neben einer 0,3-Megapixel-Kamera, die auch Videos mit 176 × 144 Pixel aufnimmt, über ein UKW-Radio verfügt. Der 4,2 MByte große interne Speicher lässt sich nicht erweitern. Es verfügt über ein Display mit 128 × 160 Pixeln. Der eingebaute Mediaplayer spielt Videos und Musik in den Formaten MP3, MIDI, MPEG-4 und H.263 ab. Die auf dem Mobiltelefon gespeicherten Daten lassen sich über USB 1.1, IrDA und Bluetooth übertragen. Mit dem verwendeten Akku lässt sich das Nokia 350 Stunden in Bereitschaft betreiben, die maximale Sprechzeit beträgt vier Stunden.
Nokia 6110/6130/6150

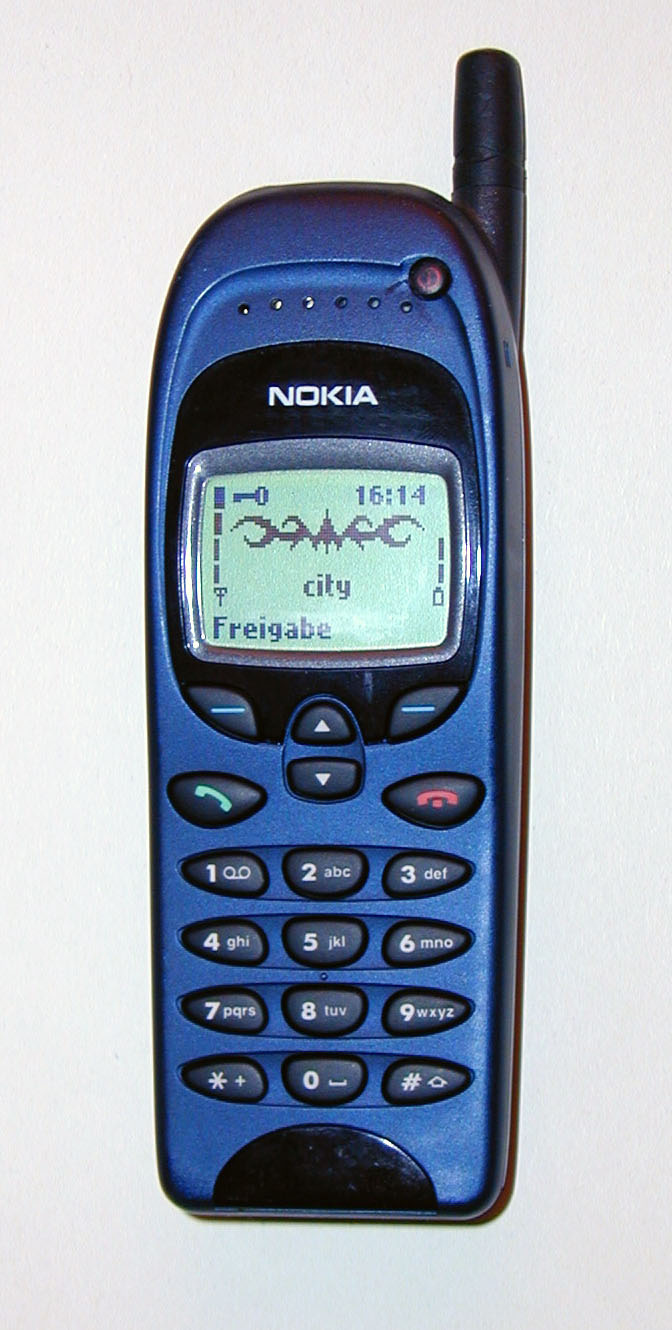
Nokia 6150

Das Business-Handy Nokia 6110 wurde schnell zu einem der meistverkauften Handys überhaupt. In Funktion, Bedienung und Design kann es als Meilenstein und Nachfolger des noch lange produzierten 2110 gesehen werden.
Das Nokia 6110 hatte eine Infrarot-Schnittstelle, über die man mit einem zusätzlichen Softwaretool erstmals auch einen alternativen Klingelton einspielen und das Betreiberlogo ändern konnte. Die optional erhältliche Nokia Data Suite mit Kabel war hingegen mit mehreren Hundert Mark noch sehr teuer.
Das Nokia 6110 war ein GSM-900-Gerät und aus diesem Grunde nicht mit allen SIM-Karten zu betreiben. Die DCS 1800-Ausführung kam unter der Modellbezeichnung Nokia 6130 in den Handel sowie später als Dualband-Ausführung unter der Bezeichnung Nokia 6150. Später gab der Hersteller diese Typenschlüsselung für die Netzbandkennung auf.
Das Gerät hatte einen nach außen geführten, starren „Antennenhöcker“, ein grün beleuchtetes Monochrom-Display und einen Multifunktionsstecker (Vorläufer des POP-Ports), über den man das Telefon mit einem PC verbinden, aber auch Headsets, Kfz-Freisprechanlagen oder PC-Modemkarten (z. B. die Psion-Dacom GoldCard für Laptops) anschließen konnte.
Das Gehäuse war meist in blaumetallic gehalten. Das im Design leicht geänderte 6110 gab es dagegen auch im Chamäleon-Lack, der in Blau- bzw. Grünmetallic schimmerte. Das 6150 entspricht im Design dem 6130.
Als Nachfolger des 6150 kann das ebenfalls sehr erfolgreiche Nokia 6210 angesehen werden.

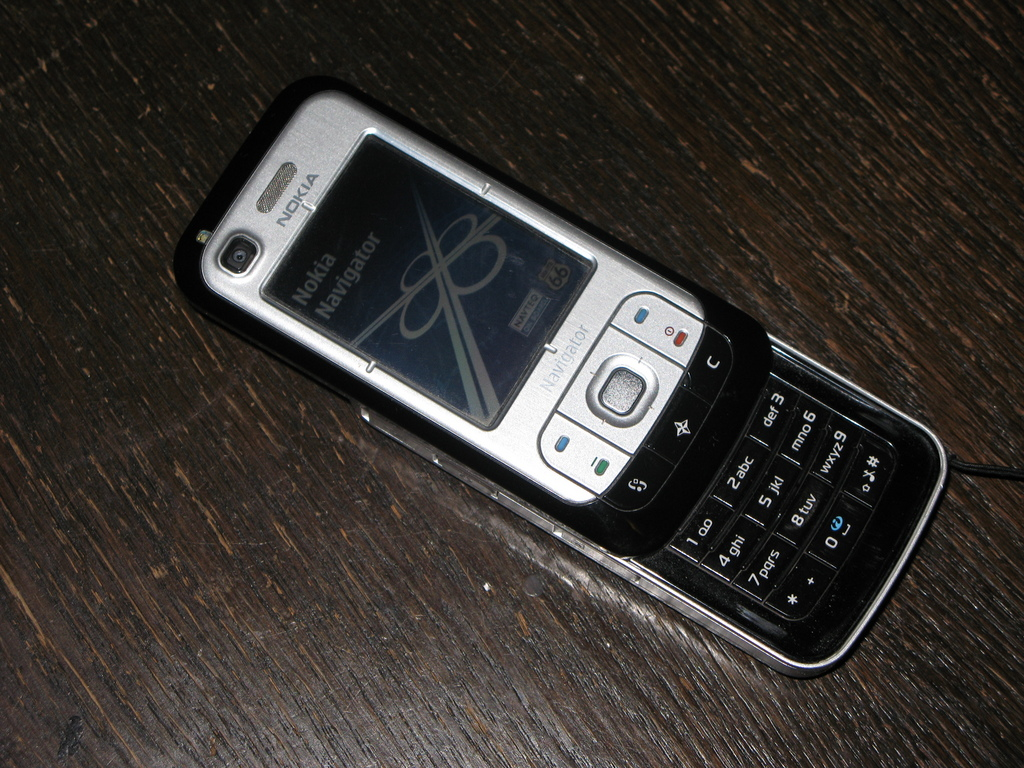
Nokia 6110 Navigator
Nach dem N95 ist es eines der ersten Nokia-Handys mit GPS. Es hatte als erstes serienmäßig AGPS integriert, welches beim N95 erst per Softwareupdate nachgereicht wurde. Das Nokia 6110 Navigator basiert auf der Serie 60 V3.1 Plattform. Als Besonderheit ist auf einer microSD-Karte mit 512 MB mit Route 66 eine echte Navigationssoftware mit Daten für Deutschland enthalten. Ist AGPS aktiviert, findet das SiRF Star III GPS sehr schnell die Position (Datenverbindung dabei ca. fünf KB pro Abruf der AGPS Information). Die Ansagetexte sind mit dem eingebauten Lautsprecher vergleichsweise laut und verständlich, was wegen des sehr kleinen Displays auch erforderlich ist.
Das 6110 Navigator verfügt über zwei Kameras. Die auf der Rückseite des Gerätes hinter einem Schieber verborgene Kamera hat eine maximale Auflösung von 1600 × 1200 Pixeln und wird von einem Blitz unterstützt. Auf der Vorderseite des Gerätes befindet sich links oberhalb des Displays die vor allem für Videotelefonie gedachte zweite Kamera mit einer maximalen Auflösung von 320 × 240 Pixeln.
Der Hotswap-fähige MicroSD-Slot unterstützt mit aktueller Firmware auch MicroSDHC-Karten bis zu einer Kapazität von 8 GB.
Ansonsten bietet das 6110 Navigator UMTS (inkl. WCDMA 2100 mit HSDPA-Technik), Quadband GSM (incl. EDGE), ein auch bei Sonnenlicht ordentlich ablesbares QVGA-Display, Bluetooth 2.0 + EDR (Enhanced Date Rates) incl. rSAP und Freisprechfunktion.

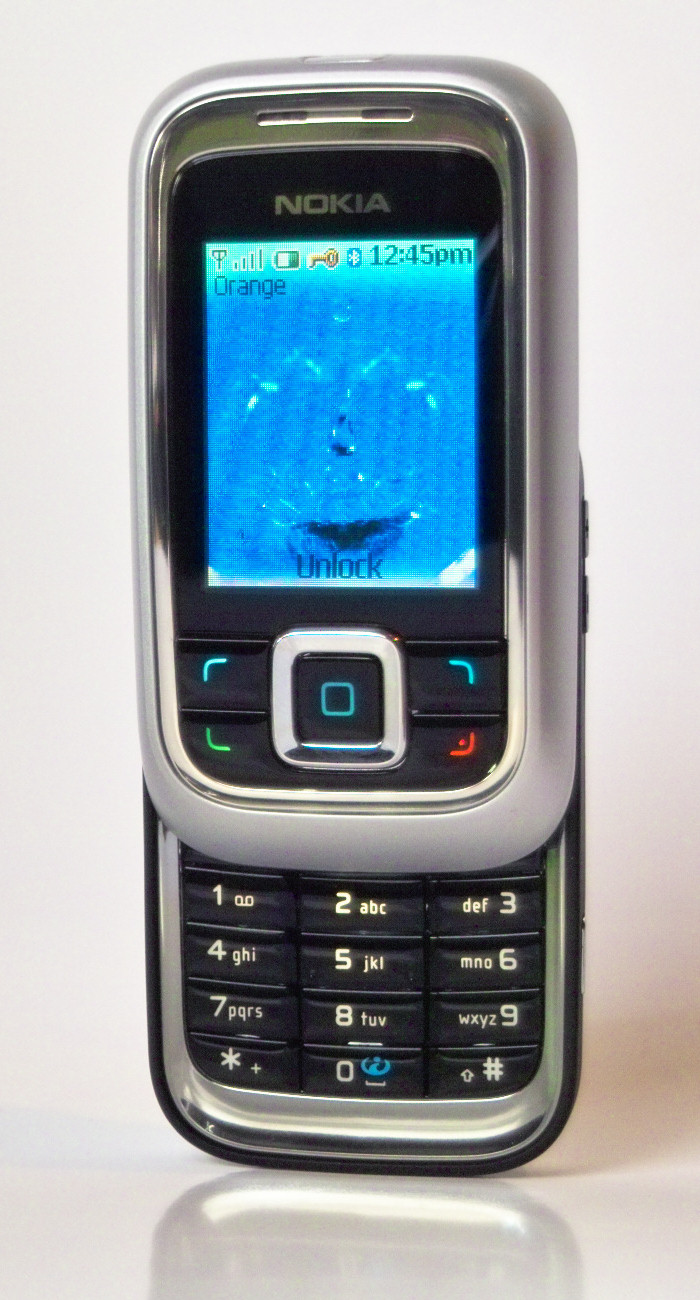
Nokia 6111
Das Nokia 6111 ist ein EDGE-fähiges Triband-Mobiltelefon, das neben einer 1-Megapixel-Kamera mit Fotoleuchte, die auch Videos mit 176 × 144 Pixeln aufnimmt, über ein UKW-Radio verfügt. Der 23 MByte große interne Speicher lässt sich nicht erweitern. Es verfügt über ein Display mit 128 × 160 Pixeln. Der eingebaute Mediaplayer spielt Videos und Musik in den Formaten MP3, MIDI, AAC, MPEG-4, H.263 und H.264 ab. Die auf dem Mobiltelefon gespeicherten Daten lassen sich über USB 1.1, IrDA und Bluetooth übertragen. Mit dem verwendeten Akku lässt sich das Nokia 240 Stunden in Bereitschaft betreiben, die maximale Sprechzeit beträgt 3,5 Stunden.
Nokia 6120 classic
Das Nokia 6120 classic ist ein HSDPA-fähiges UMTS-Mobiltelefon, das neben einer 2-Megapixel-Kamera, die auch Videos mit 320 × 240 Pixel aufnimmt, über eine Zweitkamera auf der Vorderseite für Videotelefonie verfügt. Der 42 MByte große interne Speicher lässt sich mit microSD-Karten erweitern. Mit der aktuellen Firmwareversion sind ebenfalls microSDHC-Karten einsetzbar, womit die maximale Speicherkapazität weiter erhöht wird. Es verfügt über ein Display mit 240 × 320 Pixeln. Der eingebaute Mediaplayer spielt Videos und Musik in den Formaten MP3, MIDI, M4A, 3gp, RealMedia, WMA, AAC, AAC+, WAV, MPEG-4 und H.263 ab. Die auf dem Mobiltelefon gespeicherten Daten lassen sich über USB 2.0 und Bluetooth 2.0 übertragen. Mit dem verwendeten Akku lässt sich das Nokia 220 Stunden in Bereitschaft betreiben, die maximale Sprechzeit beträgt drei Stunden.
Nokia 6121 classic
Das Nokia 6121 classic ist ein HSDPA-fähiges UMTS-Mobiltelefon, das neben einer 2-Megapixel-Kamera, die auch Videos mit 320 × 240 Pixel aufnimmt, über eine Zweitkamera auf der Vorderseite für Videotelefonie verfügt. Der 35 MByte große interne Speicher lässt sich mit microSD-Karten erweitern. Es verfügt über ein Display mit 240 × 320 Pixeln. Der eingebaute Mediaplayer spielt Videos und Musik in den Formaten MP3, MIDI, WMA, AAC, AAC+, WAV, MPEG-4 und H.263 ab. Die auf dem Mobiltelefon gespeicherten Daten lassen sich über USB 1.1 und Bluetooth übertragen. Mit dem verwendeten Akku lässt sich das Nokia 230 Stunden in Bereitschaft betreiben, die maximale Sprechzeit beträgt 3,1 Stunden.
Nokia 6125
Das Nokia 6125 ist ein EDGE-fähiges Quadband-Mobiltelefon, das neben einer 1,3-Megapixel-Kamera, die auch Videos mit 176 × 144 Pixel aufnimmt, über ein UKW-Radio verfügt. Der elf MByte große interne Speicher lässt sich mit microSD-Karten erweitern. Es verfügt über ein Display mit 128 × 160 Pixeln. Der eingebaute Mediaplayer spielt Videos und Musik in den Formaten MP3, MIDI, WMA, AAC, AAC+, MPEG-4 und H.263 ab. Die auf dem Mobiltelefon gespeicherten Daten lassen sich über USB 1.1, IrDA und Bluetooth übertragen. Mit dem verwendeten Akku lässt sich das Nokia 280 Stunden in Bereitschaft betreiben, die maximale Sprechzeit beträgt fünf Stunden.

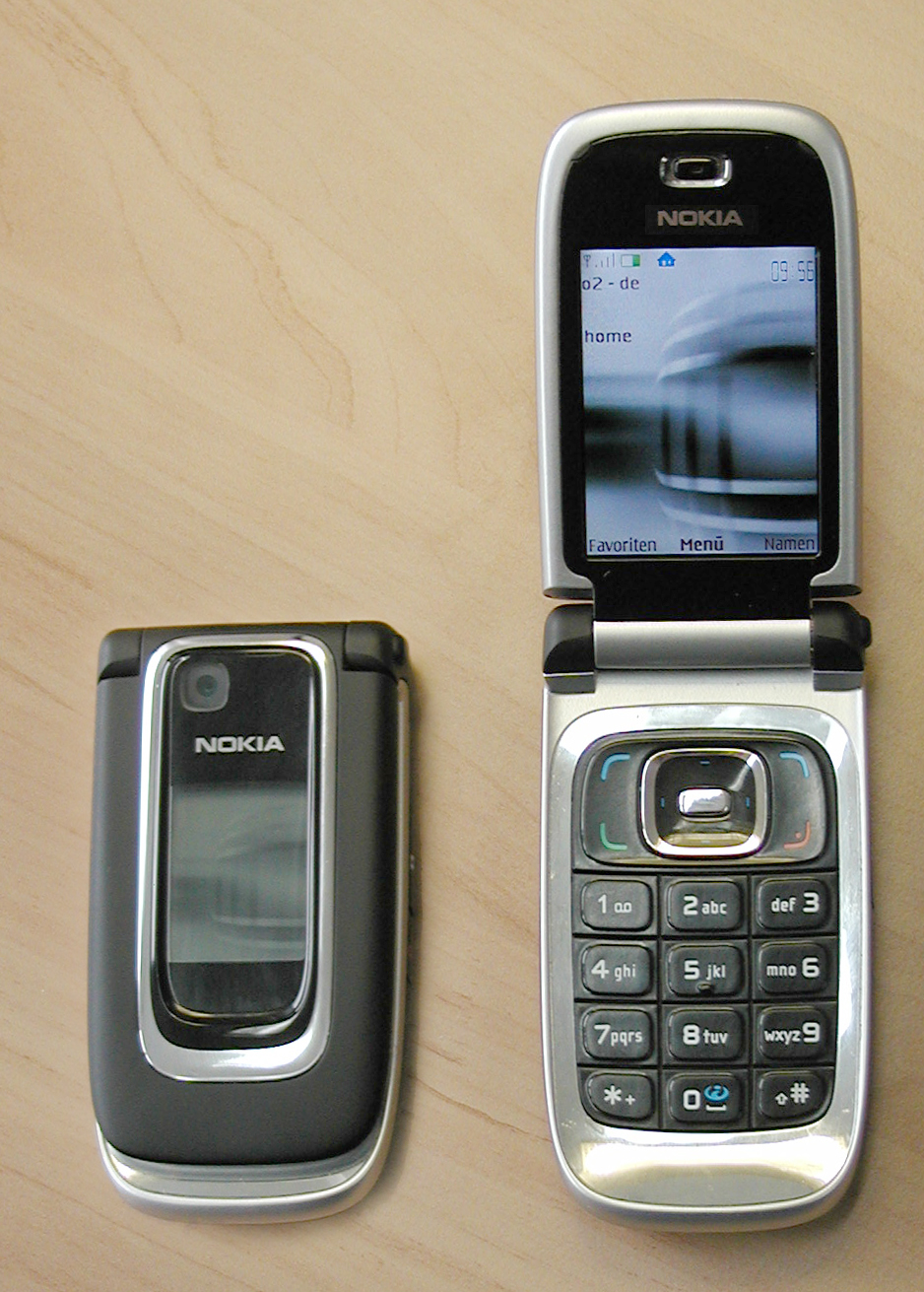
Nokia 6131
Das Nokia 6131 ist seit Mai 2006 verfügbar. Es hat eine 1,3-Megapixel-Digitalkamera, ein 240 × 320 Pixel großes Hauptdisplay mit 16,7 Millionen Farben und ein zweites, 160 × 128 Pixel großes Außendisplay mit 262.144 Farben. Dieses Modell verfügt über Bluetooth-, IrDa- und USB-Anschlussmöglichkeiten. Es ist mit dem erweiterten Betriebssystem Serie 40 v3 ausgestattet und verfügt über einen für Nokia neuartigen Öffnungsmechanismus. Beim Druck auf die seitlich angebrachte Taste klappt das Handy auf. Die Klappe lässt sich auch ohne Tastendruck öffnen. Für eine angenehme Handhabung sorgt die spezielle Soft-Touch-Beschichtung auf der Rückseite. Der serienmäßige Akku BL-4C soll laut Hersteller bis zu 3,4 Stunden Gesprächszeit, bis zu 12 Stunden Musikwiedergabe und bis zu zehn Tagen Empfangsbereitschaft (Standby) ermöglichen.
Das 6131 ist mit einem Multimedia-Player ausgestattet, der in der Lage ist, das Format eAAC+ wiederzugeben und die Formate mp3, MP4, AAC, AAC+, WMA, H.263, H.264 und 3gpp-Videos abzuspielen und zu streamen. Der Speicher des Gerätes ist auf sechs MB begrenzt, sodass eine Micro-SD-Speicherkarte (bis zu zwei GB unterstützt) als Erweiterung für verschiedene Anwendungen und Daten sinnvoll ist. Bei Abmessungen von 92 × 48 × 20 mm wiegt es 112 Gramm.
Seit Februar 2007 wird eine Variante des 6131 mit NFC-Reader angeboten.
Nokia 6136
Das Nokia 6136 ist ein EDGE-fähiges Quadband-Mobiltelefon, das neben einer 1,3-Megapixel-Kamera, die auch Videos mit 176 × 144 Pixel aufnimmt, über einen UMA-Modus verfügt, mit dem es möglich ist, über WLAN nach dem 802.11g-Standard zu telefonieren. Der 32 MByte große interne Speicher lässt sich mit microSD-Karten erweitern. Es verfügt über ein Display mit 128 × 160 Pixeln. Der eingebaute Mediaplayer spielt Videos und Musik in den Formaten MP3, MIDI, WMA, AAC, AAC+, MPEG-4 und H.263 ab. Die auf dem Mobiltelefon gespeicherten Daten lassen sich über USB 1.1 und IrDA übertragen. Mit dem verwendeten Akku lässt sich das Nokia 280 Stunden in Bereitschaft betreiben, die maximale Sprechzeit beträgt fünf Stunden.
Nokia 6150
Das 1998 erschienene Nokia 6150 ist ein Business-Handy; es war als erstes Nokia-Gerät Dualband-fähig (GSM 900/DCS 1800), besaß eine Infrarotschnittstelle, eingebaute Spiele, Speicher für optionale Klingeltöne und einen eingebauten Speicher für Telefonnummern. Es war als robustes Gerät auch eingeschränkt für den Outdoor-Einsatz konzipiert. Der Lithium-Ionen-Akku erlaubte eine Bereitschaft bis zu zwei Wochen und eine Sprechzeit von knapp 6 Stunden. Über die Bild-SMS-Funktion konnten einfache Logos übertragen werden. Über ein später erhältliches Update wurde das Gerät fähig, mit T9-Texterkennung umzugehen.
Nokia 6151
Das Nokia 6151 ist ein UMTS-Mobiltelefon, das neben einer 1,3-Megapixel-Kamera, die auch Videos mit 176 × 144 Pixel aufnimmt, über ein UKW-Radio verfügt. Der 30 MByte große interne Speicher lässt sich mit microSD-Karten erweitern. Es verfügt über ein Display mit 128 × 160 Pixeln. Der eingebaute Mediaplayer spielt Videos und Musik in den Formaten MP3, MIDI, M4A, eAAC+, MPEG-4 und H.263 ab. Die auf dem Mobiltelefon gespeicherten Daten lassen sich über USB 1.1, IrDA und Bluetooth übertragen. Mit dem verwendeten Akku lässt sich das Nokia 250 Stunden in Bereitschaft betreiben, die maximale Sprechzeit beträgt 4,5 Stunden.

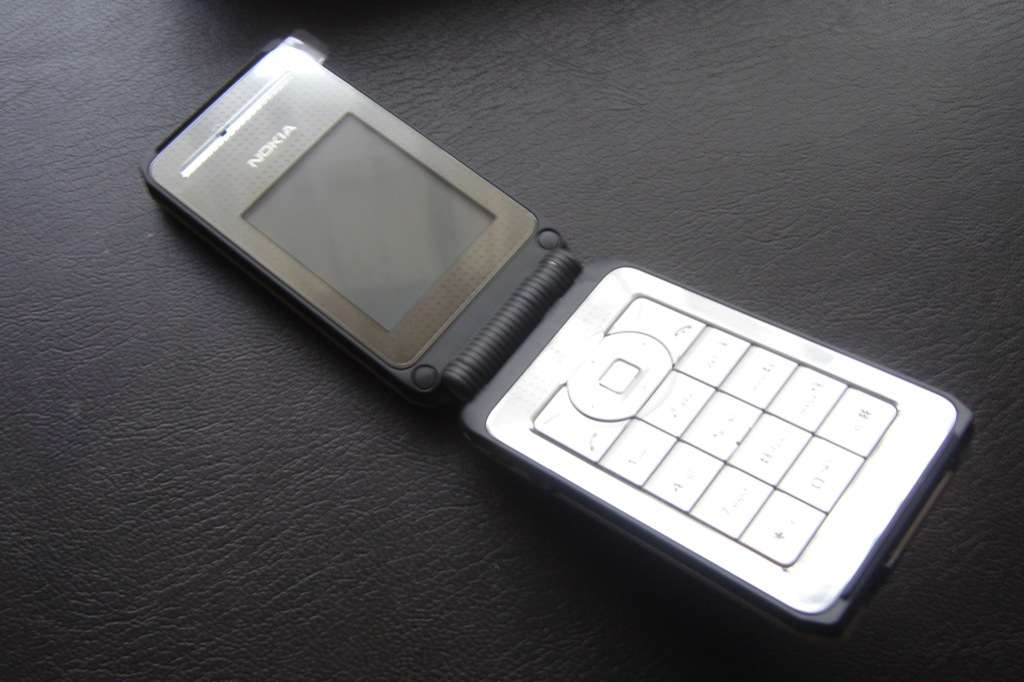
Nokia 6170
Das Nokia 6170 ist ein EDGE-fähiges Triband-Mobiltelefon, das über eine 0,3-Megapixel-Kamera, die auch Videos mit 176 × 144 Pixel aufnimmt, verfügt. Der 2,5 MByte große interne Speicher lässt sich nicht erweitern. Es verfügt über ein Display mit 128 × 160 Pixeln. Der eingebaute Mediaplayer spielt Videos und Musik in den Formaten WAV, MIDI, MPEG-4 und H.263 ab. Die auf dem Mobiltelefon gespeicherten Daten lassen sich über USB 1.1 und IrDA übertragen. Mit dem verwendeten Akku lässt sich das Nokia 270 Stunden in Bereitschaft betreiben, die maximale Sprechzeit beträgt vier Stunden.

### Nokia 62xx

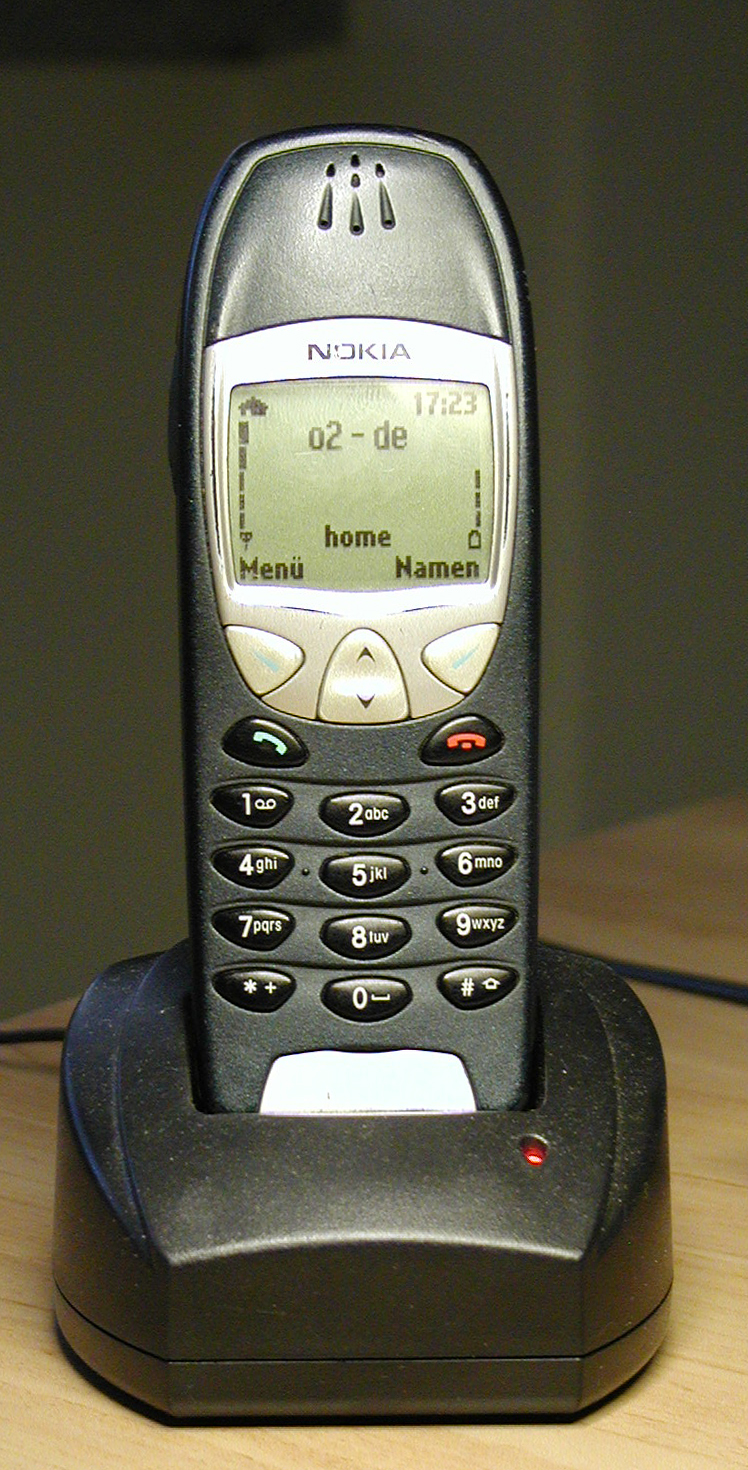
Nokia 6210
Das Nokia 6210 erschien 2000 und löste in Sachen Funktionalität und Gewicht das Nokia 6150 ab.
Das Gerät zeichnet sich durch seine WAP-Funktion und seinen für damalige Verhältnisse enormen Speicher (500 Telefonnummern, 150 Textnachrichten) aus. Es wog nur 114 Gramm und hatte eine integrierte Antenne. Eine weitere Stärke dieses Modelles war, dass man fast das komplette Zubehör der älteren Nokia-Handys verwenden konnte.
Da Nokia dem Trend zu Outdoor-Handys folgte, erschien von diesem Modell unter dem Namen Nokia 6250 auch eine Outdoor-Version. Es war allerdings sehr teuer und deswegen im Vergleich zu anderen Outdoor-Handys eher selten. Wie beim Ericsson R310s steht in der Gebrauchsanleitung, dass es unter fließendem Wasser gereinigt werden kann.
Der Nachfolger des Nokia 6210 ist das Nokia 6310.
Nokia 6210 Navigator
Das Nokia 6210 Navigator enthält neben einem GPS-Empfänger als Neuheit einen Kompass, um die Fußgängernavigation zu verbessern. Ansonsten bringt es die übliche Ausstattung (mp3-Player, QVGA-Display) und unterstützt neben Quad-Band GSM auch UMTS inkl. HSDPA. Die (Haupt-)Kamera hat eine Auflösung von 3,2 Megapixeln und wird bei Bedarf von einem LED-Fotolicht unterstützt. Es wurde am 11. Februar 2008 vorgestellt. Ebenso ist es auch mit der Nokia Spiele Software N-Gage kompatibel.
Nokia 6212 classic
Das Nokia 6212 classic ist ein Quadband-UMTS-Mobiltelefon, das neben einer 2-Megapixel-Kamera über einen NFC-Chip verfügt. Der 22 MByte große interne Speicher lässt sich mit microSD-Karten um bis zu vier GByte erweitern. Es verfügt über ein Display mit 240 × 320 Pixeln. Der eingebaute Mediaplayer spielt Videos und Musik in den Formaten MP3, M4A, WAV, MIDI, 3gp, H.263, H.264 und MPEG-4 ab. Die auf dem Mobiltelefon gespeicherten Daten lassen sich über USB und Bluetooth übertragen. Mit dem verwendeten Akku lässt sich das Nokia 300 Stunden in Bereitschaft betreiben, die maximale Sprechzeit beträgt 3,3 Stunden.
Nokia 6220

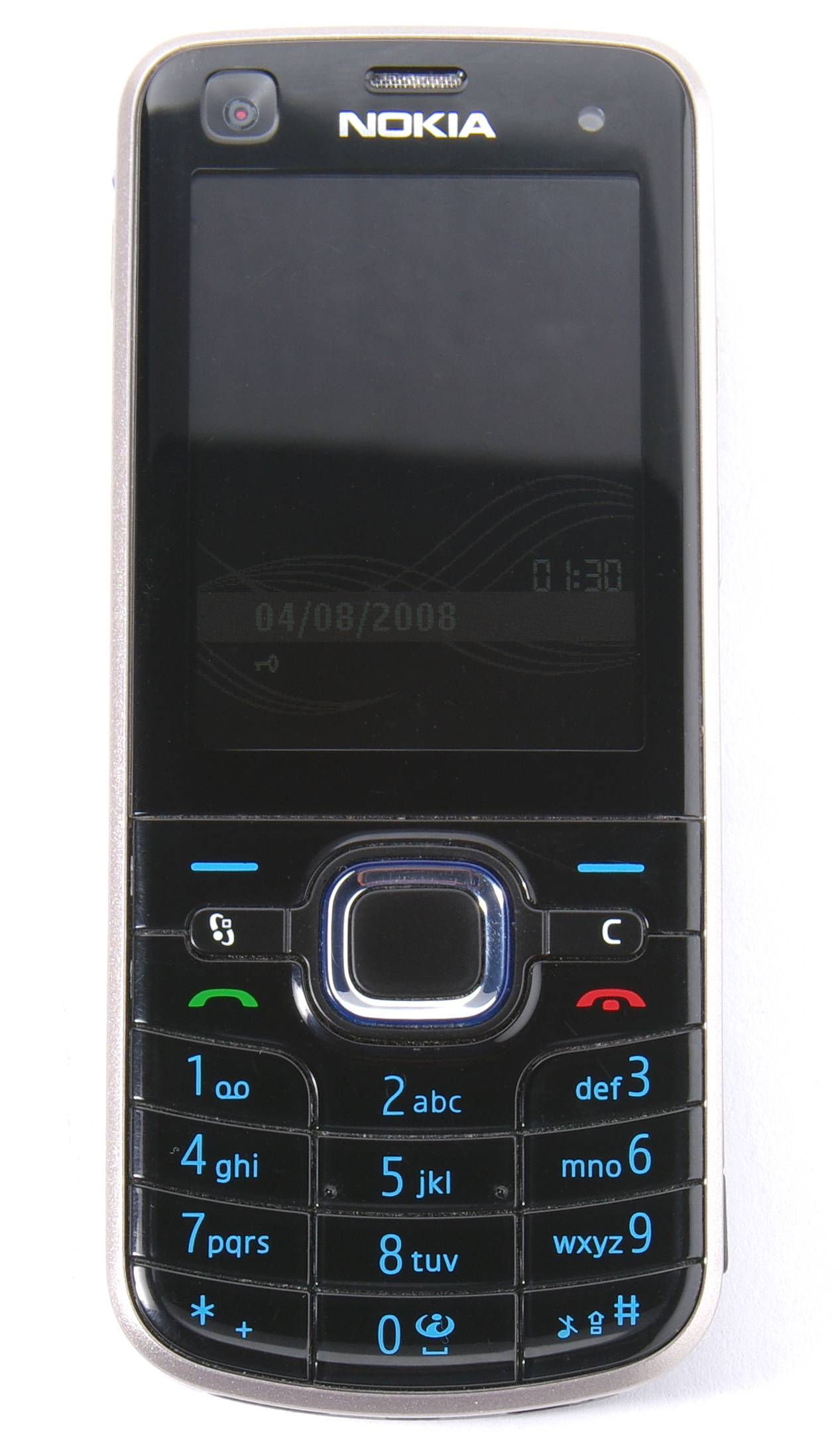
Nokia 6220 classic black

Das Nokia 6220 ist ein EDGE-fähiges Triband-Mobiltelefon, das neben einer 0,1-Megapixel-Kamera über ein UKW-Radio verfügt. Der ein MByte große interne Speicher lässt sich nicht erweitern. Es verfügt über ein Display mit 128 × 128 Pixeln. Der eingebaute Mediaplayer spielt Videos und Musik in den Formaten 3gp, MPEG-4 und H.263 ab. Die auf dem Mobiltelefon gespeicherten Daten lassen sich über USB 1.1 und IrDA übertragen. Mit dem verwendeten Akku lässt sich das Nokia 300 Stunden in Bereitschaft betreiben, die maximale Sprechzeit beträgt fünf Stunden.
Nokia 6220 classic
Das Nokia 6220 classic ist ein Quadband-UMTS-Handy mit integrierter 5-Megapixel-Kamera mit Xenon-Blitz und Carl-Zeiss-Objektiv. Das Symbian-S60-Gerät verfügt über einen A-GPS-Empfänger mit Geotagging und die Möglichkeit, Daten mit dem HSDPA-Standard sowie Bluetooth 2.0 und USB 2.0 zu übertragen. Der interne Speicher hat eine Größe von 120 MB; eine 1 GB große microSD-Speicherkarte wird mitgeliefert, die durch eine max. 8 GB große Speicherkarte ersetzt werden kann.
Bedingt durch das Betriebssystem kann das Handy beliebig mit Java-Anwendungen erweitert werden, z. B. Messenger-Diensten.
Nokia 6230/6230i

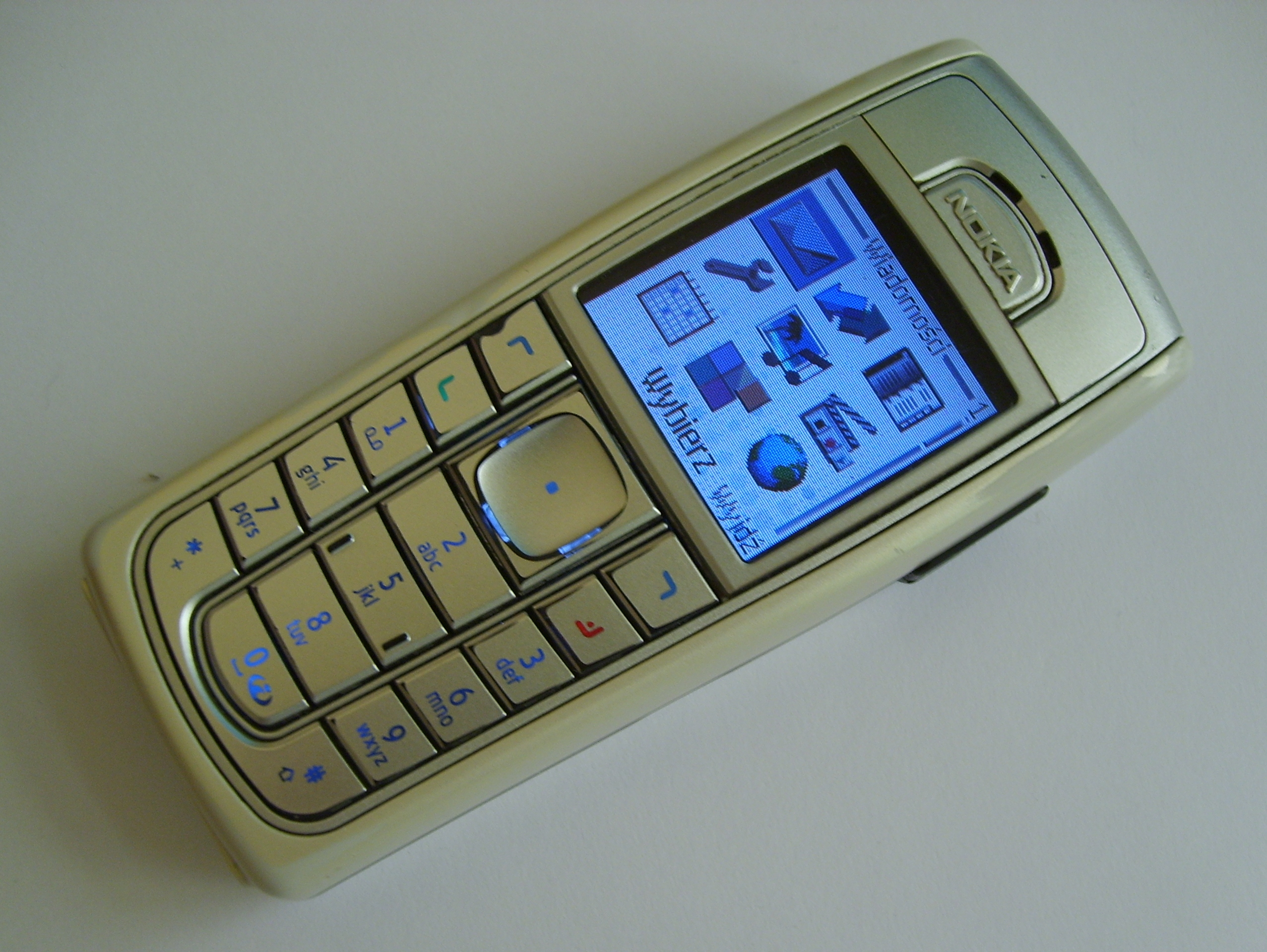
Nokia 6230

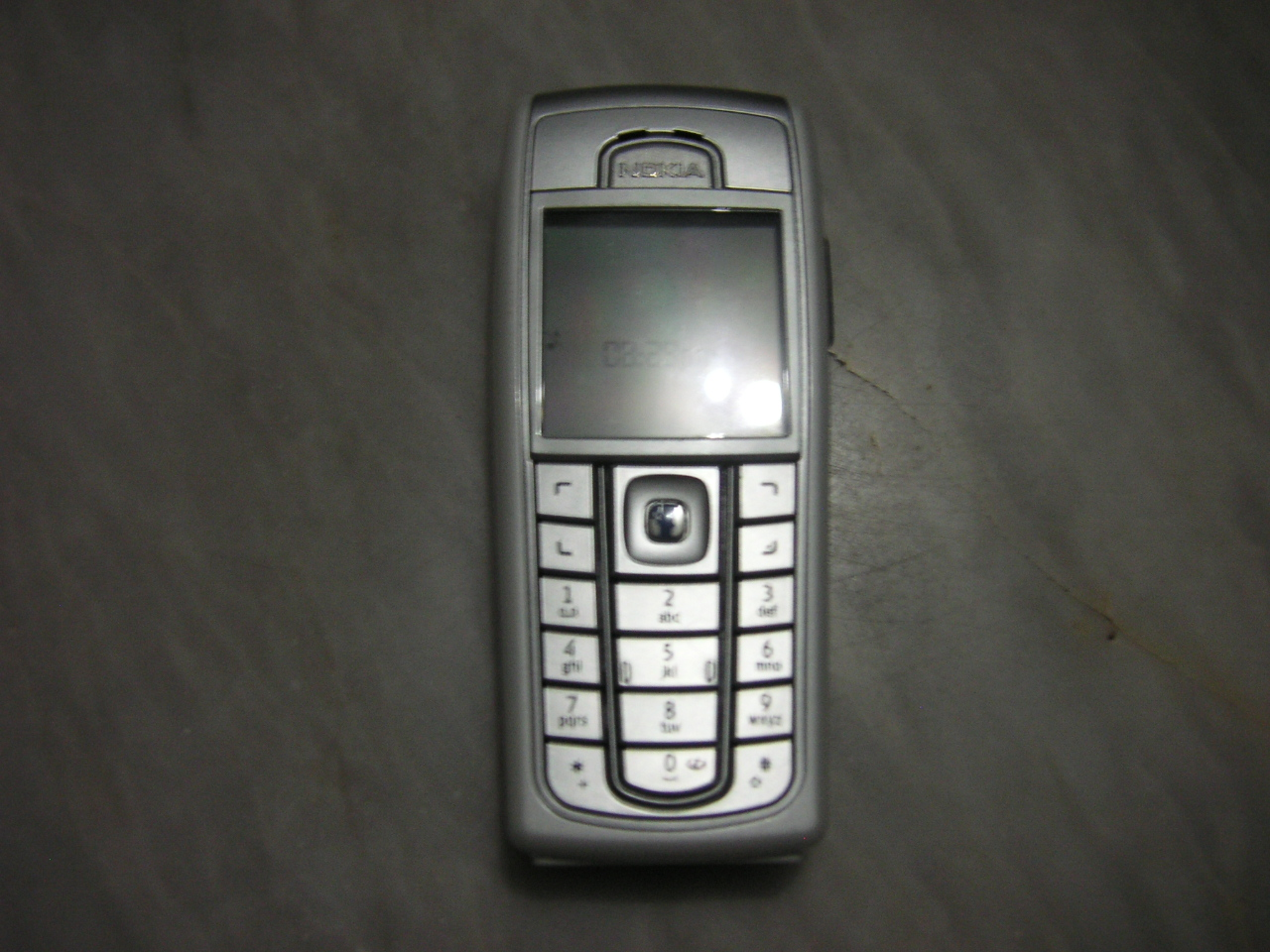
Nokia 6230i

Das 2004 auf dem Markt gekommene Nokia 6230 ist als Business- und Multimedia-Handy konzipiert. Ein Jahr später erschien die um einige Funktionen erweiterte Version 6230i, die sich außerdem durch ein höherwertiges Display und eine bessere Kamera unterschied.
Der Nachfolger ist das Modell Nokia 6233
Nokia 6233/6234

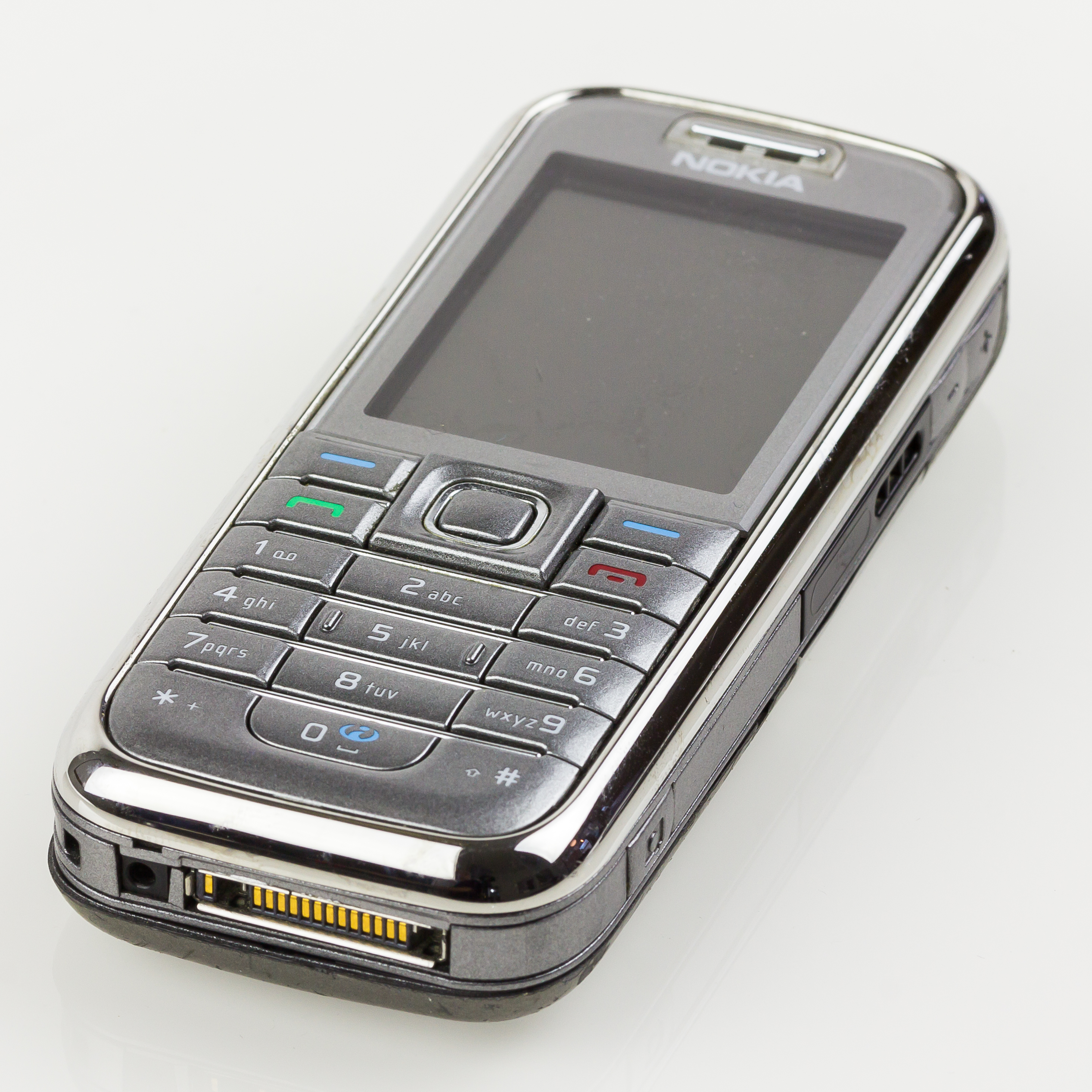
Nokia 6233

Ende 2005 erschien das Nokia 6233, ein UMTS-Gerät mit Elementen aus Stahl. Es bietet Surround-Sound in hoher Qualität, Video, MP3- und eAAC-Klingeltöne und unterstützt Video-Sharing. Die 2-Megapixel-Kamera mit achtfachem Digitalzoom kann sowohl Fotos mit maximal 1600 × 1200 Bildpunkten als auch Videos mit maximal 640 × 480 Bildpunkten aufzeichnen. Datenübertragung ist mit Bluetooth 2.0+EDR, Infrarot und USB möglich. Das Handy hat ein UKW-Stereo-Radio (ohne RDS) und einen Stereo-Musik-Player für MP3-, MP4-, eAAC+- und AAC-Dateien. Der integrierte Video-Player unterstützt die Formate 3GPP, H.263-Video, MPEG-4 und AMR. Der sieben MB große Speicher lässt sich mit einer microSD-Speicherkarte auf bis zu zwei GB erweitern. Im Softwarepaket enthalten ist u. a. ein Java-basierter E-Mail-Client mit Spam-Filter, Wireless Presenter zur Fernsteuerung von Anwendungen auf einem kompatiblen PC via Bluetooth und drei 3D-Spiele. Das 2-Zoll große QVGA-Display kann 262.144 Farben in einer Bildauflösung von 200 dpi darstellen. Als Betriebssystem verwendet es Series40 in der 3. Generation.
Das Nokia 6234 ist eine Variante des Nokia 6233, welche sich lediglich durch das Gehäuse unterscheidet. So fehlt hier der Edelstahlrahmen des 6233. In Deutschland wird diese Variante ausschließlich als gebrandete Version von Vodafone als Ersatz für das 6233 vertrieben. In der Schweiz wird diese Variante ausschließlich als gebrandete Version von Swisscom-Mobile vertrieben.
Nokia 6250
Das Nokia 6250 ist ein sehr robust gebautes Dualband-Mobiltelefon, das extremen Bedingungen (z. B. den Einsatz auf Baustellen) standhalten soll. Es verfügt über ein Display mit 96 × 60 Pixeln. Nach Angaben von Nokia kann das Gerät einen Fall aus bis zu 3 m Höhe und Eintauchen in Wasser für bis zu 1 Minute in max. 0,5 m Tiefe überstehen. Mit dem verwendeten Akku lässt sich das Nokia 6250 bis zu 336 Stunden in Bereitschaft betreiben, die maximale Sprechzeit beträgt knapp 6 Stunden.

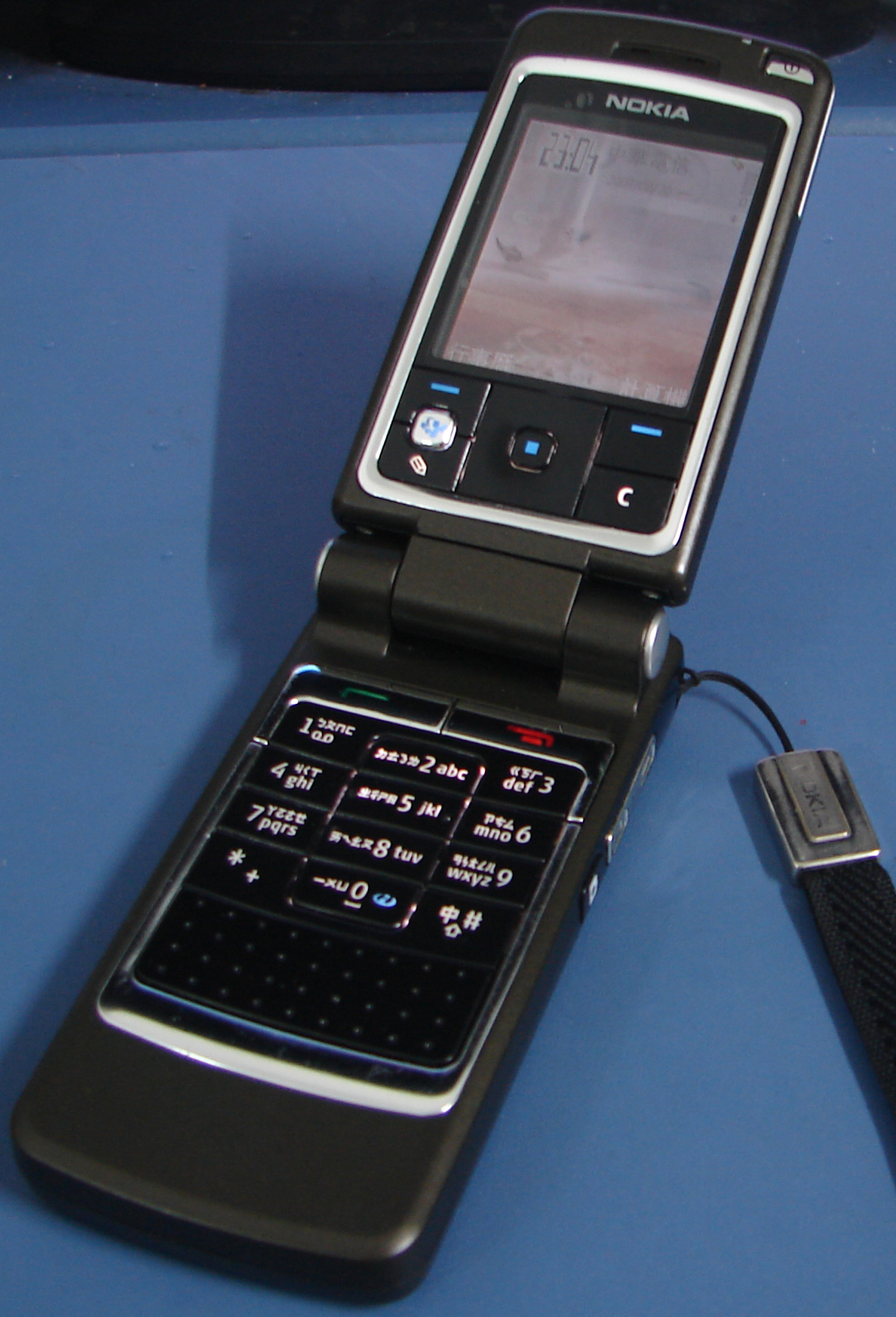
Nokia 6260
Das Nokia 6260 ist ein HSCSD-fähiges Triband-Mobiltelefon, das neben einer 0,3-Megapixel-Kamera, die auch Videos mit 128 × 96 Pixel aufnimmt, über ein UKW-Radio verfügt. Der sechs MByte große interne Speicher lässt sich mittels RS-MMC erweitern. Es verfügt über ein Display mit 176 × 208 Pixeln. Der eingebaute Mediaplayer spielt Videos und Musik in den Formaten MP3, MIDI, MPEG-4, RealMedia und H.263 ab. Die auf dem Mobiltelefon gespeicherten Daten lassen sich über USB 1.1, IrDA und Bluetooth übertragen. Mit dem verwendeten Akku lässt sich das Nokia 140 Stunden in Bereitschaft betreiben, die maximale Sprechzeit beträgt vier Stunden. Als Besonderheit lässt sich das Display sowohl klappen, als auch um 270° drehen („swivel-type“).
Nokia 6267
Das Nokia 6267 ist ein UMTS-Mobiltelefon, das neben einer 2-Megapixel-Kamera, die auch Videos mit 640 × 480 Pixel aufnimmt, über eine Zweitkamera auf der Vorderseite für Videotelefonie verfügt. Der interne Speicher lässt sich mittels microSD-Karten erweitern. Es verfügt über ein Display mit 240 × 320 Pixeln. Der eingebaute Mediaplayer spielt Videos und Musik in den Formaten MP3, AAC, AAC+, WMA, MIDI, WAV, MPEG-4 und H.263 ab. Die auf dem Mobiltelefon gespeicherten Daten lassen sich über USB 1.1 und Bluetooth übertragen. Mit dem verwendeten Akku lässt sich das Nokia 300 Stunden in Bereitschaft betreiben, die maximale Sprechzeit beträgt 6,5 Stunden.
Nokia 6270
Das Nokia 6270 ist abgesehen von der fehlenden Zweitkamera und fehlendem UMTS technisch baugleich mit dem Nokia 6280. Es ist einige Millimeter länger und dadurch ein paar Gramm schwerer. Es hebt sich durch hochwertigere Stereolautsprecher mit 3D-Effekten sowie durch eine mit 128 MB doppelt so große miniSD-Speicherkarte vom Nokia 6280 ab. Durch seine Quadband-Fähigkeit ist es fast weltweit einsetzbar. Es wurde weit weniger häufig verkauft als das Nokia 6280. Die Gründe dafür liegen im relativ geringen Preisunterschied im Vergleich zum mit UMTS ausgestatteten Schwestermodell und darin, dass die Netzprovider das 6270 weit weniger häufig im Sortiment führten.
Nokia 6280/6288

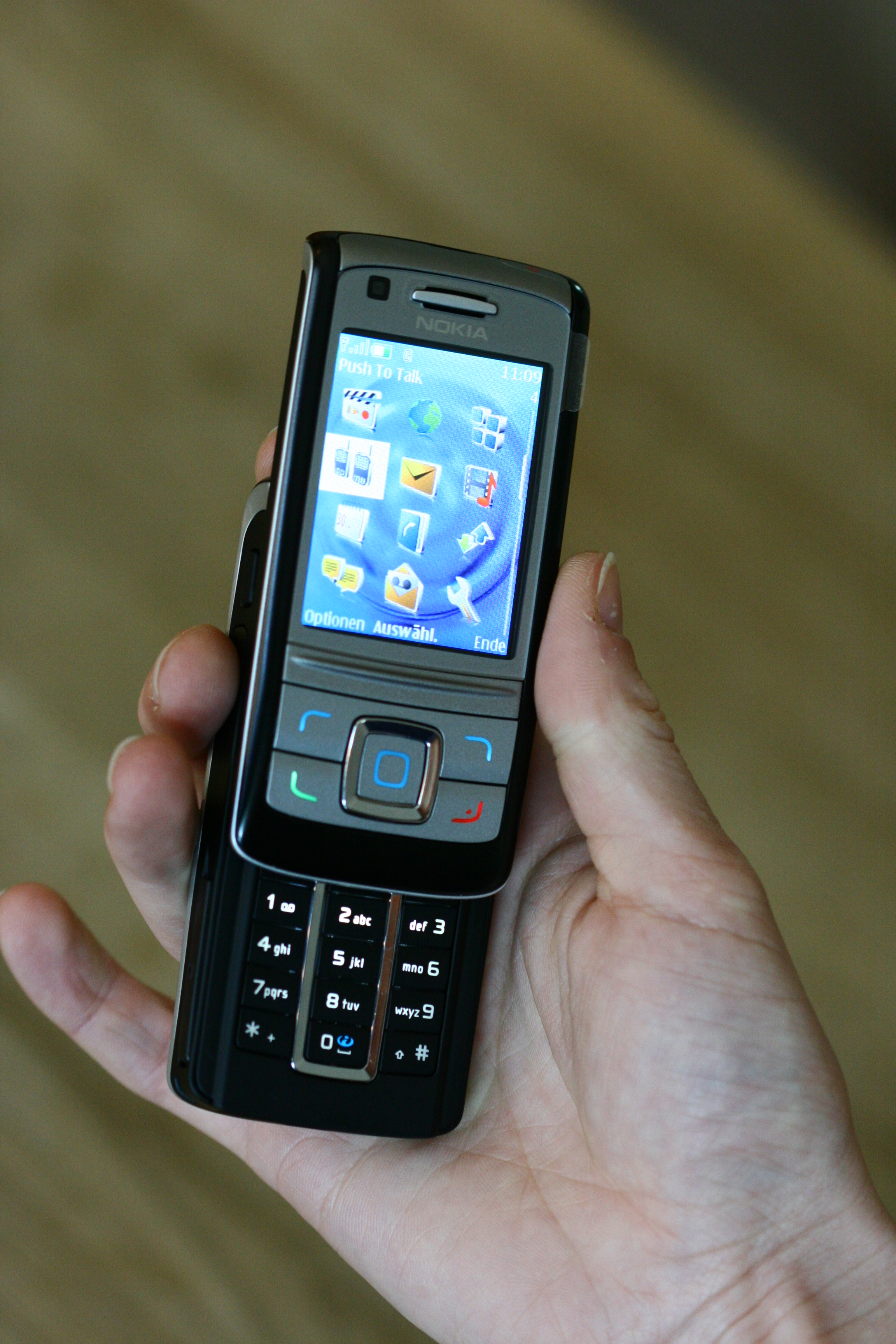
Nokia 6280

Das Nokia 6280 ist ein UMTS-fähiges 1.92 (2)-Megapixel-Kamera-Handy. Es ist mit Triband-Funktion ausgestattet und es eignet sich auch für Videotelefonie. Es verfügt zudem über das SIM Access Profile, Infrarot und Bluetooth 2.0. Die Sliderfunktion war ein Zugeständnis an die stetig steigende Beliebtheit dieser Bauform und der Versuch, verlorenes Terrain wiederzugewinnen. Insbesondere Samsung ist im Slider-Segment seit langem stark vertreten. Die Software ist Series 40, 3. Generation. Durch den mini-SD-Slot kann man das Telefon auf bis zu zwei GB Speicher aufrüsten. Das Nokia 6288, der direkte Nachfolger des 6280, ist im Unterschied zu diesem bereits ab Werk mit einer größeren Speicherkarte (512 MB gegenüber 64 MB) ausgestattet. Zudem ist es mit schwarzem Klavierlack verziert. Die Akkulaufzeit im Stand-by-Betrieb hat sich minimal auf elf statt zehn Tage verbessert. Ebenfalls leicht verändert hat sich die Bedienfront mit einer verschmälerten versilberten Umrandung.
Die aktuelle Softwareversion ist die V06.43 (30-03-07) RM-78.

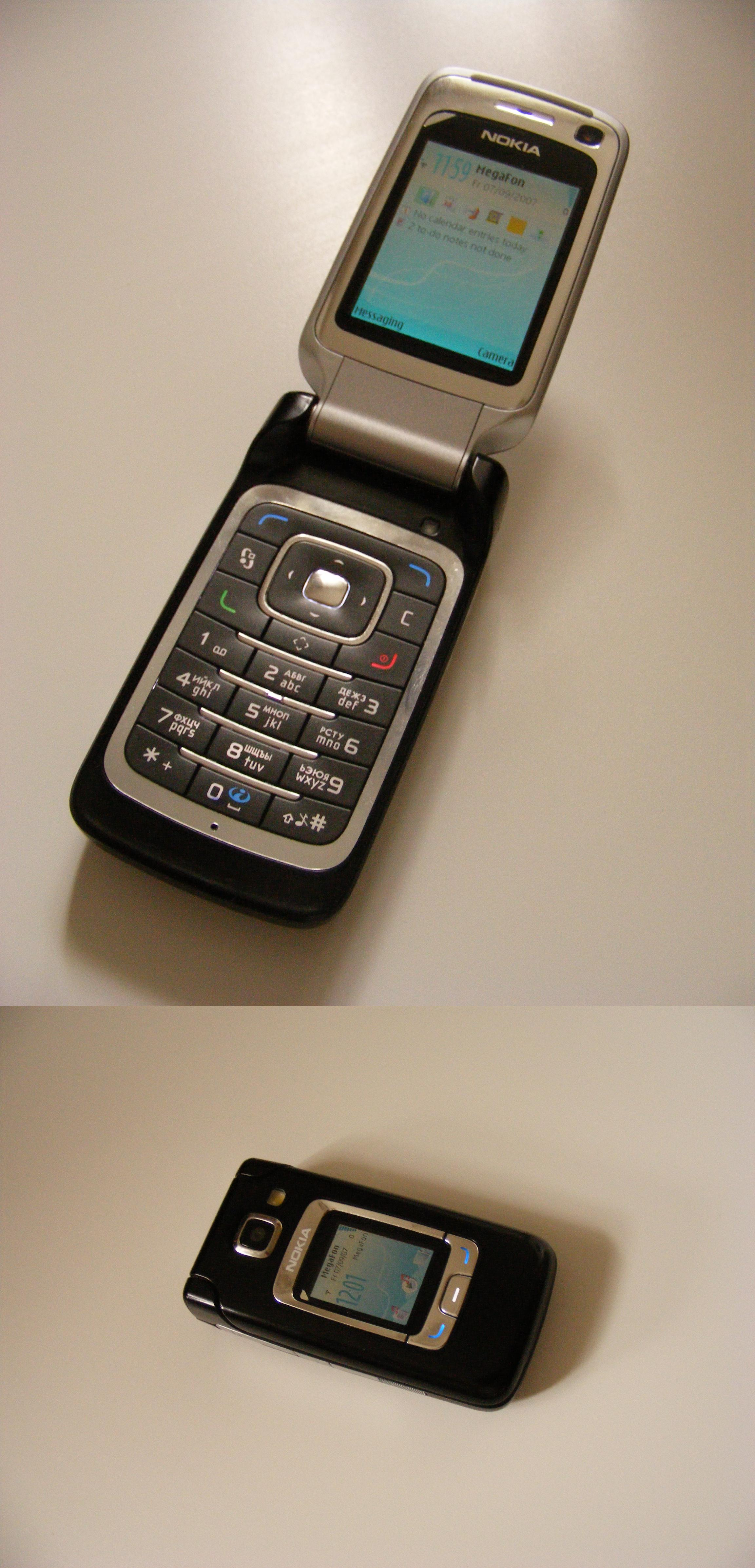
Nokia 6290
Das Nokia 6290 ist ein UMTS-Mobiltelefon, das neben einer 2-Megapixel-Kamera, über eine Zweitkamera auf der Vorderseite für Videotelefonie verfügt. Der 50 MByte große interne Speicher lässt sich mittels microSD-Karten erweitern. Das verwendete Betriebssystem Symbian OS Series 60 3rd Edition wird auf einem Display mit 240 × 320 Pixeln dargestellt. Der eingebaute Mediaplayer spielt Videos und Musik in den Formaten MP3, AAC, eAAC+, M4A, MIDI, MPEG-4 und H.263 ab. Die auf dem Mobiltelefon gespeicherten Daten lassen sich über USB 1.1, IrDA und Bluetooth übertragen. Mit dem verwendeten Akku bleibt das Nokia für bis zu 270 Stunden in Bereitschaft, die maximale Sprechzeit beträgt 3,5 Stunden.

### Nokia 63xx

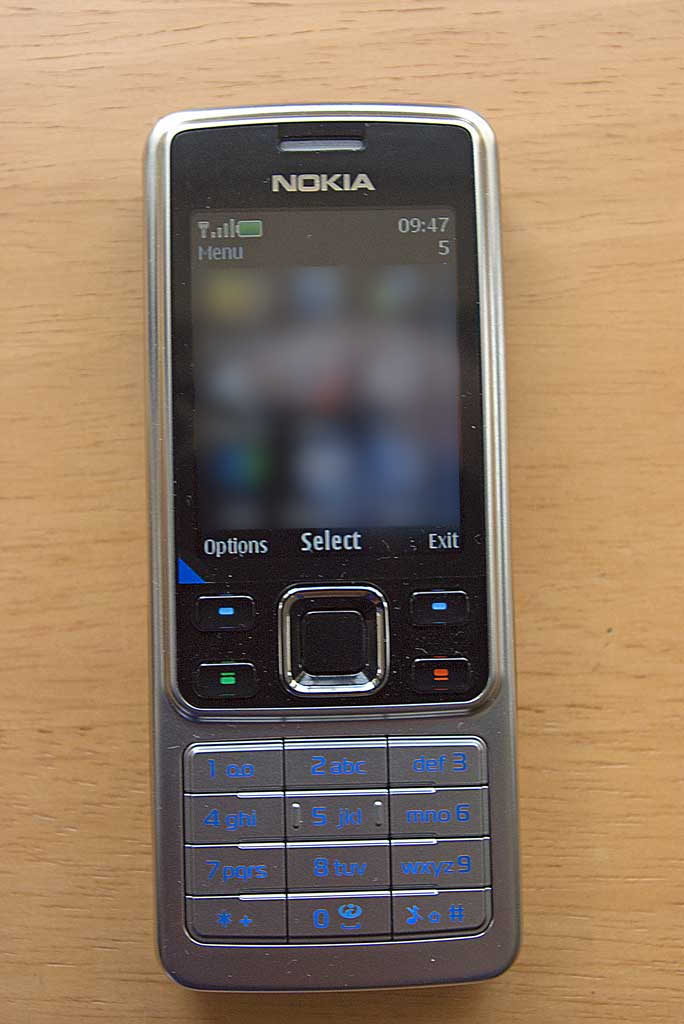
Nokia 6300
Das Nokia 6300 ist ein EDGE-fähiges Triband-Mobiltelefon, das neben einer 2-Megapixel-Kamera über ein UKW-Radio verfügt. Der acht MB große interne Speicher lässt sich mittels einer microSD-Karte auf 2 GB erweitern. Es verfügt über ein Display mit 240 × 320 Pixeln. Der eingebaute Mediaplayer spielt Videos und Musik in den Formaten MP3, AAC, eAAC+, M4A, MIDI, MPEG-4 und H.263 ab. Die auf dem Mobiltelefon gespeicherten Daten lassen sich über USB 1.1 und Bluetooth übertragen. Mit dem verwendeten Akku lässt sich das Nokia bis zu 14,5 Tage in Bereitschaft betreiben. Die maximale Sprechzeit beträgt 3,5 Stunden. Der SAR-Wert liegt bei 0,63 W/kg. Das Gerät wurde in Ungarn und Rumänien hergestellt. Bei einer Spannung von 3,7 V und einer Kapazität von 0,86 Ah enthält der Li-Ionen-Akku eine Energie von ca. 3,2 Wh.
Nokia 6300i
Das Nokia 6300i ist ein EDGE- und WLAN-fähiges Triband-Mobiltelefon, das neben einer 2-Megapixel-Kamera über einen VoIP-Client und ein UKW-Radio verfügt. Als Betriebssystem kommt S40 (5th Edition Feature Pack 1) zum Einsatz. Der 30 MByte große interne Speicher lässt sich mittels einer microSD-Karte auf max. vier GB erweitern. Es verfügt über ein Display mit 240 × 320 Pixeln. Der eingebaute Mediaplayer spielt Videos und Musik in den Formaten MP3, AAC, AAC+, M4A, MIDI, MPEG-4 und H.263 ab. Die auf dem Mobiltelefon gespeicherten Daten lassen sich über USB und Bluetooth übertragen. Mit dem verwendeten Akku lässt sich das Nokia bis zu 14 Tage in Bereitschaft betreiben, die maximale Sprechzeit beträgt 3,5 Stunden. Eine 512 MB große Speicherkarte ist im Lieferumfang enthalten, welche Nokia Maps 2.0 – eine Navigations- und Routensoftware – enthält.
Nokia 6301
Das Nokia 6301 ist ein EDGE-fähiges Triband-Mobiltelefon, das neben einer 2-Megapixel-Kamera, die auch Videos mit 176 × 144 Pixel aufnimmt, über WLAN nach dem 802.11g-Standard verfügt. Der 30 MByte große interne Speicher lässt sich mittels einer microSD-Karte erweitern. Es verfügt über ein Display mit 320 × 240 Pixeln. Der eingebaute Mediaplayer spielt Videos und Musik in den Formaten MP3, AAC, eAAC+, MPEG-4 und H.263 ab. Die auf dem Mobiltelefon gespeicherten Daten lassen sich über USB 1.1 und Bluetooth übertragen. Mit dem verwendeten Akku lässt sich das Nokia 336 Stunden in Bereitschaft betreiben (100 Stunden im UMA-Modus), die maximale Sprechzeit beträgt 3,5 bzw. 3 Stunden.
Nokia 6303 classic
Das Nokia 6303 classic ist ein Triband-Handy mit einem QVGA-Display (Diagonale von 5,6 cm). Ausgestattet ist es mit einer 3,2-Megapixel-Kamera mit LED-Blitz, mit einer Bluetooth-Schnittstelle und einem microSD-Slot, mit dem es um bis zu 4 GB Speicher erweitert werden kann. Es verfügt des Weiteren neben einem 32 MB großen dynamischen Speicher über einen zusätzlichen internen Flash-Speicher mit einer Kapazität von 64 MB. Obwohl das Gerät nicht über einen GPS-Empfänger verfügt, ist es serienmäßig mit Nokia Maps ausgestattet. Zudem befindet sich auch der Browser Opera Mini auf diesem Gerät.
Nokia 6310/6310i

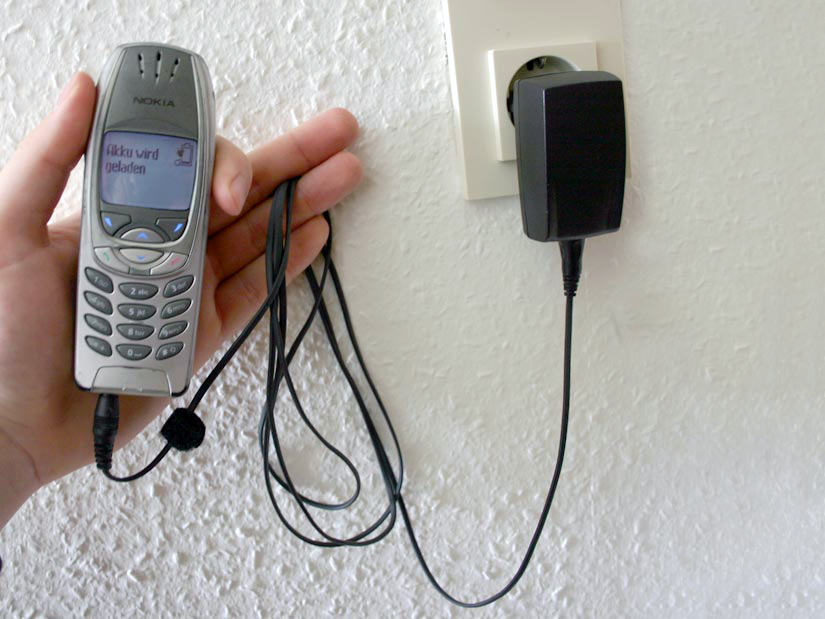
Nokia 6310i am Netzgerät

Das Nokia 6310 kann als Nachfolger des Nokia 6210 betrachtet werden.
Das Gerät verfügte neben einem großen internen Speicher über GPRS, Bluetooth und den von Nokia entwickelten Standard HSCSD.
Aufgrund seiner hohen Popularität erhielt dieses Modell durch das Nokia 6310i ein Update. Die Neuerungen beim Nokia 6310i waren die blaue Hintergrundbeleuchtung, Triband-Funktion (900/1800/1900 MHz) und die Unterstützung von Java-Anwendungen. Das SIM Access Profile wird allerdings nicht unterstützt. Mit der Triband-Funktion holte Nokia somit den Trend nach, den Motorola mit dem Motorola Timeport setzte.
Genau wie das Nokia 6210 ist das Nokia 6310 zubehörkompatibel zum Nokia 6110. Damit konnte z. B. eine Kfz-Freisprecheinrichtung über drei Handygenerationen unverändert weiterverwendet werden. Einen kompatiblen Nachfolger zum Nokia 6310 gibt es derzeit bei Nokia nicht, da ab den nachfolgenden Baureihen Nokia den Pop-Port einführte, eine Art Standard-Schnittstelle für alle Nokia-Geräte.
Wenn überhaupt, dann könnten das Nokia 6220 und Nokia 6230 als Nachfolger gesehen werden, die aber eine deutlich geringere Größe haben. Von der Bauart und der Ausrichtung als Business-Gerät ist eher das E50 aus den Nokia Eseries als Nachfolger des Nokia 6310 anzusehen.

### Nokia 65xx
Nokia 6500 classic/slide
Das Nokia 6500 gehört zu einer neuen Produktgeneration, die in der Nseries mit Multimediafunktionen gemachten Erfahrungen zusammen mit modernen Designelementen in einem Telefon der mittleren Preisklasse umsetzen. Neu ist, dass das Telefon in zwei Versionen herausgebracht wird: als klassische, nur 0,95 cm dünne Kompaktversion und als Silder-Version.
Während die classic-Version über ein GB internen Speicher und eine 2-Megapixel-Kamera verfügt, ist es beim slide möglich, zusätzlich zum 20 MB großen internen Speicher bis zu vier GB große microSD-Speicherkarten einzusetzen und enthält eine 3,2-Megapixel-Kamera. Beide Geräte unterstützen Quadband-GSM sowie Dual-Mode-UMTS, haben 2-Zoll-Displays mit 16,7 Mio. Farben und haben eine von den Nseries-Geräten bekannte Micro-USB-Schnittstelle zur Verbindung mit anderen Geräten.
Nokia 6510
Das Nokia 6510 ist baugleich mit dem Nokia 8310, jedoch mit einem etwas höher auflösendem (blauen) Display und etwas geringerem Gewicht. Außerdem ist es weniger auffällig als das Nokia 8310 mit seiner weißen Displaybeleuchtung, was der Kundschaft gefiel – es wurde um ein Vielfaches häufiger verkauft. Durch das höher aufgelöste Display war im Gegensatz zum Nokia 8310 eine Monatsansicht im Kalender möglich, was den Business-Kunden entgegenkam. Trotz des besseren Displays wurde es günstiger angeboten als das Nokia 8310.
Nokia 6555
Das Nokia 6555 ist ein UMTS-Mobiltelefon, das mit einer 1,3-Megapixel-Kamera, die auch Videos mit 174 × 144 Pixel aufnimmt, ausgestattet ist und über ein Display mit 240 × 320 Pixeln verfügt. Der eingebaute Mediaplayer spielt Videos und Musik in der Formaten MP3, AAC, WMA, WAV, MIDI, 3gp, MPEG-4 und H.263 ab. Der interne Speicher mit einer Größe von 30 MByte lässt sich mittels microSD-Karten erweitern. Die auf dem Mobiltelefon gespeicherten Daten lassen sich über USB 1.1 und Bluetooth übertragen. Mit dem mitgelieferten Akku lässt sich das Nokia 280 Stunden in Bereitschaft betreiben, die maximale Sprechzeit beträgt sechs Stunden.

### Nokia 66xx

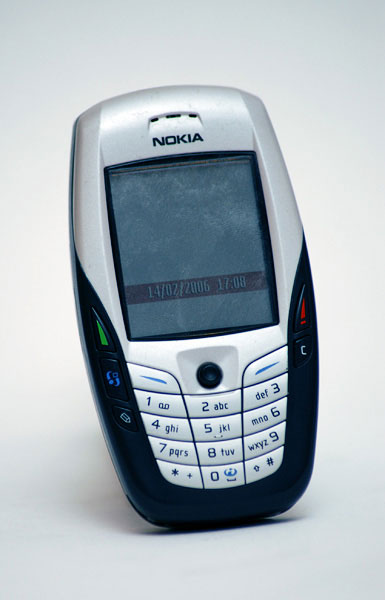
Nokia 6600
Das Business-Handy Nokia 6600 war durch das Symbian-Betriebssystem und das Display von 176 × 208 Pixeln bei 65.536 Farben ein Gerät der Spitzenklasse. Durch das rundliche Design war das Gerät größer, vor allem breiter als übliche Modelle. Die technische Ausstattung war bemerkenswert: Bluetooth, Infrarot, ext. Speicherkarte (unter dem Akku), Symbian-Series 60-Software, E-Mail-Programm, XHTML-Browser, sechs MB interner Speicher und Platz für 1000 Adressbucheinträge. Außerdem hatte es eine integrierte VGA-Kamera.

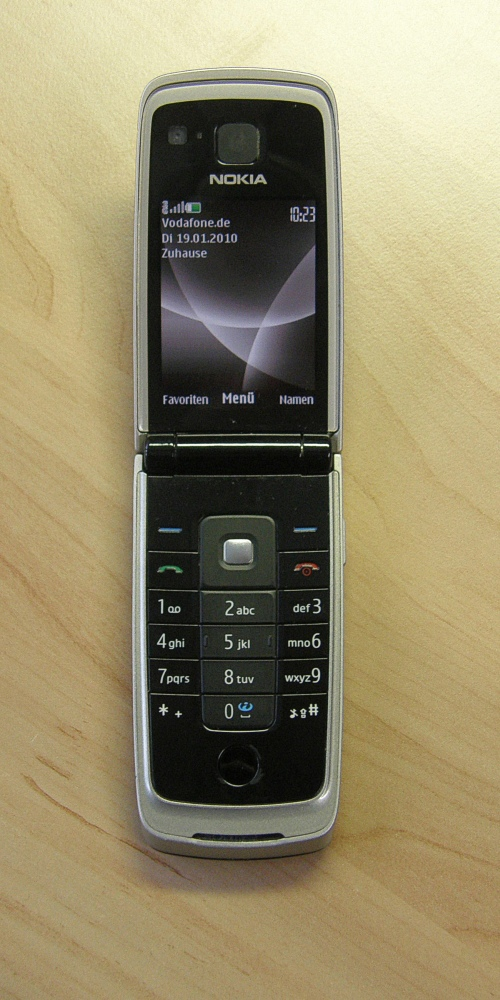
Nokia 6600 fold
Das Nokia 6600 fold ist ein Quadband-UMTS-Mobiltelefon, das neben einer 2-Megapixel-Kamera, die auch Videos mit 640 × 480 Pixel aufnimmt, über ein UKW-Radio verfügt. Der 18 MByte große interne Speicher lässt sich mit microSD-Karten um maximal vier GByte erweitern. Es verfügt über ein Display mit 240 × 320 Pixeln. Der eingebaute Mediaplayer spielt Videos und Musik in den Formaten MP3, M4A, WMA, MIDI, 3gp, MPEG-4 und H.263 ab. Die auf dem Mobiltelefon gespeicherten Daten lassen sich über USB 1.1 und Bluetooth übertragen. Mit dem verwendeten Akku lässt sich das Nokia 156 Stunden in Bereitschaft betreiben, die maximale Sprechzeit beträgt vier Stunden.
Nokia 6600 slide
Das Nokia 6600 slide ist ein Quadband-UMTS-Mobiltelefon, das neben einer 3-Megapixel-Autofokus-Kamera, die auch Videos mit 640 × 480 Pixel aufnimmt, über ein UKW-Radio verfügt. Der 18 MByte große interne Speicher lässt sich mit microSD-Karten um maximal vier GByte erweitern. Es verfügt über ein Display mit 240 × 320 Pixeln. Der eingebaute Mediaplayer spielt Videos und Musik in den Formaten MP3, M4A, WMA, MIDI, 3gp, MPEG-4 und H.263 ab. Die auf dem Mobiltelefon gespeicherten Daten lassen sich über USB 1.1 und Bluetooth übertragen. Mit dem verwendeten Akku lässt sich das Nokia 348 Stunden in Bereitschaft betreiben, die maximale Sprechzeit beträgt vier Stunden.

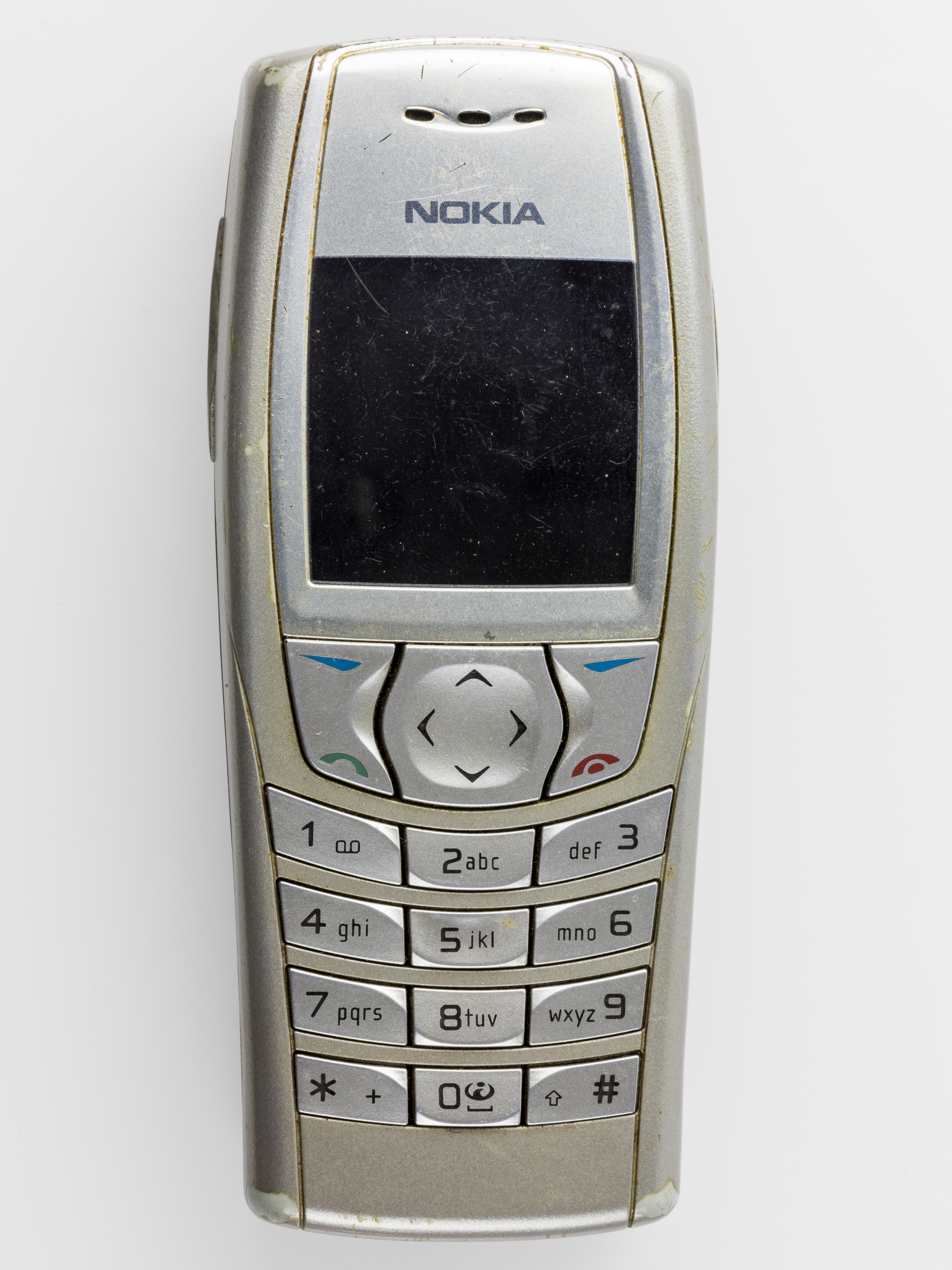
Nokia 6610
Das Modell Nokia 6610 war eines der ersten Nokia-Businesshandys mit Farbdisplay und bot eine große Anzahl an Funktionen. Neben dem für die diese Kategorie obligatorischen großen internen Speicher gab es eine MMS-Funktion, Anrufprofile, polyphone Klingeltöne, GPRS, HSCSD, eine integrierte Freisprech-Einrichtung und ein UKW-Radio, sowie viele gestalterische Möglichkeiten, wie farbige Bildschirmhintergründe und Bildschirmschoner. Mit dieser Modellserie führte Nokia den Pop-Port ein, einen allgemeingültigen Standard zum Anschluss externer Geräte wie z. B. Headsets und als Schnittstelle für das Datenkabel zum Anschluss an einen Computer.

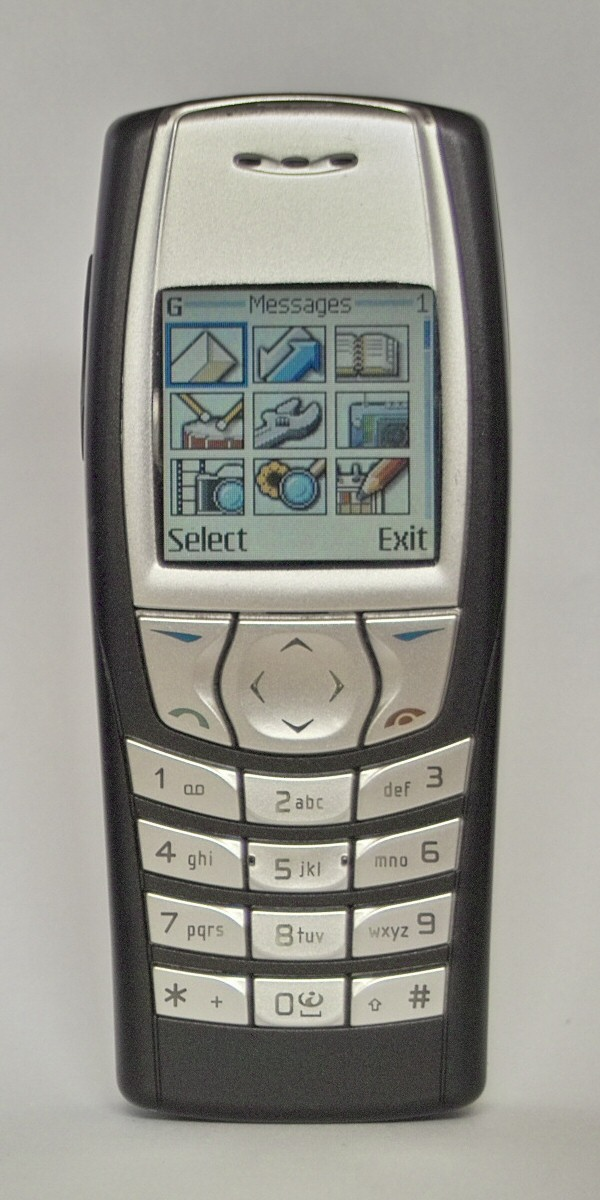
Nokia 6610i
Um das erfolgreiche 6610 den Kundenwünschen anzupassen, brachte Nokia eine Variante mit integrierter CIF-Kamera (0,1 MP) auf den Markt. Zuvor musste für Fotoaufnahmen eine externe Kamera angeschlossen werden. Die Hardware ist aus Kostengründen mit dem 7250i identisch.

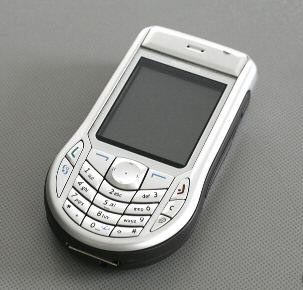
Nokia 6630
Das Nokia 6630 ist eines der ersten UMTS-Mobiltelefone der Firma Nokia. Neben einer 1,3-Megapixel-Kamera, die auch Videos mit 174 × 144 Pixel aufnimmt, und dem Betriebssystem Symbian OS mit S60-Benutzeroberfläche kann man mit diesem Handy auch Word- oder Excel-Dateien öffnen und lesen. Ferner ist es auch möglich mit diesem Modell Videotelefonie zu betreiben, benötigt aber ein stationäres Kamera-Cradle als Zubehör, da eine Kamera auf der Displayseite fehlt. Der eingebaute Mediaplayer spielt Videos und Musik in der Formaten RealMedia, MP3, AAC, MPEG-4 und H.263 ab. Der interne Speicher mit einer Größe von zehn MByte lässt sich mittels RS-MMC DV erweitern. Die auf dem Mobiltelefon gespeicherten Daten lassen sich über USB 1.1 und Bluetooth übertragen. Mit dem mitgelieferten Li-Ion-Akku lässt sich das Nokia 260 Stunden in Bereitschaft betreiben, die maximale Sprechzeit beträgt drei Stunden.

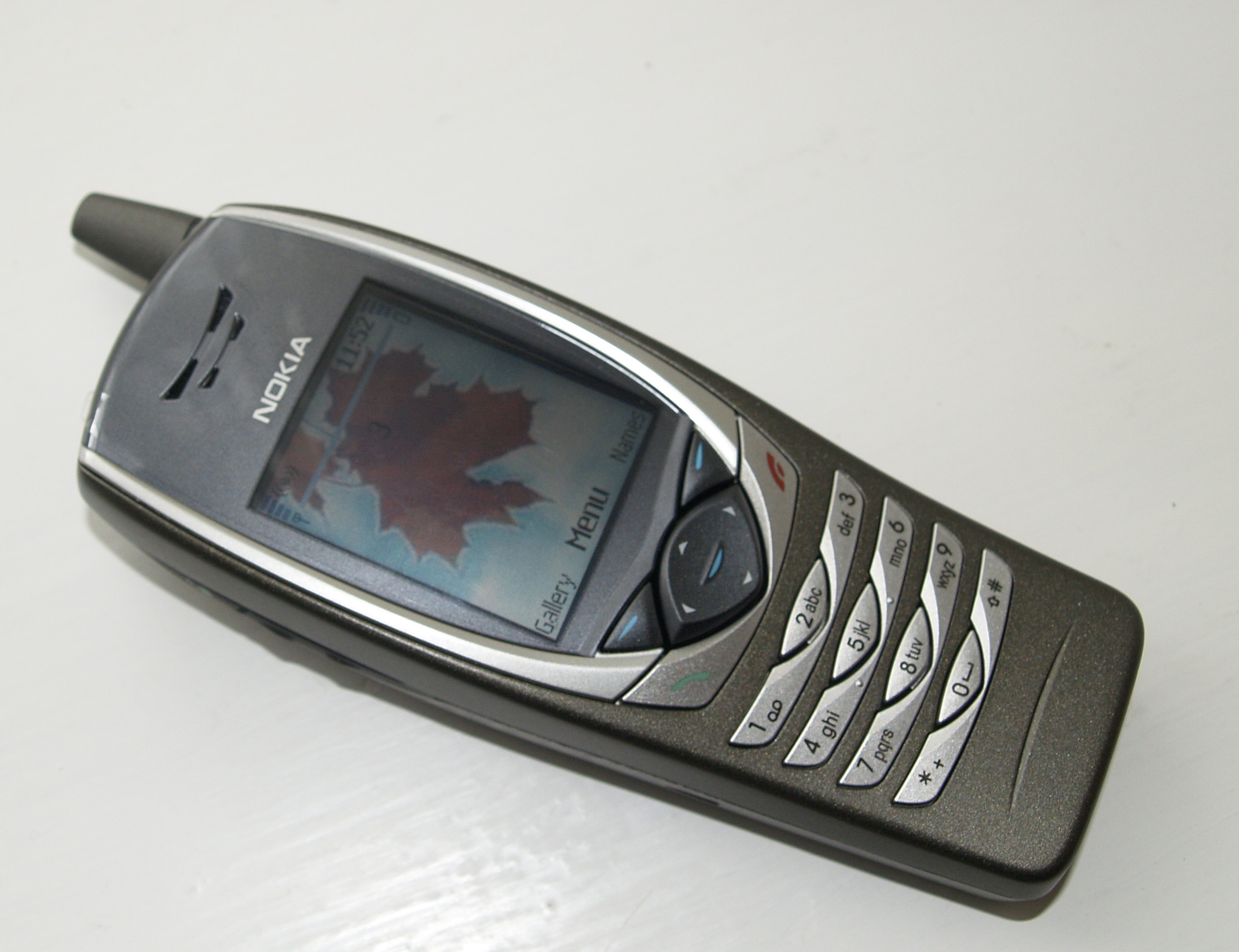
Nokia 6650
Das Nokia 6650 war das erste UMTS-Mobiltelefon von Nokia. Es verfügt über eine 0,3-Megapixel-Kamera, die auch Videos mit 128 × 96 Pixel aufnimmt. Der sieben MByte große interne Speicher lässt sich nicht erweitern. Es verfügt über ein Display mit 128 × 160 Pixeln. Der eingebaute Mediaplayer spielt Videos und Musik in den Formaten MIDI, 3GPP, MPEG-4 und H.263 ab. Die auf dem Mobiltelefon gespeicherten Daten lassen sich über USB 1.1, IrDA und Bluetooth übertragen. Mit dem mitgelieferten Akku lässt sich das Nokia 330 Stunden in Bereitschaft betreiben, die maximale Sprechzeit beträgt 2,7 Stunden.
Nokia 6650 (T-Mobile)
Das Nokia 6650 von T-Mobile ist ein EDGE-fähiges Quadband-Mobiltelefon von Nokia. Neben einer 2-Megapixel-Kamera, verfügt es auch über einen UKW-Empfänger. Der 40 MByte große interne Speicher lässt sich mit microSD-Karten erweitern. Es verfügt über ein Display mit 320 × 240 Pixeln. Der eingebaute Mediaplayer spielt Videos und Musik in den Formaten MP3, M4A, WAV, MIDI, 3GP, MPEG-4 und H.263 ab. Die auf dem Mobiltelefon gespeicherten Daten lassen sich über USB und Bluetooth übertragen. Mit dem mitgelieferten Akku lässt sich das Nokia 350 Stunden in Bereitschaft betreiben, die maximale Sprechzeit beträgt sechs Stunden.

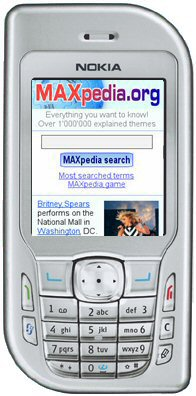
Nokia 6670
Das Nokia 6670 ist ein Triband-Mobiltelefon, das über eine 1-Megapixel-Kamera und eine Speicherkartenerweiterung für RS-MMC verfügt, mit der sich der acht MByte große interne Speicher erweitern lässt. Es verfügt über ein Display mit 176 × 208 Pixeln und wird mit dem Betriebssystem Symbian OS (S60) betrieben. Der eingebaute Mediaplayer spielt Videos und Musik in den Formaten MP3, AAC, WAV, RealMedia, MPEG-4, 3GPP und H.263 ab. Die auf dem Mobiltelefon gespeicherten Daten lassen sich über USB 1.1 und Bluetooth übertragen. Mit dem verwendeten Akku lässt sich das Nokia 240 Stunden in Bereitschaft betreiben, die maximale Sprechzeit beträgt vier Stunden.

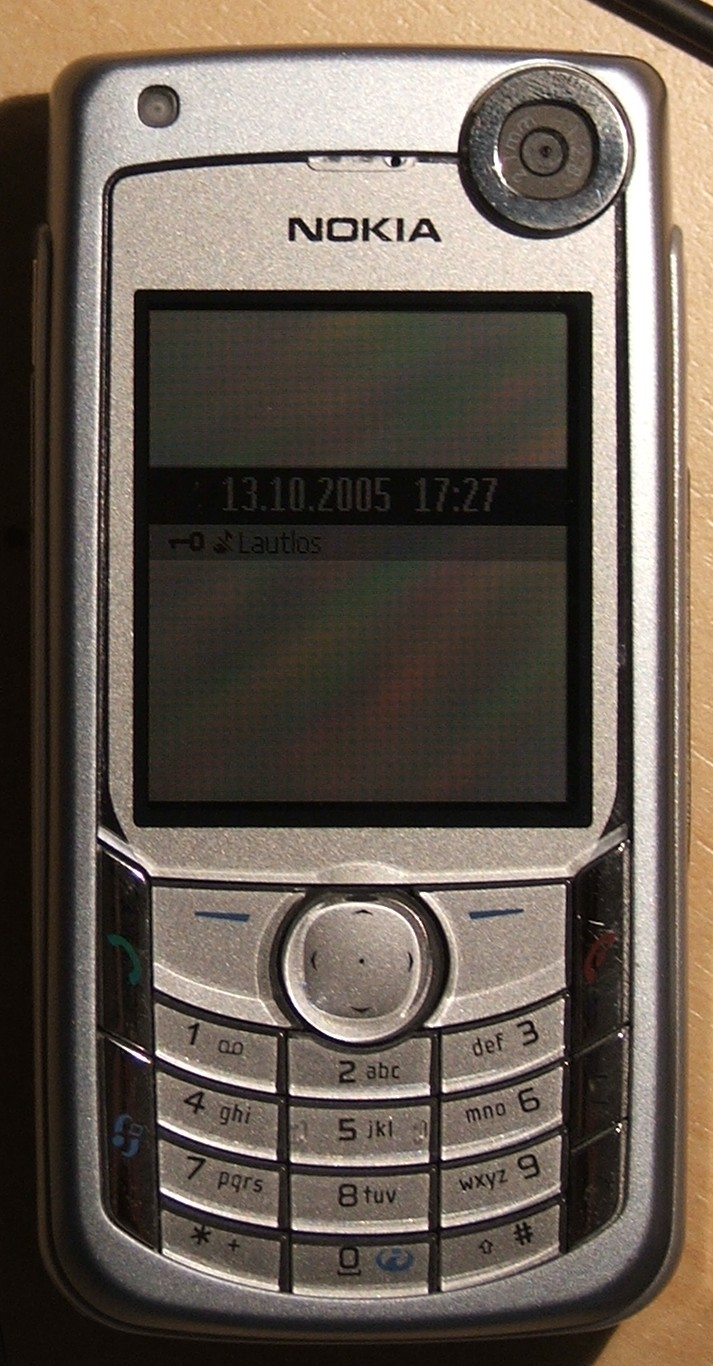
Nokia 6680
Das Nokia 6680 verfügt neben UMTS über eine 1,3-Megapixel-Kamera mit Fotoleuchte auf der Rückseite, die auch Videos mit 176 × 144 Pixel aufnimmt, eine 0,3-Megapixel-Kamera auf der Vorderseite (für Videotelefonie) und eine Speicherkartenerweiterung für DV-RS-MMC-Karten, mit der sich der zehn MByte große interne Speicher erweitern lässt. Es verfügt über ein Display mit 176 × 208 Pixeln und wird mit dem Betriebssystem Symbian OS Version 8.0 (S60) betrieben. Der eingebaute Mediaplayer spielt Videos und Musik in den Formaten MP3, AAC, WAV, RealMedia, MPEG-4, 3GPP und H.263 ab. Die auf dem Mobiltelefon gespeicherten Daten lassen sich über USB 1.1 und Bluetooth übertragen. Mit dem verwendeten Akku lässt sich das Nokia 260 Stunden in Bereitschaft betreiben, die maximale Sprechzeit beträgt sechs Stunden.

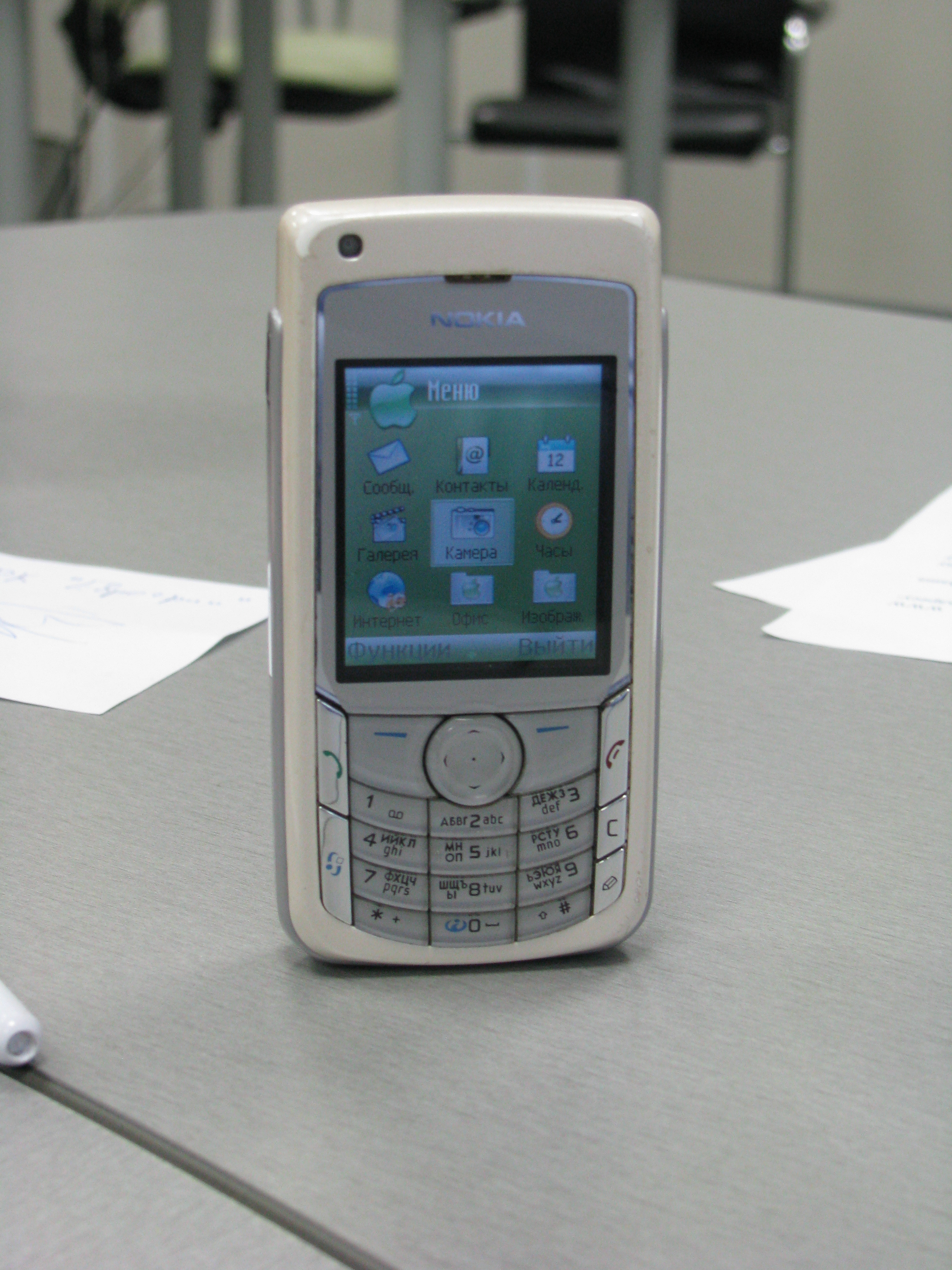
Nokia 6681
Das Nokia 6681 ist ein EDGE-fähiges Triband-Mobiltelefon, das über eine 1,3-Megapixel-Kamera, die auch Videos mit 176 × 144 Pixel aufnimmt, und eine Speicherkartenerweiterung für RS-MMC verfügt, mit der sich der acht MByte große interne Speicher erweitern lässt. Es verfügt über ein Display mit 176 × 208 Pixeln und wird mit dem Betriebssystem Symbian OS (S60) betrieben. Der eingebaute Mediaplayer spielt Videos und Musik in den Formaten MP3, AAC, MIDI, RealMedia, MPEG-4 und H.263 ab. Die auf dem Mobiltelefon gespeicherten Daten lassen sich über USB 1.1 und Bluetooth übertragen. Mit dem verwendeten Akku lässt sich das Nokia 260 Stunden in Bereitschaft betreiben, die maximale Sprechzeit beträgt sechs Stunden.

### Nokia 67xx
Nokia 6700 classic

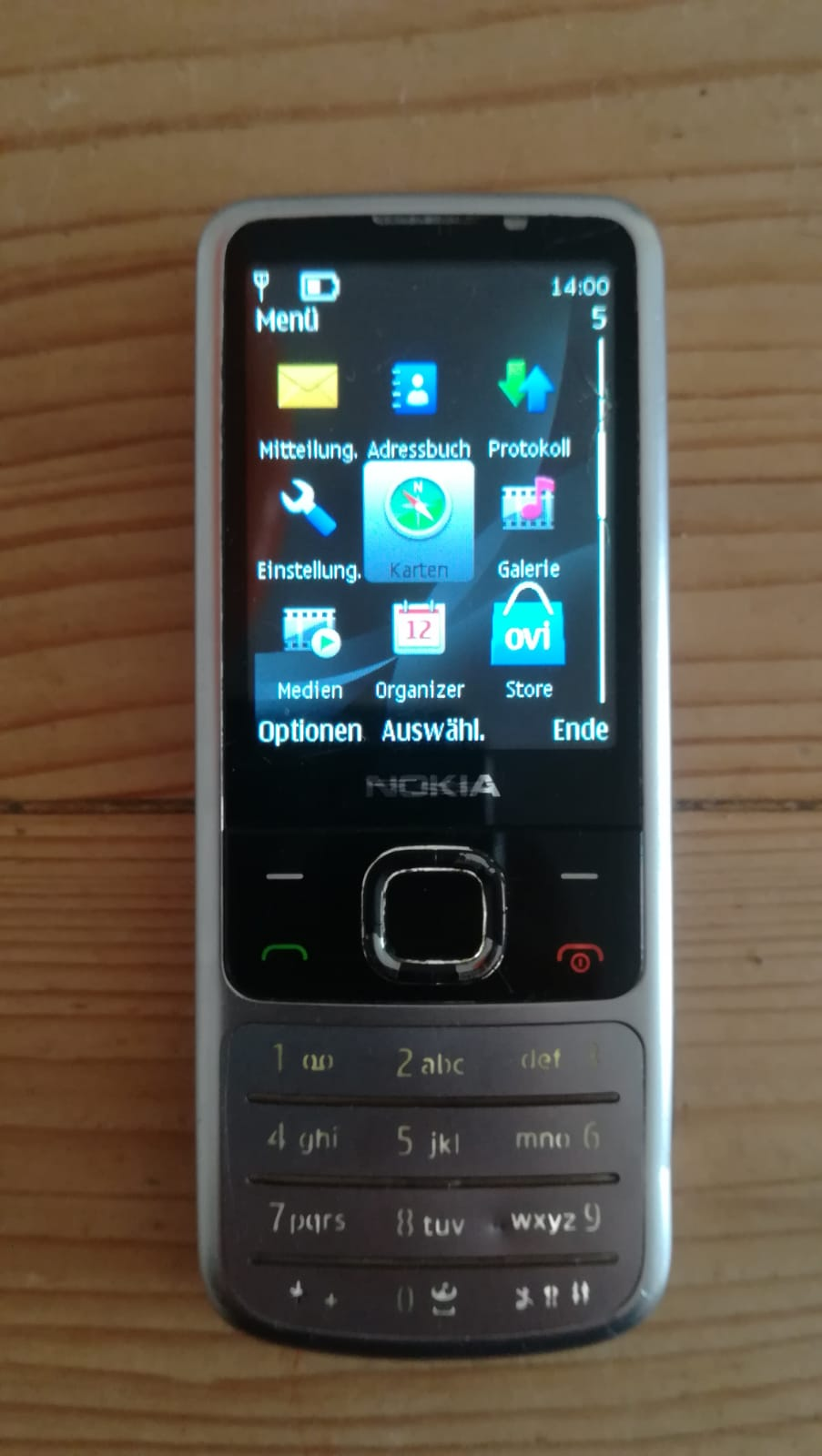
Nokia 6700 Classic - Chrome Silver

Das Nokia 6700 classic ist ein UMTS-Handy, das auch HSDPA und HSUPA beherrscht. Es verfügt über ein 5,6 cm großes QVGA-Display, Bluetooth, A-GPS und hat eine Kamera mit 5 Megapixeln Auflösung und integriertem LED-Blitz. Der interne Speicher ist 170 MB groß und kann mittels microSD-Karte um bis zu 32 GB erweitert werden.
Nokia 6710 Navigator
Das Nokia 6710 Navigator ist ein UMTS-Handy zum aufschieben, das auch HSDPA, HSUPA und WLAN beherrscht und einen GPS-Empfänger besitzt. Des Weiteren ist das Gerät mit Bluetooth 2.0, einem Micro-USB-Anschluss, der USB 2.0 beherrscht und über das das Gerät auch geladen werden kann und einen 3,5-mm-AV-Buchse für den Anschluss von handelsüblichen Kopfhörern ausgestattet. Zudem hat das Handy ein QVGA-Display mit einer Diagonale von 6,6 cm und eine Kamera mit 5 Megapixel, LED-Blitz und Carl-Zeiss-Optik. Der 50 MB große interne Speicher kann mittels microSD-Karten um bis zu 16 GB (2-GB-Karte im Lieferumfang enthalten) erweitert werden. Der Akku mit einer Kapazität von 950 mAh ermöglicht laut Hersteller eine Stand-by-Zeit von 450 Stunden im GSM- und UMTS-Netz. Softwaremäßig ist das Gerät nun mit dem neuen Nokia Maps 3.0 ausgestattet.
Nokia 6720 classic
Das Nokia 6720 classic ist ein UMTS-Handy in Barrenform, das auch HSDPA sowie HSUPA beherrscht und einen GPS-Empfänger integriert hat. Wie fast alle neuen Geräte von Nokia ist es nun auch über den integrierten micro-USB-Anschluss, der USB 2.0 beherrscht, aufladbar und besitzt eine 3.5-mm-AV-Buchse und unterstützt Bluetooth 2.0. Das QVGA-Display hat eine Diagonale von 5,6 cm und die integrierte Kamera hat eine Auflösung von 5 Megapixel, einen LED-Blitz und eine Carl-Zeiss-Optik. Der nur etwa 45 MB große interne Speicher kann mittels microSD-Karten um bis zu 16 GB (1-GB-Karte im Lieferumfang enthalten) erweitert werden. Der integrierte Akku hat eine Kapazität von 1050 mAh und ermöglicht laut Hersteller eine Stand-by-Zeit von 500 Stunden in GSM- und UMTS-Netzen.

### Nokia 68xx
Nokia 6800
Das Nokia 6800 ist ein HSCSD-fähiges Dualband-Mobiltelefon, das neben einem UKW-Radio, im aufgeklappten Zustand über eine QWERTZ-Tastatur verfügt. Es verfügt über ein Display mit 128 × 128 Pixeln. Der vier MByte große interne Speicher lässt sich nicht erweitern. Die auf dem Mobiltelefon gespeicherten Daten lassen sich über USB 1.1 und IrDA übertragen. Mit dem verwendeten Akku lässt sich das Nokia 360 Stunden in Bereitschaft betreiben, die maximale Sprechzeit beträgt sieben Stunden.

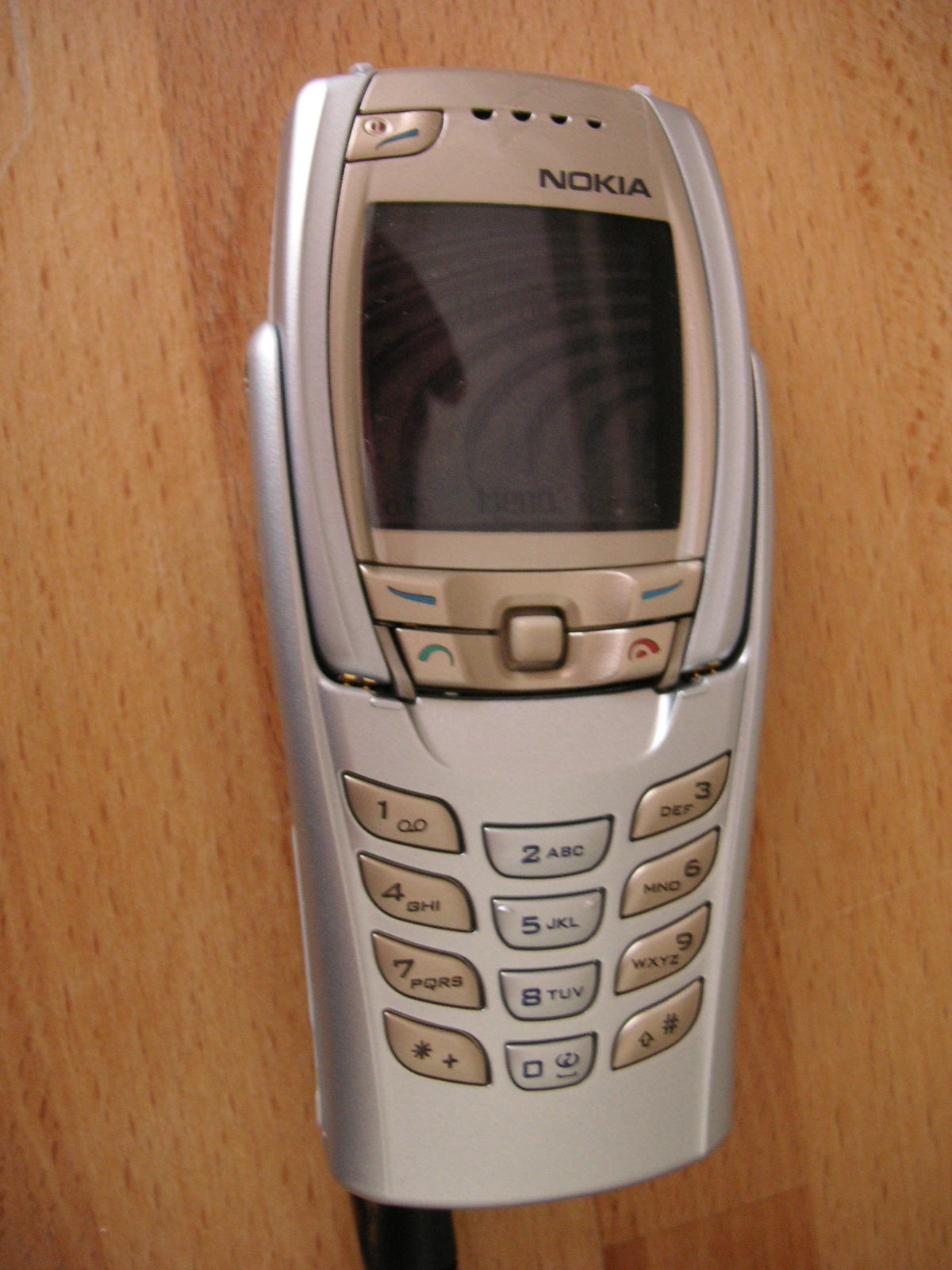
Nokia 6810
Das Nokia 6810 ist ein EDGE-fähiges Triband-Mobiltelefon, das neben einem UKW-Radio, im aufgeklappten Zustand über eine QWERTZ-Tastatur verfügt. Es verfügt über ein Display mit 128 × 128 Pixeln. Der 3,5 MByte große interne Speicher lässt sich nicht erweitern. Die auf dem Mobiltelefon gespeicherten Daten lassen sich über USB 1.1, IrDA und Bluetooth übertragen. Mit dem verwendeten Akku lässt sich das Nokia 360 Stunden in Bereitschaft betreiben, die maximale Sprechzeit beträgt sechs Stunden.

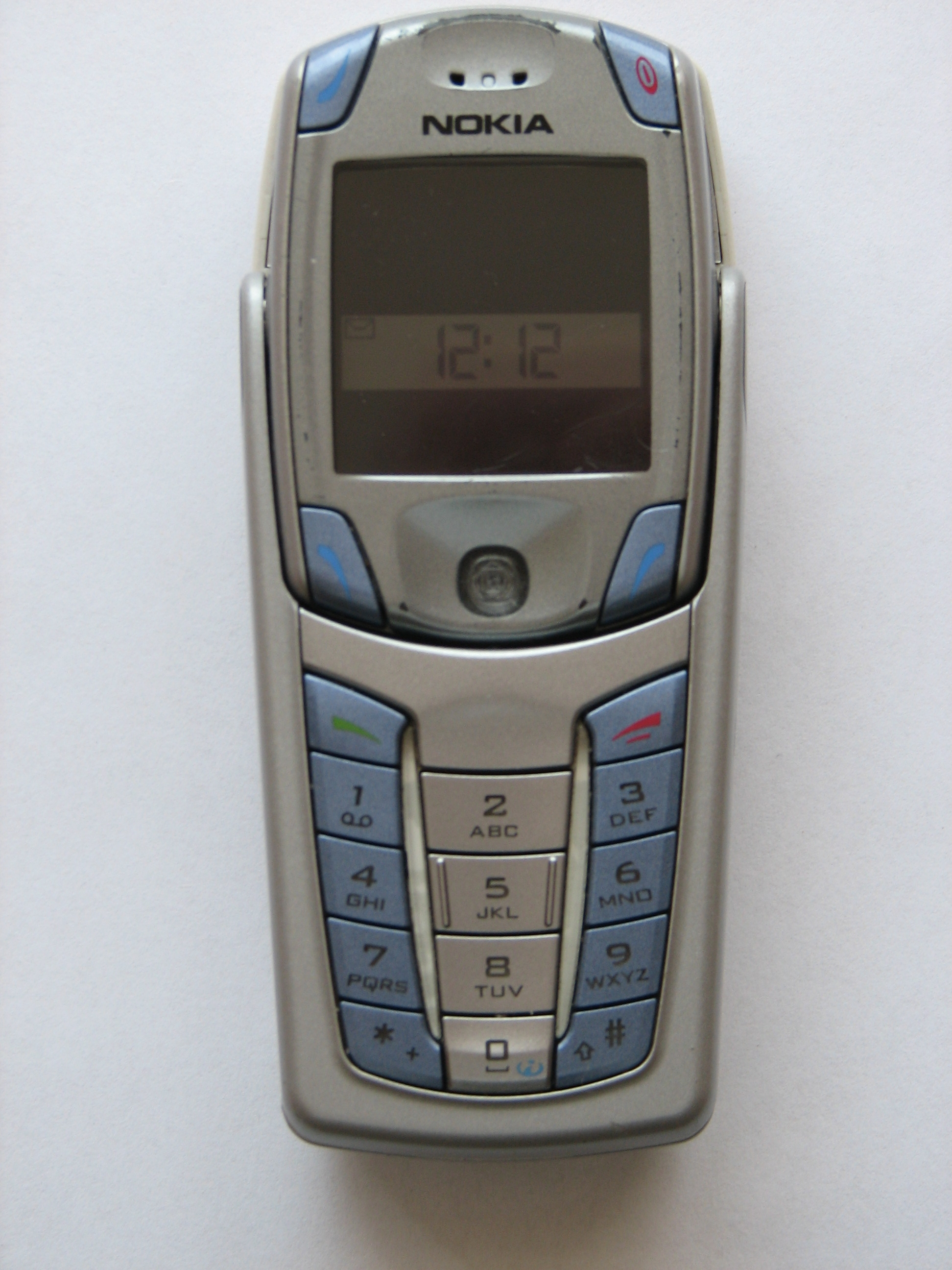
Nokia 6820
Das Nokia 6820 ist ein EDGE-fähiges Triband-Mobiltelefon, das neben einer 0,1-Megapixel-Kamera, die auch Videos mit 128 × 96 Pixel aufnimmt, im aufgeklappten Zustand über eine QWERTZ-Tastatur verfügt. Es verfügt über ein Display mit 128 × 128 Pixeln. Der 3,5 MByte große interne Speicher lässt sich nicht erweitern. Der eingebaute Mediaplayer spielt Videos und Musik in den Formaten MIDI, MPEG-4 und H.263 ab. Die auf dem Mobiltelefon gespeicherten Daten lassen sich über USB 1.1, IrDA und Bluetooth übertragen. Mit dem verwendeten Akku lässt sich das Nokia 240 Stunden in Bereitschaft betreiben, die maximale Sprechzeit beträgt sieben Stunden.
Nokia 6822
Das Nokia 6822 ist ein EDGE-fähiges Triband-Mobiltelefon, das neben einer 0,3-Megapixel-Kamera, die auch Videos mit 128 × 96 Pixel aufnimmt, im aufgeklappten Zustand über eine QWERTZ-Tastatur verfügt. Es verfügt über ein Display mit 128 × 128 Pixeln. Der 3,5 MByte große interne Speicher lässt sich nicht erweitern. Der eingebaute Mediaplayer spielt Videos und Musik in den Formaten MIDI, MPEG-4 und H.263 ab. Die auf dem Mobiltelefon gespeicherten Daten lassen sich über USB 1.1, IrDA und Bluetooth übertragen. Mit dem verwendeten Akku lässt sich das Nokia 330 Stunden in Bereitschaft betreiben, die maximale Sprechzeit beträgt acht Stunden.

## Nokia 7xxx

### Nokia 70xx
Nokia 7070 Prism
Das Nokia 7070 Prism ist ein EDGE-fähiges Dualband-Mobiltelefon. Der elf MByte große interne Speicher lässt sich nicht erweitern. Es verfügt über ein Display mit 128 × 160 Pixeln. Mit dem verwendeten Akku lässt sich das Nokia 480 Stunden lang in Bereitschaft betreiben, die maximal Sprechzeit beträgt fünf Stunden.

### Nokia 71xx
Nokia 7110
Das Nokia 7110 besitzt ein – für das Erscheinungsjahr 1999 – großes Display mit 96 × 65 Bildpunkten sowie ein vertikales Scrollrad, das das „Surfen“ im Internet sehr vereinfachte – es ist das weltweit erste Handy mit einem WAP-Browser.

### Nokia 72xx
Nokia 7200
Das Nokia 7200 ist ein EDGE-fähiges Dualband-Mobiltelefon, das über eine 0,3-Megapixel-Kamera, die auch Videos mit 128 × 96 Pixel aufnimmt, und einen vier MByte großen internen Speicher verfügt, der sich nicht erweitern lässt. Es verfügt über ein Display mit 128 × 128 Pixeln. Der eingebaute Mediaplayer spielt Videos und Musik in den Formaten MIDI, MPEG-4 und H.263 ab. Die auf dem Mobiltelefon gespeicherten Daten lassen sich über USB 1.1 und IrDA übertragen. Mit dem verwendeten Akku lässt sich das Nokia 300 Stunden in Bereitschaft betreiben, die maximale Sprechzeit beträgt fünf Stunden.
Nokia 7210
Dieses Handy ist eng verwandt mit dem Nokia 6100 und Nokia 6610 und besitzt auch dieselben technischen Spezifikationen, abgesehen von etwas abgeänderter Software. Das Design ist eigenwillig und farbig, was die Bedienung erheblich erschwerte. Die Tasten liegen sehr eng beieinander, das 4-Wege-Steuerkreuz ist für große Hände schwer zu bedienen.
Nokia 7210 Supernova
Das Nokia 7210 Supernova ist ein EDGE-fähiges Triband-Mobiltelefon, das über eine 2-Megapixel-Kamera, die auch Videos mit 176 × 144 Pixel aufnimmt, verfügt. Der 30 MByte große interne Speicher lässt sich mit microSD-Karten um maximal zwei GByte erweitern. Es verfügt über ein Display mit 240 × 320 Pixeln. Der eingebaute Mediaplayer spielt Videos und Musik in den Formaten MP3, M4A, 3gp und H.263 ab. Die auf dem Mobiltelefon gespeicherten Daten lassen sich über USB 1.1 und Bluetooth übertragen. Mit dem verwendeten Akku lässt sich das Nokia 240 Stunden in Bereitschaft betreiben, die maximale Sprechzeit beträgt drei Stunden.
Nokia 7250
Das Nokia 7250 ist technisch sowie auch optisch mit dem Nokia 7210 verwandt und besitzt eine Kamera mit der Auflösung von 352 × 288 Pixeln, was für das Erscheinungsjahr sehr selten und ansonsten nur im Ericsson T68 zu finden war. Der nicht erweiterbare interne Speicher beträgt 5,2 MB. Der Nachfolger Nokia 7250i unterscheidet sich nur durch eine veränderte Software.

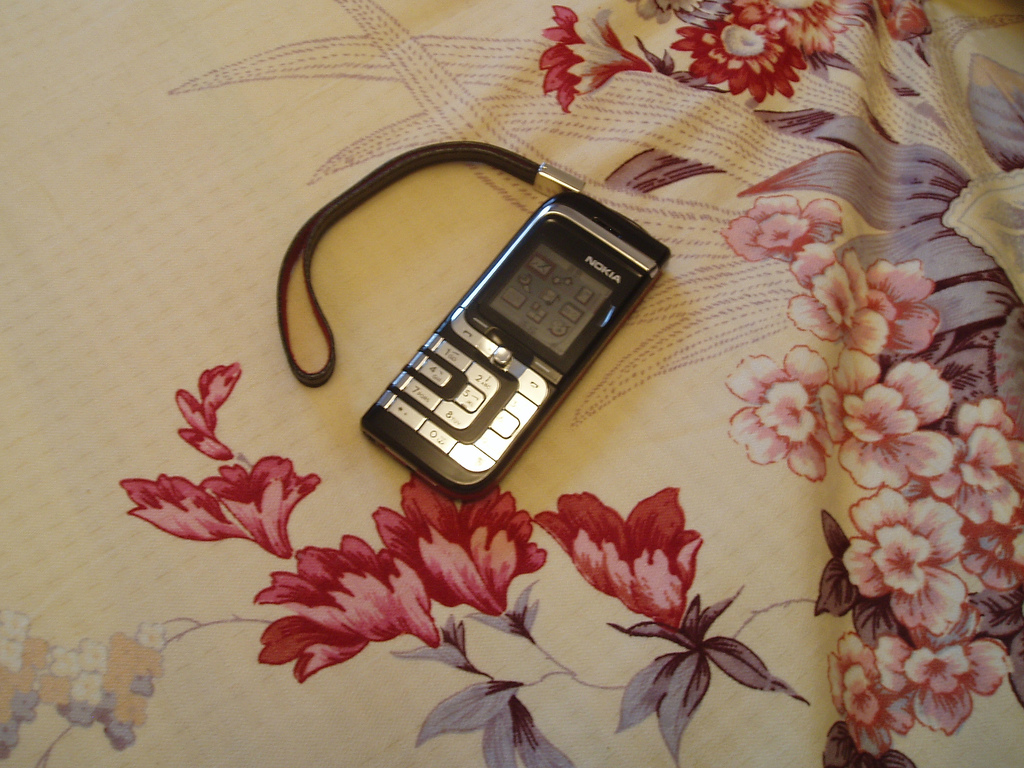
Nokia 7260
Das Nokia 7260 ist ein EDGE-fähiges Triband-Mobiltelefon, das über eine 0,3-Megapixel-Kamera, die auch Videos mit 128 × 96 Pixel aufnimmt, und einen vier MByte großen internen Speicher verfügt, der sich nicht erweitern lässt. Es verfügt über ein Display mit 128 × 128 Pixeln. Der eingebaute Mediaplayer spielt Videos und Musik in den Formaten MIDI, MPEG-4 und H.263 ab. Die auf dem Mobiltelefon gespeicherten Daten lassen sich über USB 1.1 und IrDA übertragen. Mit dem verwendeten Akku lässt sich das Nokia 350 Stunden in Bereitschaft betreiben, die maximale Sprechzeit beträgt drei Stunden.
Nokia 7270
Das Nokia 7270 ist ein EDGE-fähiges Triband-Mobiltelefon, das über eine 0,3-Megapixel-Kamera, die auch Videos mit 128 × 96 Pixel aufnimmt, und einen 21 MByte großen internen Speicher verfügt, der sich nicht erweitern lässt. Es verfügt über ein Display mit 128 × 168 Pixeln. Der eingebaute Mediaplayer spielt Videos und Musik in den Formaten MIDI, MPEG-4 und H.263 ab. Die auf dem Mobiltelefon gespeicherten Daten lassen sich über USB 1.1 und IrDA übertragen. Mit dem verwendeten Akku lässt sich das Nokia 270 Stunden in Bereitschaft betreiben, die maximale Sprechzeit beträgt vier Stunden.

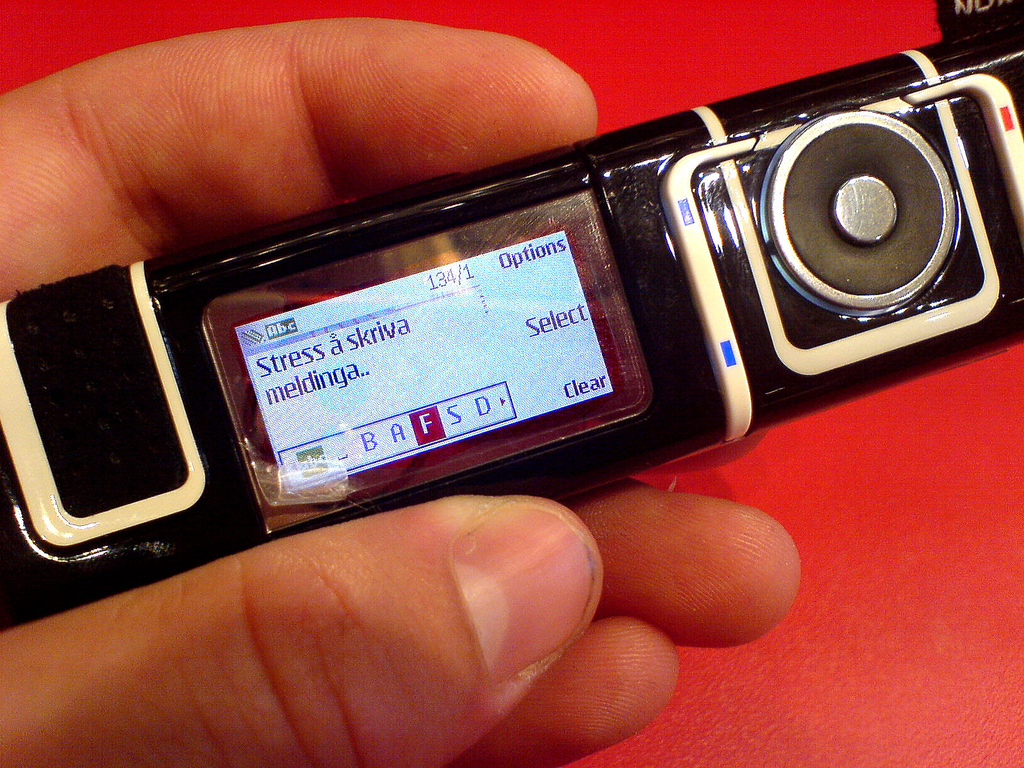
Nokia 7280
Das Nokia 7280 ist ein EDGE-fähiges Triband-Mobiltelefon, das über eine 0,3-Megapixel-Kamera, die auch Videos mit 128 × 96 Pixel aufnimmt, und einen 50 MByte großen internen Speicher verfügt, der sich nicht erweitern lässt. Es verfügt über ein Display mit 104 × 208 Pixeln. Die auf dem Mobiltelefon gespeicherten Daten lassen sich über IrDA und Bluetooth übertragen. Mit dem fest eingebauten Akku lässt sich das Nokia 240 Stunden in Bereitschaft betreiben, die maximale Sprechzeit beträgt drei Stunden. Das Gerät ist ausschließlich über das Naviwheel bedienbar. Zahlen bzw. Buchstaben werden durch Drehen des Rades gewählt und durch Druck auf die Taste in der Mitte übernommen.

### Nokia 73xx
Nokia 7310 Supernova
Das Nokia 7310 Supernova ist ein EDGE-fähiges Quadband-Mobiltelefon, das neben einer 2-Megapixel-Kamera, die auch Videos mit 176 × 144 Pixel aufnimmt, über ein UKW-Radio verfügt. Der 32 MByte große interne Speicher lässt sich mit microSD-Karten um maximal vier GByte erweitern. Es verfügt über ein 2 Zoll großes Display mit 240 × 320 Pixeln. Der eingebaute Mediaplayer spielt Videos und Musik in den Formaten MP3, M4A, WMA, 3gp und H.263 ab. Die auf dem Mobiltelefon gespeicherten Daten lassen sich über USB 1.1 und Bluetooth übertragen. Mit dem verwendeten Akku lässt sich das Nokia 300 Stunden in Bereitschaft betreiben, die maximale Sprechzeit beträgt vier Stunden.

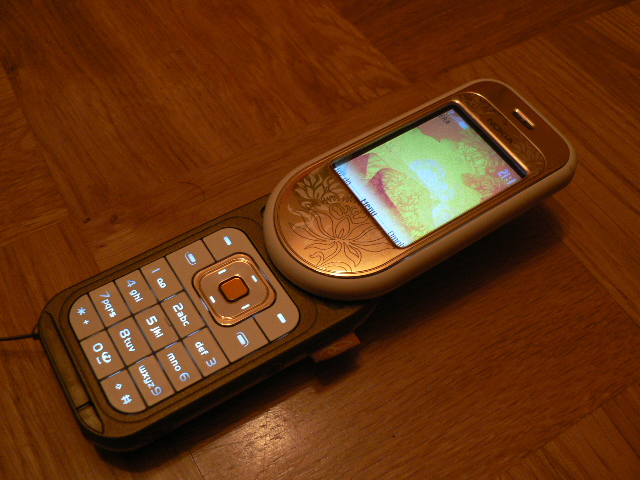
Nokia 7370
Das Nokia 7370 ist ein 2006 erschienenes Design-Handy aus Nokias L’Amour-Collection. Das Modell zeichnet sich rein äußerlich durch einen Taschenmesser-ähnlichen Mechanismus zur Freigabe der Tastatur sowie edel anmutende Elemente aus Leder, Stoff und Metall aus. Die Kamera und der nicht erweiterbare interne Speicher waren mit 1,3 Megapixel und zehn MB nicht auf letztem technischen Stand.
Die Schwestermodelle sind das Nokia 7360 und das Nokia 7380. Das Triplet wurde mit den Modellen Nokia 7373, Nokia 7390 und einem veränderten Nokia 7360 in der zweiten Generation der LAmour-Collection weiterentwickelt, die auch technisch leistungsfähiger und flexibler sind.

### Nokia 75xx

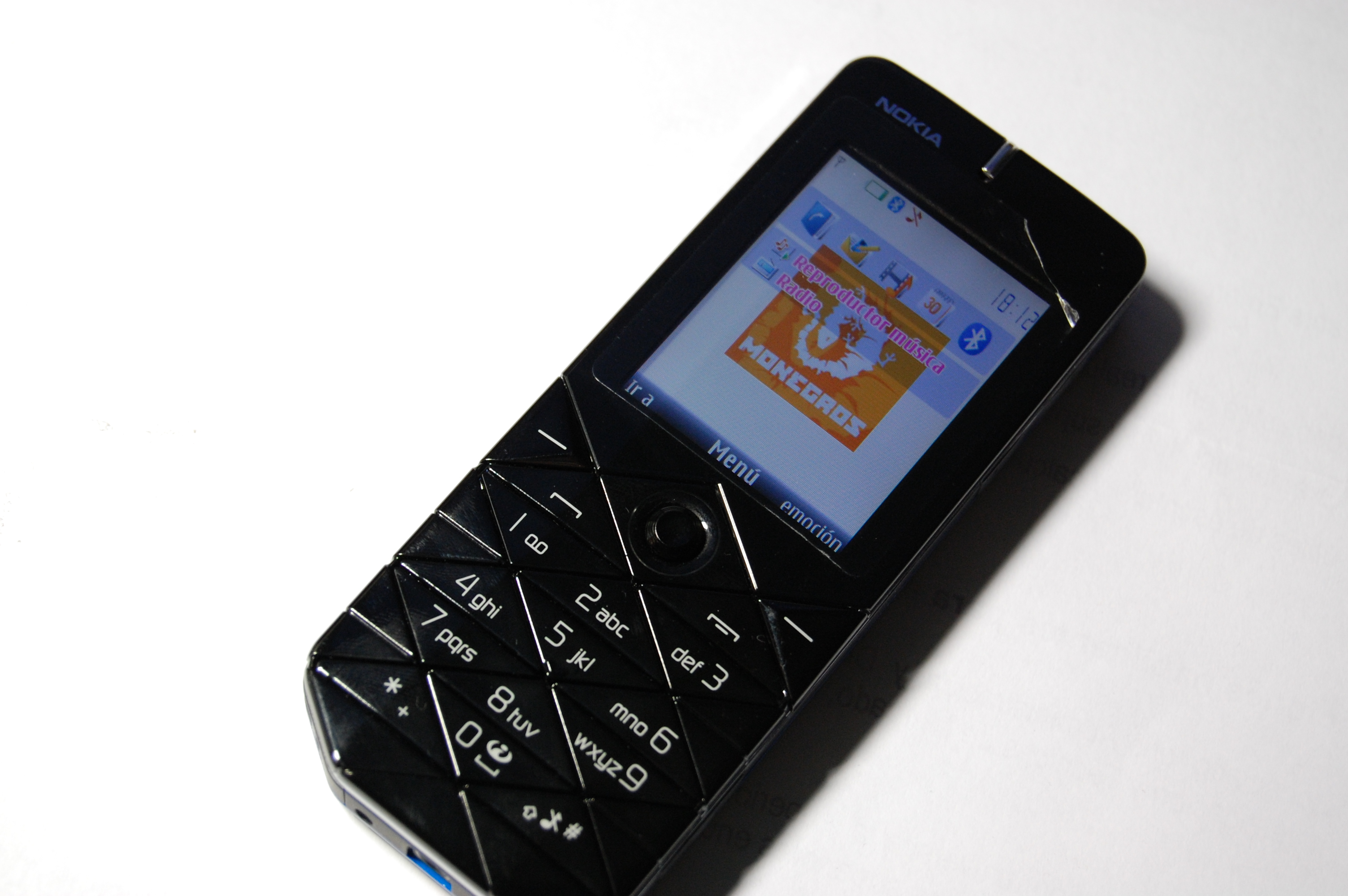
Nokia 7500 Prism
Das Nokia 7500 ist ein Triband-Mobiltelefon, das über eine 2-Megapixel-Kamera, die auch Videos mit 177 × 144 Pixel aufnimmt, und einen 512 MByte großen internen Speicher verfügt, der sich mit microSD-Karten erweitern lässt. Es verfügt über ein Display mit 240 × 320 Pixeln. Der eingebaute Mediaplayer spielt Videos und Musik in den Formaten MP3, AAC, eAAC+ und WMA ab. Die auf dem Mobiltelefon gespeicherten Daten lassen sich über USB 2.0 und Bluetooth übertragen. Mit dem verwendeten Akku lässt sich das Nokia 240 Stunden in Bereitschaft betreiben, die maximale Sprechzeit beträgt 2,8 Stunden. Das Prism zeichnete sich durch eine farblich frei wählbare Tastaturbeleuchtung aus, die beim Einschalten des Gerätes pulsierte.
Nokia 7510 Supernova
Das Nokia 7510 Supernova ist ein EDGE-fähiges Quadband-Mobiltelefon, das neben einer 2-Megapixel-Kamera, die auch Videos mit 640 × 480 Pixel aufnimmt, über ein UKW-Radio verfügt. Der 25 MByte große interne Speicher lässt sich mit microSD-Karten um maximal acht GByte erweitern (eine 512 MB große Karte ist im Lieferumfang enthalten). Es verfügt über ein 2,2 Zoll großes Display mit 240 × 320 Pixeln. Der eingebaute Mediaplayer spielt Videos und Musik in den Formaten MP3, M4A, WMA, 3gp, H.263 und MPEG-4 ab. Die auf dem Mobiltelefon gespeicherten Daten lassen sich über USB 1.1 und Bluetooth übertragen. Mit dem verwendeten Akku lässt sich das Nokia 300 Stunden in Bereitschaft betreiben, die maximale Sprechzeit beträgt sechs Stunden.

### Nokia 76xx
Nokia 7600
Das Nokia 7600 ist ein UMTS-Mobiltelefon, das über eine 0,3-Megapixel-Kamera, die auch Videos mit 128 × 96 Pixel aufnimmt, und einen 29 MByte großen internen Speicher verfügt, der sich nicht erweitern lässt. Es verfügt über ein Display mit 128 × 160 Pixeln. Der eingebaute Mediaplayer spielt Videos und Musik in den Formaten MP3, AAC, MIDI, MPEG-4 und H.263 ab. Die auf dem Mobiltelefon gespeicherten Daten lassen sich über USB 1.1, IrDA und Bluetooth übertragen. Mit dem verwendeten Akku lässt sich das Nokia 300 Stunden in Bereitschaft betreiben, die maximale Sprechzeit beträgt vier Stunden.

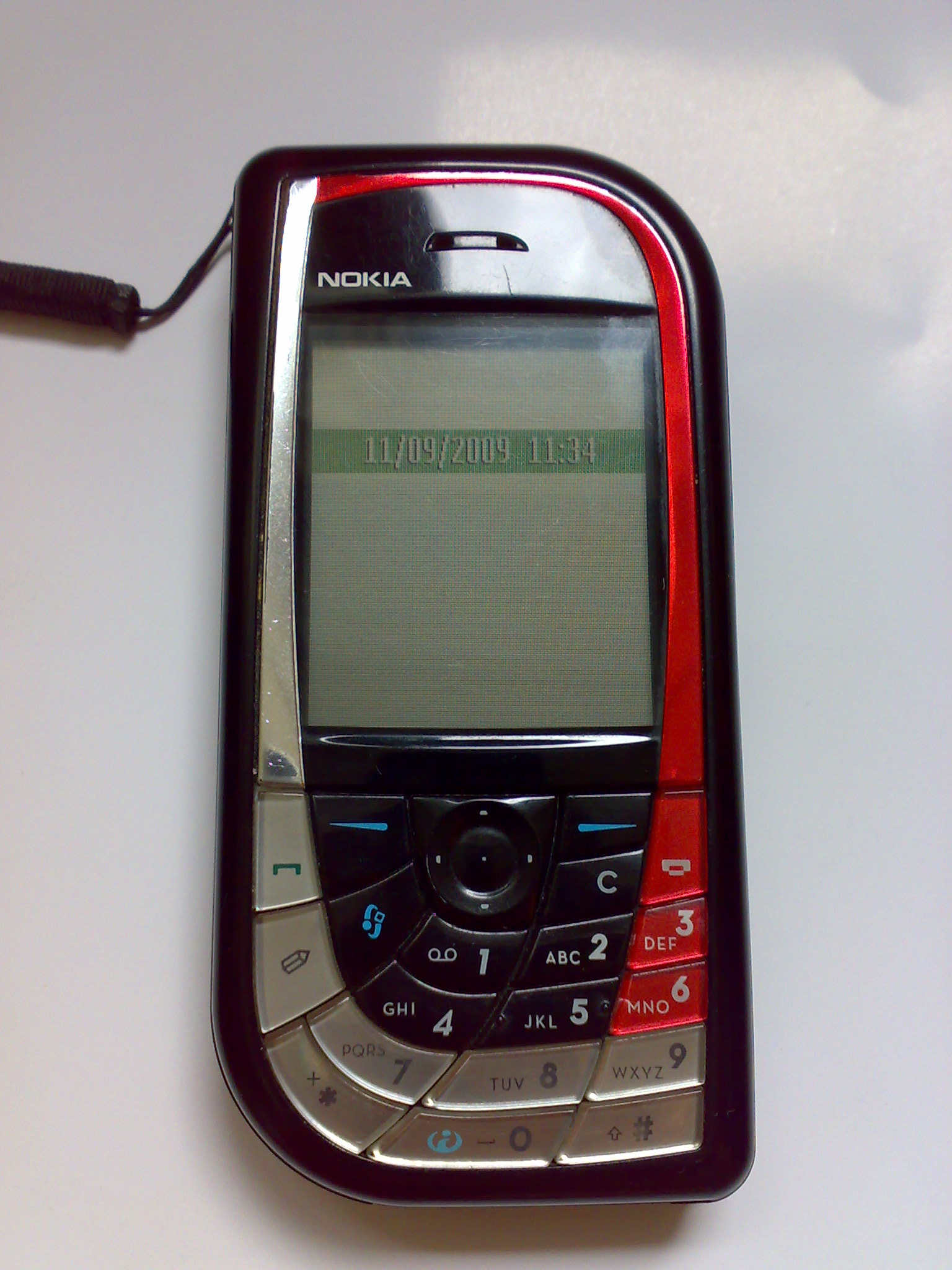
Nokia 7610
Das Nokia 7610 ist ein Triband-Mobiltelefon, das über eine 1-Megapixel-Kamera, die auch Videos mit 176 × 144 Pixel aufnimmt, und einen acht MByte großen internen Speicher verfügt, der sich mit RS-MMC erweitern lässt. Es verfügt über ein Display mit 176 × 208 Pixeln, auf dem das Betriebssystem Symbian OS S60 dargestellt wird. Der eingebaute Mediaplayer spielt Videos und Musik in den Formaten MP3, AAC, 3GPP, MPEG-4, H.263 und RealMedia ab. Die auf dem Mobiltelefon gespeicherten Daten lassen sich über USB 1.1 und Bluetooth übertragen. Mit dem verwendeten Akku lässt sich das Nokia 250 Stunden in Bereitschaft betreiben, die maximale Sprechzeit beträgt drei Stunden.
Nokia 7610 Supernova
Das Nokia 7610 Supernova ist ein EDGE-fähiges Quadband-Mobiltelefon, das neben einer 1,3-Megapixel-Kamera, die auch Videos mit 640 × 480 Pixel aufnimmt, über ein UKW-Radio verfügt. Der 30 MByte große interne Speicher lässt sich mit microSD-Karten um maximal zwei GByte erweitern (eine 512 MB große Karte ist im Lieferumfang enthalten). Es verfügt über ein Display mit 240 × 320 Pixeln. Der eingebaute Mediaplayer spielt Videos und Musik in den Formaten MP3, M4A, WMA, 3gp und H.263 ab. Die auf dem Mobiltelefon gespeicherten Daten lassen sich über USB 1.1 und Bluetooth übertragen. Mit dem verwendeten Akku lässt sich das Nokia 300 Stunden in Bereitschaft betreiben, die maximale Sprechzeit beträgt 8,4 Stunden.

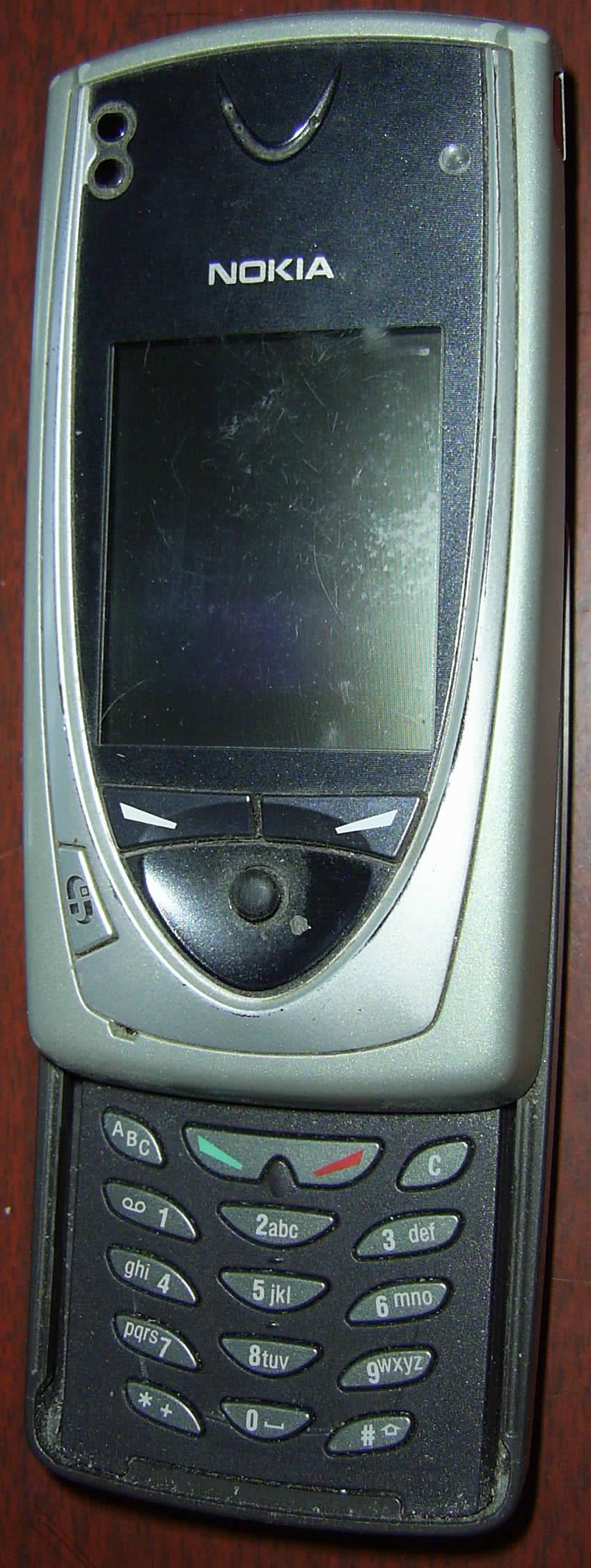
Nokia 7650
Das Nokia 7650 ist das erste Mobiltelefon mit dem Betriebssystem Symbian-Series 60. Es besitzt die gleiche Kamera wie das Nokia 6600, hat einen Schieber (Slider), der jedoch weniger der Platzersparnis, sondern eher dem Schutz der Tastatur dient.

### Nokia 77xx

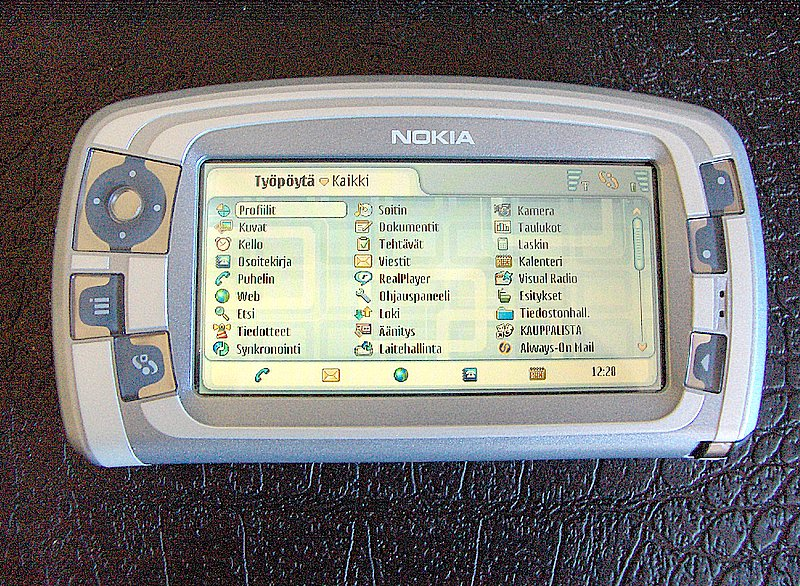
Nokia 7710
Das Nokia 7710 ist ein Touchscreen-Handy ohne Nummerntastatur, jedoch mit diversen Bedientasten. Diese Bauform war ursprünglich für das Nokia 7700 gedacht, das allerdings nie in Serie produziert wurde. Das Nokia 7710 ist die verbesserte Variante des zuvor missglückten Versuchs. Als Betriebssystem kommt Symbian OS, als Bedienoberfläche S90 zum Einsatz. Der breitformatige Bildschirm löst 640 × 320 Pixel auf. Das Handy verfügt über eine 1-Megapixel-Kamera, MP3-Player und Visual-Radio.

### Nokia 79xx
Nokia 7900 Prism
Das Nokia 7900 Prism ist ein UMTS-Mobiltelefon, das über eine 2-Megapixel-Kamera, die auch Videos mit 177 × 144 Pixel aufnimmt, und einen 1000 MByte großen internen Speicher verfügt. Es verfügt über ein Display mit 240 × 320 Pixeln. Der eingebaute Mediaplayer spielt Videos und Musik in den Formaten MP3, AAC, eAAC+ und WMA ab. Die auf dem Mobiltelefon gespeicherten Daten lassen sich über USB 2.0 und Bluetooth übertragen. Mit dem verwendeten Akku lässt sich das Nokia 240 Stunden in Bereitschaft betreiben, die maximale Sprechzeit beträgt drei Stunden.
Nokia 7900 Crystal Prism
Das Nokia 7900 Crystal Prism ist der Nachfolger des Nokia 7900 Prism. Im Unterschied zum Vorgänger verfügt das Handy jetzt über ein 2"-OLED-Display mit 320 × 240 Pixeln. Zudem wurde die Videoaufnahme der integrierten 2-MP-Kamera verbessert. Das Handy erschien im 2. Quartal 2008.

## Nokia 8xxx
Nokia 8110/8110i/8148/8148i

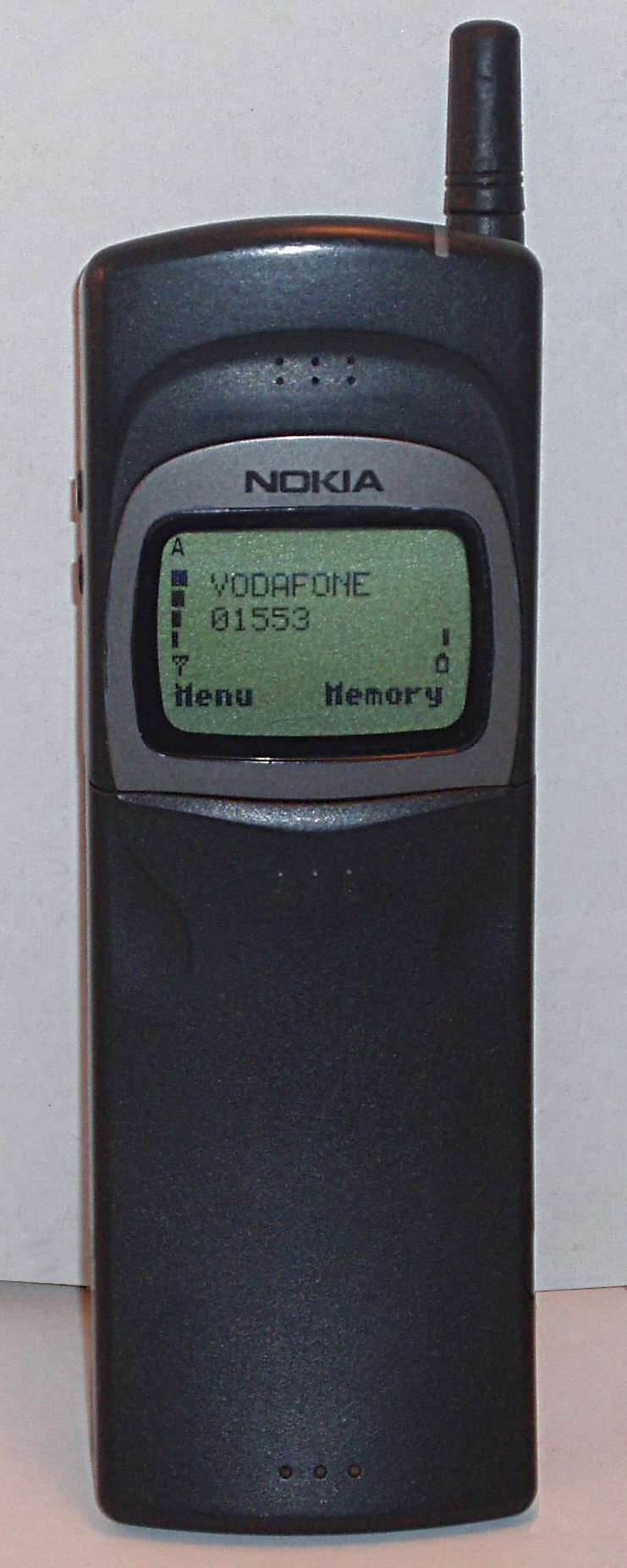
Nokia 8110

Beim 1996 erschienenen GSM-900-Gerät Nokia 8110 wurde großer Wert auf edles Design gelegt (Spitzname „Banane“ aufgrund der gebogenen Form). Die ausziehbare Klappe dient als Tastaturschutz. Bekannt wurde das Telefon durch den Film Matrix. Für den Film wurde das Gerät mit einem Federmechanismus ausgestattet, durch den sich die Klappe per Knopfdruck öffnen lässt, wohingegen bei dem im Handel erhältlichen Gerät die Klappe von Hand auf- und zugeschoben wird. Das Nokia 8110i unterstützt zusätzlich den Empfang eines Klingeltons per SMS. Beide Modelle gibt es auch als Nokia 8148 bzw. Nokia 8148i für das GSM-1800-Netz.

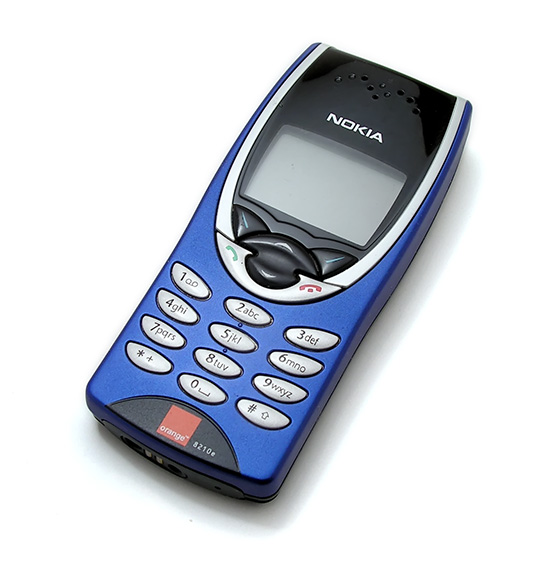
Nokia 8210
Erscheinungsdatum 1999. Dieses Telefon wurde durch diverse Hollywood-Filme bekannt und war durch die damals sehr geringe Größe einzigartig auf dem Markt. Hohe Strahlungswerte waren ein Tribut an die integrierte Antenne und die kleine Bauweise. Sehr innovativ für damalige Verhältnisse waren in dieses, bis zum Erscheinen des 7280 in 2004, kleinste hergestellte Nokia-Mobiltelefon, bereits ein Datenmodem (Internetzugang/PC-Anschluss) und Infrarot-Schnittstelle integriert.
Nokia 8310
Das Nokia 8310 ist ein Nachfolger des Nokia 8210 und zeichnet sich ebenso durch die geringe Größe aus. Es wurde erstmals im Oktober 2001 ausgeliefert und unterstützt als erstes Nokia-Handy den Datendienst GPRS. Über die IrDA-Schnittstelle ist es möglich, mit einem Notebook im Internet zu surfen oder die Organizerfunktionen zu synchronisieren. Es verfügt zusätzlich über ein UKW-Radio, Kalender, Sprachwahl, Sprachnotizen (3 Minuten), einen WAP-Browser und HSCSD.

Durch die unzählige Kombinationsmöglichkeiten von farbigen Xpress-On-Covern kann das Nokia 8310 optisch individuell gestaltet werden.
Nokia 8600 Luna
Das Nokia 8600 Luna ist ein EDGE-fähiges Quadband-Mobiltelefon, das über eine 2-Megapixel-Kamera, die auch Videos mit 176 × 144 Pixel aufnimmt, und einen 128 MByte großen internen Speicher verfügt. Es verfügt über ein Display mit 240 × 320 Pixeln. Der eingebaute Mediaplayer spielt Videos und Musik in den Formaten MP3, AAC, WMA, MIDI, MPEG-4, H.263 und H.264 ab. Die auf dem Mobiltelefon gespeicherten Daten lassen sich über USB 2.0 und Bluetooth übertragen. Mit dem verwendeten Akku lässt sich das Nokia 240 Stunden in Bereitschaft betreiben, die maximale Sprechzeit beträgt 3,7 Stunden.

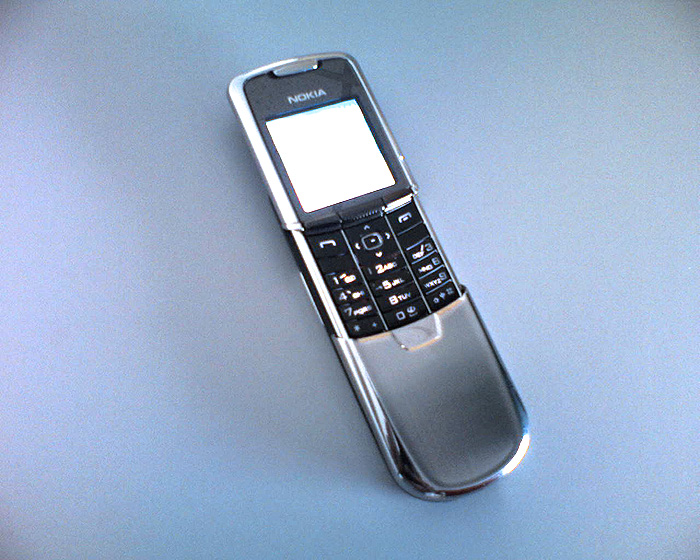
Nokia 8800
Das Designhandy Nokia 8800 ist nach einigen Jahren Pause im Nobelsegment der Nachfolger der Modelle 8810, 8850/8890 und 8910(i). Das mit Edelstahlelementen gefertigte Nokia 8800 ist technisch vergleichsweise spartanisch ausgestattet. Die Kamera bietet SVGA-Auflösung, ein Speicherkarten-Slot ist nicht vorhanden. Das Display verbirgt sich hinter kratzfestem Kristall. Um sich von anderen Telefonen abzuheben, wurden exklusiv für das Nokia 8800 Klingeltöne komponiert. Mit Preisen von 600 bis 800 € hebt es sich klar von anderen Modellen ab.
Sirocco Edition
Zusätzlich ist es in einer Sirocco Edition erhältlich. Dessen Gehäuse ist wahlweise aus schwarzem poliertem (dark) oder chromglänzenden (light) Edelstahl. Auch technisch wurde an der Sirocco Edition ein wenig gefeilt, so wurde der interne Speicher auf 128 Megabyte angehoben. Die Kamera löst nun mit 2 Megapixeln auf. Auch für dieses Designhandy wurden exklusive Klingeltöne aus der Feder des Ambient-Komponisten Brian Eno verwendet.
Nokia 8800 Arte
Das Nokia 8800 Arte gibt es in drei Versionen: Nokia 8800 Arte, Nokia 8800 Arte Saphire und Nokia 8800 Arte Carbon. Der Preis lag bei Marktstart für die normale Version bei ca. 1200 Euro. Ausgestattet ist das Handy mit einer 3,2-Megapixel-Kamera sowie 1 GB flexiblem Speicher.
Nokia 8850

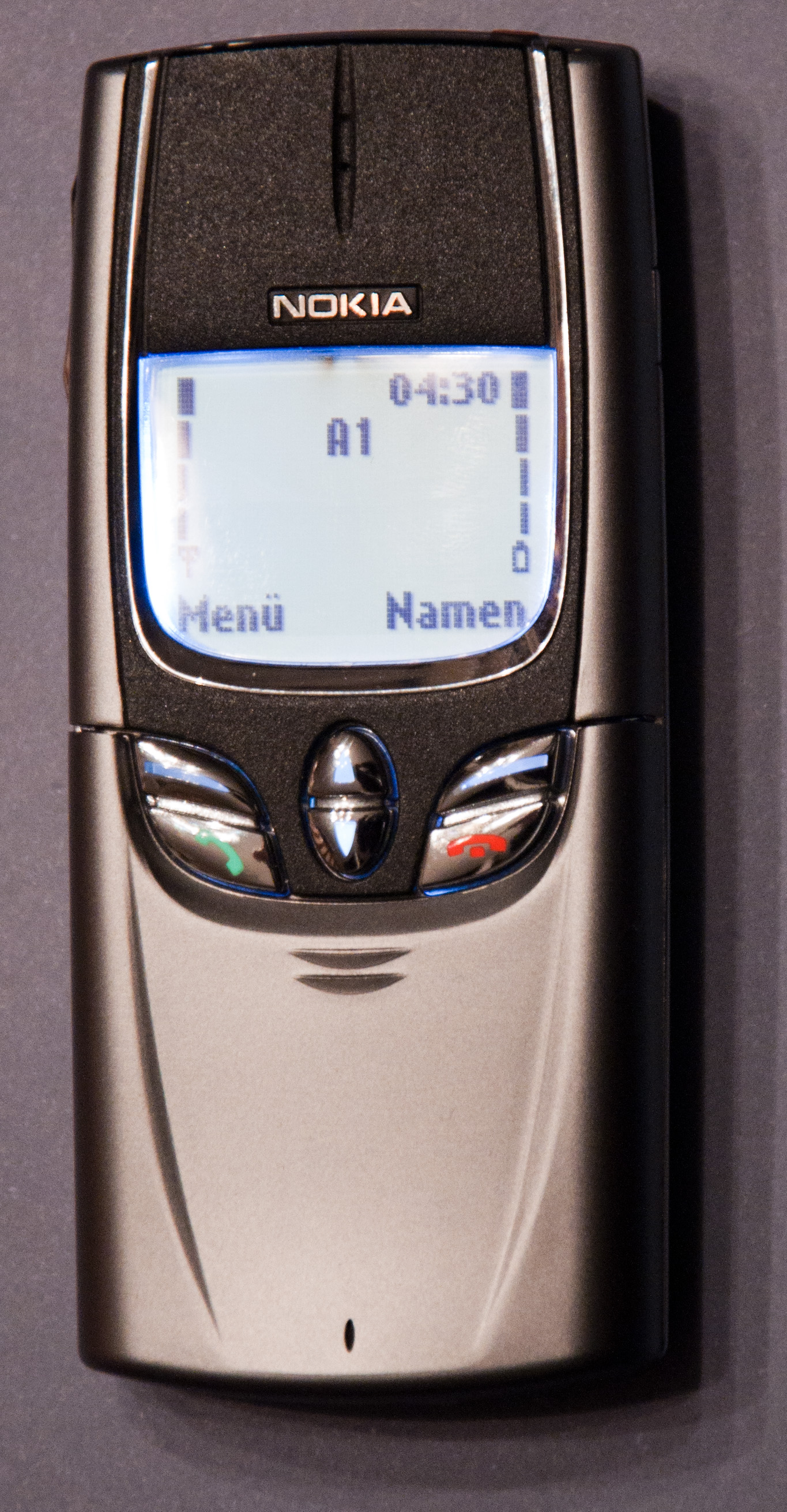
Nokia 8850i

Das Nokia 8850 ist der Vorgänger des Nokia 8910, es zeichnet sich wie dieses mehr durch hochwertige Materialanmutung als technische Finesse aus. Die 88er/89er-Serie hatte von jeher eine hochwertige Material-Anmutung, so hatte beispielsweise das Nokia 8810 ein verchromtes Gehäuse, das Nokia 8850 hingegen eines aus Magnesium plus verchromter Tastatur, das Nokia 8910(i) hingegen war in einen Titan-Mantel gehüllt und hatte wie das Nokia 8850/8890 eine Chromtastatur.
Nokia 8910
Das Nokia 8910 ist ein HSCSD-fähiges Dualband-Mobiltelefon. Es verfügt über ein Display mit 96 × 65 Pixeln. Die auf dem Mobiltelefon gespeicherten Daten lassen sich über Bluetooth übertragen. Mit dem verwendeten Akku lässt sich das Nokia 300 Stunden in Bereitschaft betreiben, die maximale Sprechzeit beträgt vier Stunden.
Nokia 8910i
Das Nokia 8910i ist ein HSCSD-fähiges Dualband-Mobiltelefon. Das Display dieses Modells umfasst 96 × 65 Pixel bei 4096 Farben. Als Kommunikationsschnittstelle mit anderen Geräten verfügt das 8910i über Bluetooth. Mit dem verwendeten Akku lässt sich das Nokia 300 Stunden in Bereitschaft betreiben, die maximale Sprechzeit beträgt 4,5 Stunden.

## Nokia Communicator
Nokia Communicator bezeichnet eine Serie von Smartphones: Nokia 9000, Nokia 9110, Nokia 9210(i), Nokia 9500, Nokia 9300(i), Nokia E90 Communicator. Der Communicator wurde mit dem E90 in die Nokia Eseries integriert.

## Nokia N-Gage
Das 2003 erschienene Nokia N-Gage ist ein Mobiltelefon mit eingebauter Spielkonsole.

## Nokia Lumia-Serie
Im Oktober 2011 wurden die ersten Handys der Nokia-Lumia-Modellreihe auf der Nokia World in London vorgestellt; alle Vertreter laufen mit dem Betriebssystem Windows Phone.

## Nokia Asha-Serie
Ab Oktober/November 2011 produzierte Nokia eine neue Mobiltelefon-Serie mit dem Betriebssystem Series 40 unter dem Namen Nokia Asha. Die zuerst vorgestellten Modelle waren die Modelle Asha 200, Asha 201, Asha 300 und Asha 303.

## Nokia RinGo
Das Nokia RinGo war ein Handy, das für den analogen ETACS-Standard entwickelt wurde. Es wurde ab Mitte der 90er-Jahre vermarktet und erhielt zwei Nachfolger. Es trat in Konkurrenz zu den damals marktbestimmenden Ericsson-Handys.
Nokia RinGo I
Das erste Handy der RinGo-Serie wog 258 Gramm und war mit einem Nickel-Metallhydrid-Akku (NiMH) ausgestattet.
Nokia RinGo II
Das zweite Handy dieser Serie erschien im Jahr 1997 und war mit 231 Gramm gut 10 % leichter als sein Vorgänger. Es verfügte über einen fest eingebauten Akku und eine alpha-numerische Eingabe.
Nokia RinGo III
Die dritte Auflage des Handys erschien 1999 und ähnelte von der Bedienung her dem damals aktuellen Nokia 5110. Es verfügte über 40 Telefonnummernspeicher und über 20 Klingelmelodien, was für Handys der damaligen Zeit und für Handys für ETACS-Netze recht beachtlich war. Das Gewicht wurde im Vergleich zum Vorgänger erneut deutlich reduziert, so wog das RinGo III nurmehr 160 Gramm. Es war mit dem gleichen NiMH-Akku wie das Nokia 5110 ausgestattet und konnte Ende 1999 mit Lithium-Polymer-Akkumulatoren nachgerüstet werden.

## Nokia-Handys unter der Regie von Microsoft (2011–2016)
Im Februar 2011 gab Nokia bekannt, zukünftige Smartphones mit dem Betriebssystem Windows Phone von Microsoft auszurüsten. Nokia erhielt dafür im Gegenzug rd. eine Mrd. US-Dollar für Entwicklung und Werbung von Microsoft. Im Rahmen der Nokia World 2011 wurden die ersten Nokia-Modelle mit Windows Phone 7.5 am 26. Oktober 2011 vorgestellt.

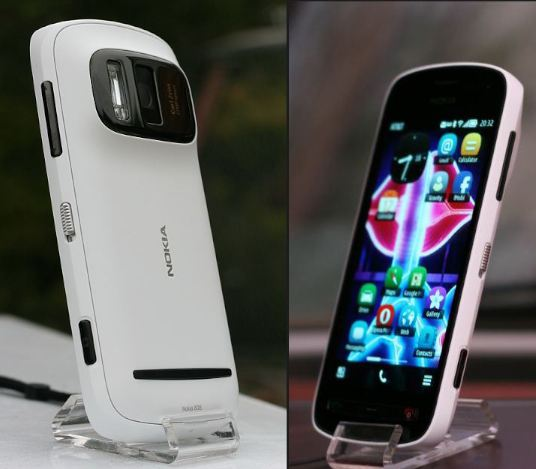
Nokia 808 PureView, das letzte Nokia-Smartphone mit Symbian-Betriebssystem

Ende Februar 2012 stellte Nokia beim Mobile World Congress in Barcelona mit dem Modell 808 PureView ein Smartphone mit einer 41-Megapixel-Kamera und Carl-Zeiss-Objektiv vor, dem das Betriebssystem Symbian Belle mit Feature Pack 1 zugrunde lag. Im Oktober 2012 wurde dazu von Nokia für das Betriebssystem Symbian Belle das Feature Pack 2 veröffentlicht. Das Nokia 808 PureView war das letzte Smartphone von Nokia mit dem Betriebssystem Symbian.
Mit dem Nokia 500 Smartphone, das im August 2011 vorgestellt wurde, begann eine dreistellige Modellnummerierung. Im Herbst 2011 präsentierte Nokia die Nokia Lumia-Reihe mit dreistelligen Modellnummern (bzw. vierstelligen bei Phablet-Modellen), die 2014 von Microsoft übernommen, noch im selben Jahr als Microsoft Lumia (ohne den Markennamen Nokia) fortgeführt und schließlich Anfang 2016 eingestellt wurde. Microsoft brachte zwischen Ende 2014 und Ende 2016 lediglich einfach gehaltene, sogenannte feature phones mit dreistelliger Modellnummerierung unter dem Markennamen Nokia (Nokia 1xx, 2xx) auf den Markt.
Von 2011 bis 2014
- Nokia 500, Nokia 700 (als Nachfolger der Cseries und Vorgänger von Lumia)

- Nokia 808 PureView: Symbian-Smartphone mit 41-Megapixel-Kamera und Carl-Zeiss-Objektiv.[18]
- Lumia: Baureihe für Smartphones mit Windows Phone
- Asha: Baureihe für günstige Telefone mit Nokia Series 40Seit 2013:
- Nokia Series 30+ Modelle (Nokia: 108, 220, 225; Microsoft: 130, 215, 105, 222, 230, 216)

2014:
- Nokia X: Baureihe für Smartphones mit Android[22]

## Nokia-Handys unter der Regie von HMD Global (2017 bis 2024)
HMD Global brachte ab 2017 Smartphones mit einstelligen Nummern und Einfach-Handys mit drei- oder vierstelligen Bezeichnungen auf den Markt. Im Jahr 2024 wurde bekannt, dass HMD keine neuen Handys der Marke Nokia auf den Markt bringen wird.
Seit 2017:

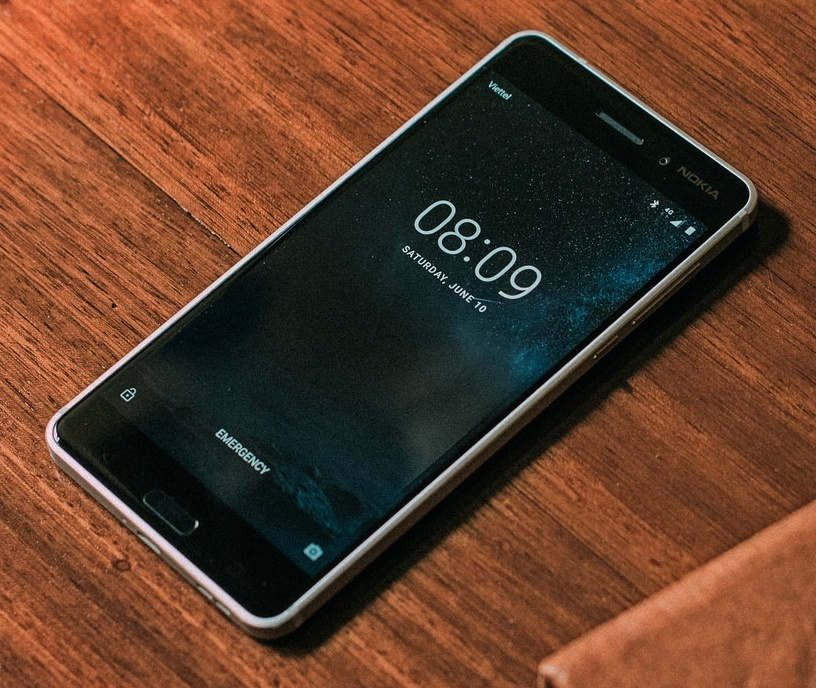
Nokia 6

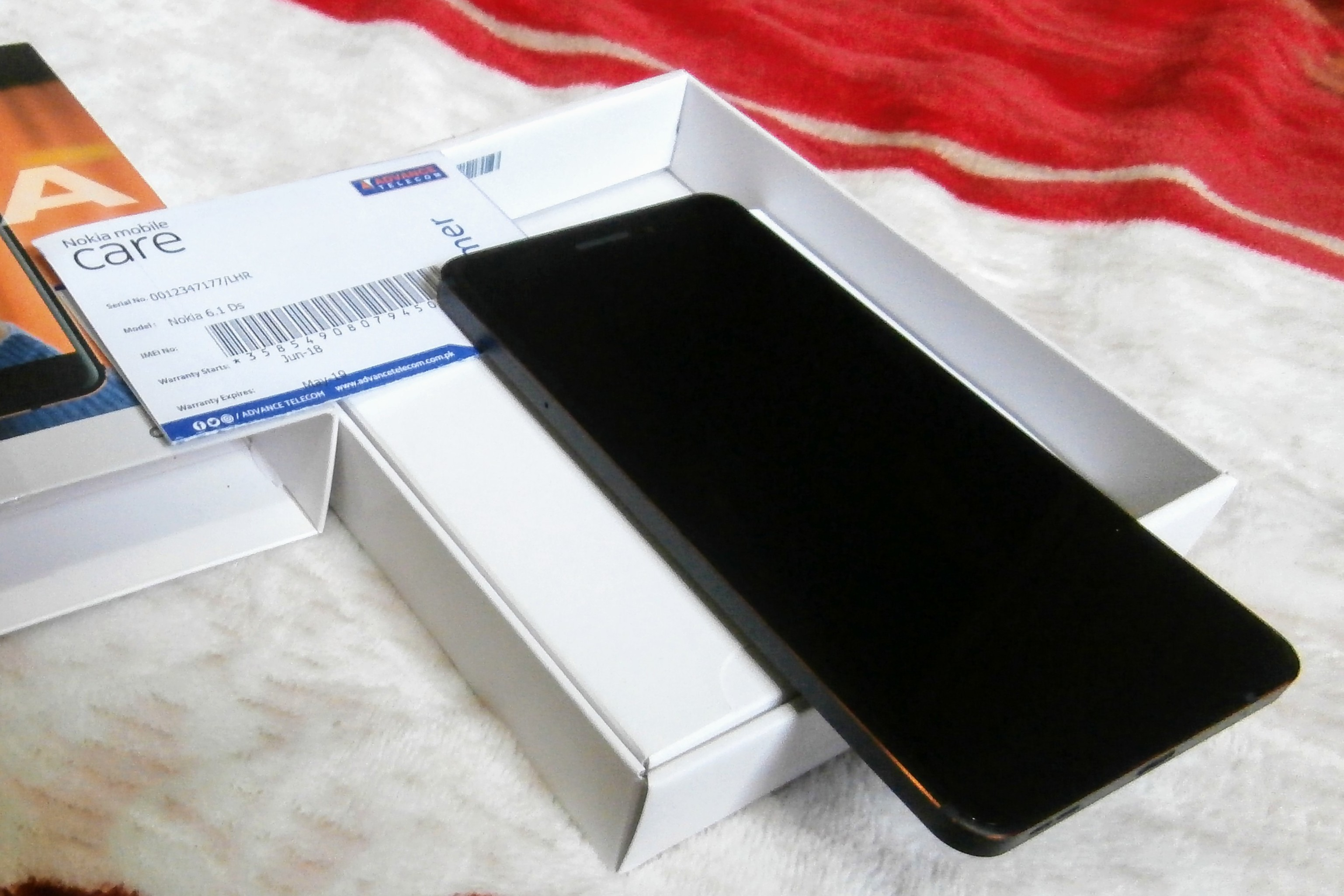
Nokia 6.1 (2018)

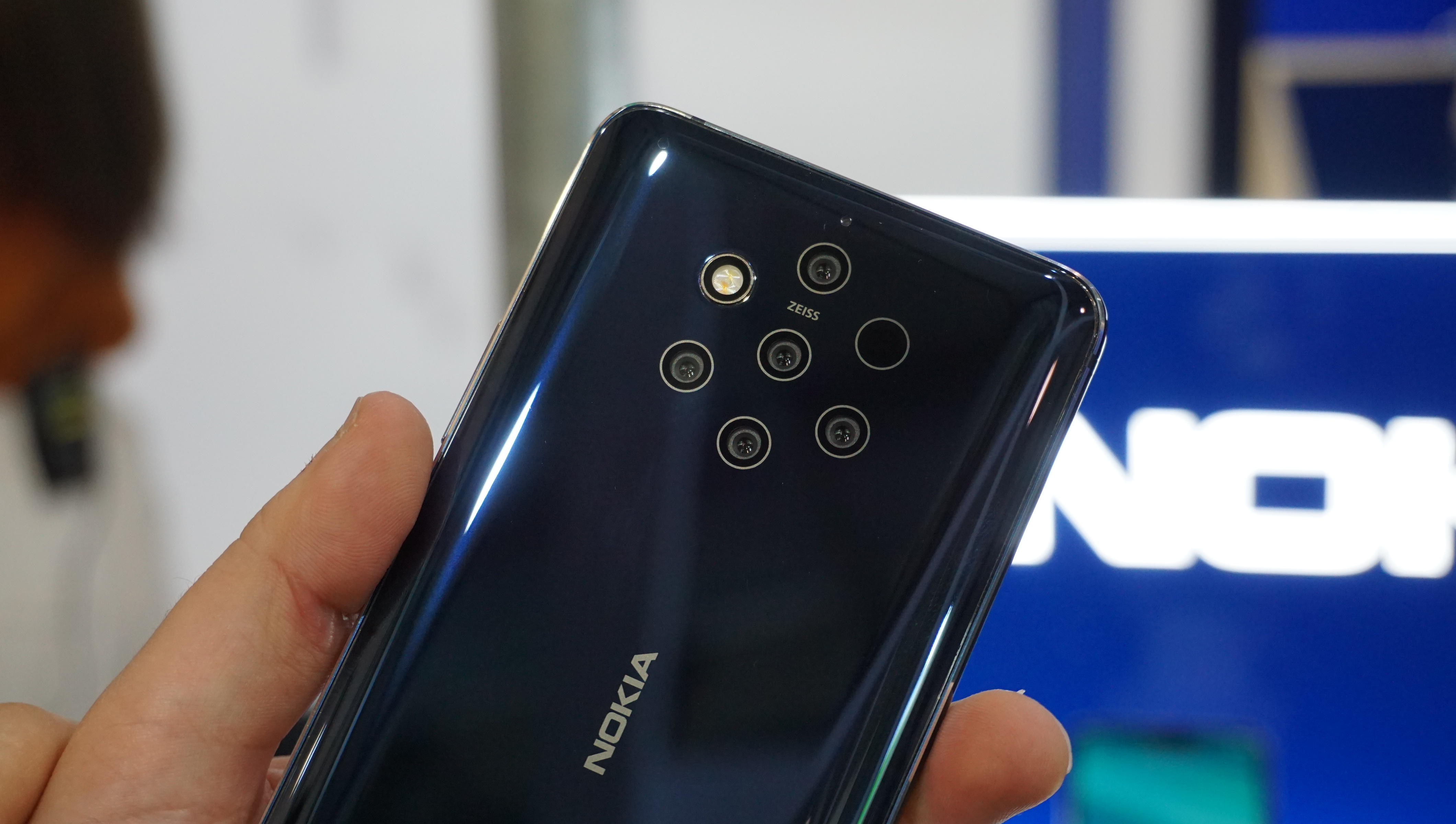
Nokia 9 PureView (2019)

- Einfach-Handys (Series 30+): Nokia 150 (Dez 2016), Nokia 130 (2017), Nokia 105 (2017)
- Retro-Klassiker: Nokia 3310 (2G, 3G, 2017; 4G, 2018),[24][25] Nokia 8110 4G (KaiOS, 2018), Nokia 2720 Flip
- Einsteigermodelle: Nokia 1 (2018), Nokia 2 (2017), Nokia 2.1 (2018), Nokia 3 (2017), Nokia 3.1 (2018), Nokia 3.1 Plus (2018), Nokia 3.2 (2019), Nokia 4.2 (2019)[26]
- Mittelklassemodelle: Nokia 5 (2017), Nokia 5.1 (2018), Nokia 5.1 Plus (2018), Nokia 6 (2017),[27] Nokia 6.1 (2018), Nokia 6.1 Plus (2018; auch als Nokia X6),[28] Nokia 7 (2017), Nokia 7.1 (2018), Nokia 7 plus (2018), Nokia 7.1 Plus (2018)
- Oberklassemodelle: Nokia 8 (2017),[29] Nokia 8 Sirocco (2018), Nokia 8.1 (2018; entspricht Nokia 7.1 Plus), Nokia 8.1 Plus (2019; auch Nokia X71), Nokia 9 PureView (2019)

HMD Global produziert Handys mit den folgenden Betriebssystemen
- Series 30+: proprietäres Nokia OS
- Android: Seit Februar 2014
- Feature OS: Betriebssystem für Einfach-Handys (eingesetzt beim Nokia 3310 3G)[25]
- Smart Feature OS powered by KaiOS: Betriebssystem für Einfach-Handys (eingesetzt beim Nokia 8110 4G)[30]